# Hà Lan
Hà Lan (tiếng Hà Lan: Nederland [ˈneːdərlɑnt] ⓘ) là một quốc gia tại Tây Âu. Đây là quốc gia cấu thành chủ yếu của Vương quốc Hà Lan, và còn bao gồm ba lãnh thổ đảo tại Caribe (Bonaire, Sint Eustatius và Saba). Phần thuộc châu Âu của Hà Lan gồm có 12 tỉnh, giáp với Đức về phía đông, Bỉ về phía nam, và biển Bắc về phía tây bắc; có biên giới hàng hải với Bỉ, Anh và Đức. Năm thành phố lớn nhất của Hà Lan là Amsterdam, Rotterdam, Den Haag, Utrecht và Eindhoven. Amsterdam là thành phố thủ đô, song trụ sở của nghị viện và chính phủ đặt tại Den Haag. Cảng Rotterdam là cảng lớn nhất châu Âu và là cảng lớn nhất bên ngoài Đông Á.
Hà Lan có địa hình thấp và bằng phẳng, chỉ có khoảng 50% diện tích đất nằm cao hơn 1 m so với mực nước biển. Hầu hết diện tích dưới mực nước biển là đất cải tạo. Từ cuối thế kỷ 16, nhiều khu vực rộng lớn được cải tạo từ biển và hồ, chúng chiếm gần 17% diện tích đất hiện nay của quốc gia. Hà Lan có mật độ dân số trên 400 người/km², nếu không tính mặt nước thì sẽ hơn 500 người/km², thuộc vào hàng các quốc gia có mật độ dân số dày đặc nhất thế giới. Tuy vậy, Hà Lan là quốc gia xuất khẩu nông sản và thực phẩm lớn thứ nhì thế giới, chỉ sau Hoa Kỳ. Hà Lan là quốc gia thứ ba trên thế giới có các đại biểu được bầu cử để kiểm soát hành động của chính phủ; quốc gia này có thể chế dân chủ nghị viện và quân chủ lập hiến từ năm 1848. Hà Lan có lịch sử lâu dài về khoan dung xã hội và thường được nhìn nhận là một quốc gia tự do, Hà Lan đã hợp pháp hoá mại dâm, án tử và hôn nhân đồng giới.
Hà Lan là một thành viên sáng lập của Liên minh châu Âu, Khu vực đồng euro, G-10, NATO, OECD và WTO, nằm trong Khu vực Schengen và Liên minh Benelux. Hà Lan là nơi đặt trụ sở của năm toà án quốc tế như Tòa án Trọng tài thường trực và Tòa án Công lý Quốc tế, trong đó có bốn toà án đặt tại Den Haag, do đó thành phố này được mệnh danh là "thủ đô pháp luật thế giới." Hà Lan đứng thứ hai trong chỉ số tự do báo chí năm 2016 của Phóng viên không biên giới. Hà Lan có nền kinh tế hỗn hợp dựa trên thị trường, đứng thứ 17 về chỉ số tự do kinh tế năm 2013. Hà Lan có GDP PPP bình quân cao thứ 13 thế giới vào năm 2016 theo số liệu của IMF. Năm 2017, Báo cáo Hạnh phúc thế giới của Liên Hợp Quốc xếp Hà Lan đứng thứ sáu, phản ánh chất lượng sinh hoạt cao tại đây. Hà Lan là một nhà nước phúc lợi hào phóng, cung cấp chăm sóc y tế phổ quát, giáo dục công cộng và hạ tầng tốt, và nhiều phúc lợi xã hội.

## Từ nguyên
Tên gọi "Hà Lan" trong tiếng Việt bắt nguồn từ tiếng Trung. Trước đó, toàn thể Hà Lan (Nederland) thường được gọi bằng định danh có từ lâu trước đó là "Holland" (nghĩa là đất rừng). Bằng tiếng Trung, "Ho-lland" được người Trung Quốc phiên âm là "Hé lán" và viết bằng chữ Hán là 荷蘭 (Hà Lan) hoặc 和蘭 (Hòa Lan). Hiện nay "Hà Lan" (荷蘭) được dùng phổ biến hơn ở cả tiếng Việt và tiếng Trung. Một cách gọi khác mà sách giáo khoa Lịch sử lớp 8 và lớp 10 sử dụng là "Nê-đéc-lan", phiên âm trực tiếp từ "Nederland". Từ 下蘭 (Hạ Lan) có thể được dùng là dịch trực tiếp từ "Nederland" hay "Netherlands" có nghĩa là "Vùng đất thấp".
Tuy nhiên, "Holland" theo ý nghĩa nghiêm ngặt thì thuật ngữ này chỉ nói đến Noord-Holland và Zuid-Holland, là hai trong số 12 tỉnh của quốc gia này, chúng vốn là một tỉnh duy nhất và trước đó là Bá quốc Holland. Bá quốc Holland ban đầu là của người Frisia, xuất hiện sau khi giải thể Vương quốc Frisia, về sau nó trở thành lãnh địa quan trọng nhất về kinh tế và chính trị tại Các Vùng đất thấp (Nederlanden). Điều này cùng với tầm quan trọng của Holland trong việc hình thành Cộng hoà Hà Lan, Chiến tranh Tám mươi Năm và Chiến tranh Anh-Hà Lan trong các thế kỷ 16, 17 và 18, khiến Holland đại diện cho toàn thể quốc gia, song hiện nay được nhìn nhận là không chính xác, không chính thức, hoặc đôi khi là lăng nhục, tuỳ theo ngữ cảnh, song vẫn được sử dụng rộng rãi như khi đề cập đến đội tuyển bóng đá quốc gia.
Khu vực được gọi là Các Vùng đất thấp (Nederlanden, gồm Bỉ, Hà Lan và Luxembourg) và quốc gia Hà Lan (Nederland) tương đồng về địa danh học. Các địa danh có Neder, Nieder, Nether và Nedre (trong các ngôn ngữ German) và Bas hay Inferior (trong các ngôn ngữ Roman) được sử dụng trong các địa điểm trên khắp châu Âu. Chúng thỉnh thoảng được sử dụng trong một quan hệ chỉ thị với một vùng đất cao hơn. Trong trường hợp Các Vùng đất thấp / Hà Lan, vị trí địa lý của vùng "hạ" ít nhiều nằm tại hạ lưu và gần biển. Tuy nhiên, vị trí địa lý của vùng cao hơn thì thay đổi lớn theo thời gian. Người La Mã phân chia giữa các tỉnh Hạ Germania (nay thuộc Bỉ và Hà Lan) tại hạ lưu và Thượng Germania (nay là một phần của Đức). Việc định danh "hạ" ám chỉ đến khu vực có từ thế kỷ X với Công quốc Hạ Lorraine, bao trùm phần lớn Các Vùng đất thấp.
Các công tước Bourgogne cai trị Các Vùng đất thấp vào thế kỷ 15, sử dụng thuật ngữ les pays de par deçàvùng đất ở trên đây cho Các Vùng đất thấp, tương phản với les pays de par delà~ vùng đất ngoài kia cho quê hương của họ: Bourgogne tại trung-đông nước Pháp hiện nay. Dưới quyền Nhà Habsburg, Les pays de par deçà phát triển thành pays d'embasvùng đất dưới đây, một từ mang tính chỉ thị liên quan đến các lãnh địa khác của gia tộc này tại châu Âu. Nó được dịch thành Neder-landen trong các văn bản chính thức tiếng Hà Lan đương đại. Theo một quan điểm khu vực, Niderlant cũng là khu vực giữa sông Meuse và hạ du sông Rhine vào hậu kỳ Trung cổ. Khu vực được gọi là Oberland (vùng đất cao) trong bối cảnh chỉ thị này được cho là bắt đầu ở khoảng chừng Köln nằm gần đó.
Từ giữa thế kỷ 16 trở đi, "Các Vùng đất thấp"Nederlanden và "Hà Lan"Nederland mất ý nghĩa chỉ thị ban đầu của chúng, và là những tên gọi được sử dụng phổ biến nhất. Chiến tranh Tám mươi năm (1568–1648) phân chia Các Vùng đất thấp thành Cộng hoà Hà Lan độc lập tại miền bắc (Latinh hoá là Belgica Foederata, "Nederland liên hiệp", nhà nước tiền thân của Hà Lan) và Miền nam Các Vùng đất thấp do Tây Ban Nha kiểm soát (Latinh hoá thành Belgica Regia, "Nederland hoàng gia", nhà nước tiền thân của Bỉ). Các Vùng đất thấp ngày nay là một định danh gồm có Hà Lan, Bỉ và Luxembourg, song trong hầu hết các ngôn ngữ Roman, thuật ngữ "Các Vùng đất thấp" được sử dụng dành riêng cho Hà Lan.
Trong tiếng Anh, Hà Lan được viết là "The Netherlands" (danh từ số nhiều), còn tính từ sở hữu viết là "Dutch" thì lại là dạng biến hóa từ của "Deutsch" chỉ chung các dân tộc Đức từ thời xa xưa

## Lịch sử

### Sơ khởi
Dấu tích loài người cổ nhất (Neanderthal) được phát hiện trên vùng đất cao gần Maastricht, được cho là có niên đại 250.000 năm trước. Đến khi kết thúc kỷ băng hà, những người du cư thuộc văn hoá Hamburg (khoảng 13.000–10.000 TCN) thời đồ đá cũ cuối muộn tiến hành săn bắn tuần lộc trong khu vực bằng giáo, đến văn hoá Ahrensburg (khoảng 11.200–9.500 TCN) thì dùng cung tên. Xuồng cổ nhất trên thế giới được phát hiện tại Drenthe, của các bộ lạc có vẻ thuộc về văn hoá Maglemosia (khoảng 8000 TCN) thời đồ đá giữa.

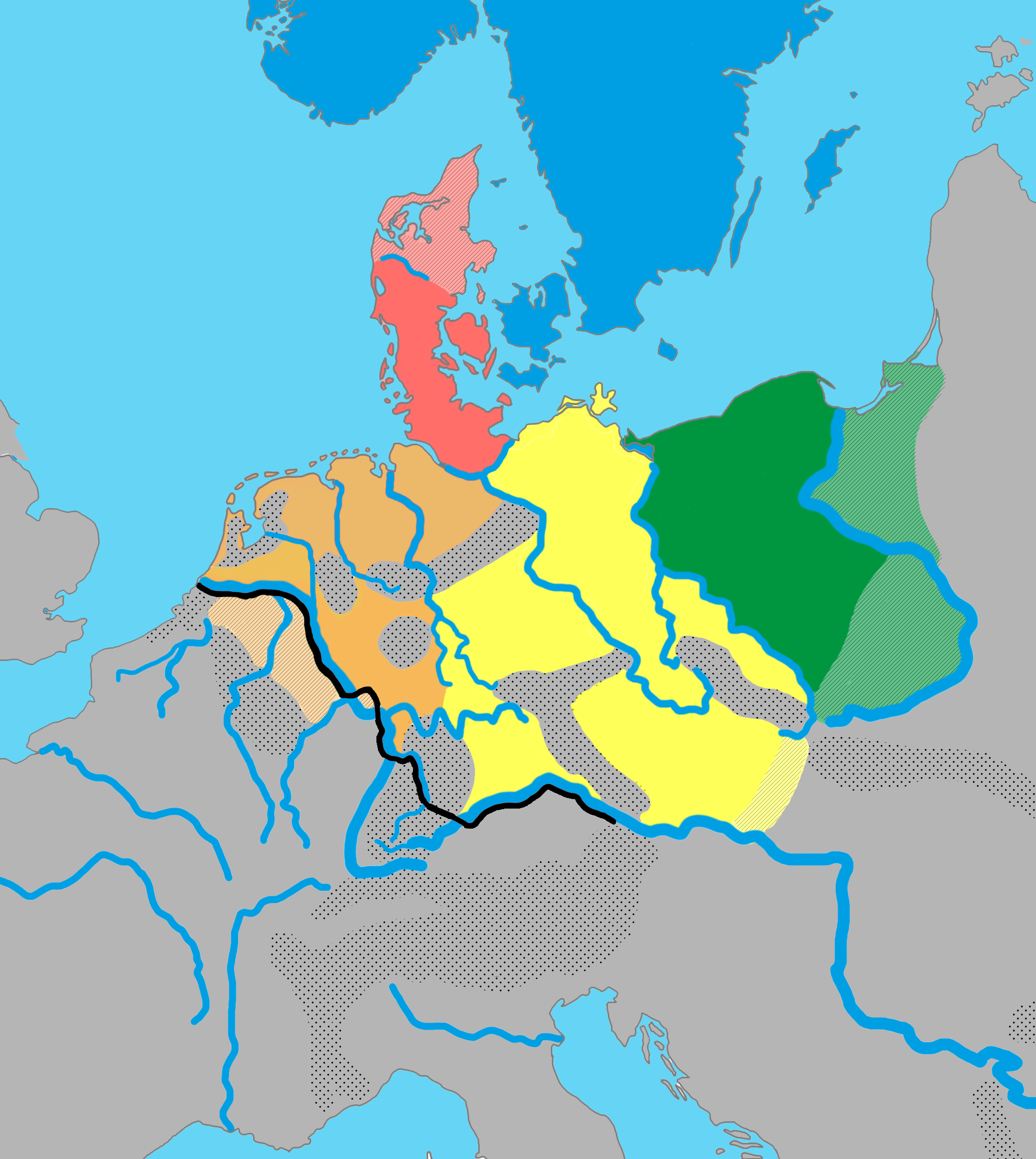
Sự phân bố của các nhóm phương ngữ gốc Germanic ở Châu Âu vào khoảng năm 0-100 sau Công nguyên:
German Bắc;
German Biển Bắc;
German Weser-Rhine;
German Elbe;
German Đông.

Từ năm 800 TCN trở đi, văn hoá Hallstatt của người Celt thuộc thời đồ sắt trở nên có ảnh hưởng, thay thế văn hoá Hilversum (1800–800 TCN). Quặng sắt trở thành một thước đo thịnh vượng, và hiện diện khắp khu vực, bao gồm cả quặng sắt nâu. Những người thợ rèn qua lại giữa các khu dân cư và mang theo đồng điếu và sắt để chế tạo công cụ theo yêu cầu. Vorstengraf (mộ của quốc vương) tại Oss (700 TCN) được phát hiện trong một gò mộ, có kích cỡ lớn nhất trong thể loại này tại Tây Âu và có chứa một thanh kiếm sắt được dát vàng và san hô.
Khí hậu xấu đi tại Scandinavia vào khoảng năm 850 TCN, và tệ hơn nữa vào khoảng năm 650 TCN, điều này có thể đã khiến các bộ lạc German di cư từ phía bắc. Đến khi cuộc di cư này hoàn tất vào khoảng năm 250 TCN, đã nổi bật lên một vài nhóm văn hoá và ngôn ngữ nói chung. Người Ingaevones hay German Biển Bắc cư trú tại phần phía bắc của Các vùng đất thấp, sau đó họ phát triển thành người Frisii và người Sachsen (Saksen) ban đầu. Một nhóm thứ nhì gọi là người German Weser-Rhine (hay Istvaeones) bành trướng dọc trung du sông Rhine (Rijn) và Weser, và cư trú tại Các vùng đất thấp phía nam các sông lớn. Nhóm này gồm các bộ lạc cuối cùng phát triển thành người Frank Salia. Ngoài ra người Celt thuộc văn hoá La Tène (khoảng 450 TCN đến khi La Mã chinh phục) bành trướng trên một phạm vi rộng, bao gồm khu vực phía nam của Các vùng đất thấp. Một số học giả suy đoán rằng một bản sắc dân tộc và ngôn ngữ thứ ba, ngoài German và Celt, từng tồn tại trong khu vực cho đến thời La Mã, là văn hoá Nordwestblock thời đồ sắt, cuối cùng bị hấp thụ vào người Celt tại phía nam và các dân tộc German đến từ phía đông.
Trong Chiến tranh Gallia, khu vực phía nam và phía tây sông Rhine bị quân La Mã (Roma) chinh phục dưới quyền Julius Caesar từ 57 TCN đến 53 TCN. Julius Caesar miêu tả hai bộ lạc Celt chính sống tại khu vực nay là miền nam Hà Lan là Menapii và Eburones. Sông Rhine trở thành biên giới phía bắc của La Mã vào khoảng năm 12. Các thị trấn đáng chú ý xuất hiện dọc biên giới giữa La Mã và người German: Nijmegen và Voorburg. Trong giai đoạn đầu của tỉnh Gallia Belgica thuộc La Mã, khu vực phía nam biên giới trở thành bộ phận của tỉnh Germania Inferior. Khu vực phía bắc sông Rhine là nơi cư trú của người Frisii, nằm ngoài quyền cai trị của La Mã, trong khi các bộ lạc German là Batavi và Cananefates phục vụ trong kỵ binh La Mã. Người Batavi khởi nghĩa chống La Mã vào năm 69, song cuối cùng thất bại. Người Batavi sau đó hợp nhất với các bộ lạc khác thành bang liên người Frank Salia, có bản sắc xuất hiện vào nửa đầu của thế kỷ III. Người Frank Salia xuất hiện trong các văn bản La Mã với vai trò là đồng minh cũng như đối thủ. Trước áp lực từ bang liên của người Sachsen từ phía đông, họ chuyển qua sông Rhine vào lãnh thổ La Mã trong thế kỷ 4, từ căn cứ mới tại West-Vlaanderen và tây nam Hà Lan họ tập kích eo biển Manche. Quân La Mã bình định khu vực, song không trục xuất người Frank, và đến thời kỳ Julianus (358), người Frank Salia được cho phép định cư với tư cách foederati (phiên quốc) tại Toxandria. Sau khi điều kiện khí hậu xấu đi và người La Mã triệt thoát, người Frisii biến mất khỏi miền bắc Hà Lan, có lẽ bị buộc phải tái định cư trong lãnh thổ La Mã với tên gọi laeti vào khoảng 296. Vùng đất ven biển phần lớn vẫn không có người ở trong hai trăm năm sau.

### Sơ kỳ trung cổ (411–1000)

Người Frank (màu xanh), Frisia (màu trắng), và Saxon (màu hồng), (thập niên 710).

Sau khi chính quyền La Mã trong khu vực bị sụp đổ, người Frank bành trướng lãnh thổ thành nhiều vương quốc. Đến thập niên 490, Clovis I chinh phục và thống nhất toàn bộ các lãnh thổ này tại miền nam Hà Lan trong Vương quốc Frank, và từ đó tiếp tục các cuộc chinh phục đến Gaule (Pháp). Trong cuộc bành trướng này, nhóm người Frank di cư về phía nam cuối cùng tiếp nhận tiếng Latinh thông tục của cư dân địa phương. Nhóm người Frank ở lại quê hương tại phía bắc (tức miền nam Hà Lan và Vlaanderen) duy trì nói tiếng Frank cổ, đến thế kỷ 9 tiến hoá thành tiếng Hạ Franconia cổ hoặc tiếng Hà Lan cổ. Xuất hiện biên giới giữa khu vực nói tiếng Hà Lan và nói tiếng Pháp.

Quá trình bành trướng của người Frank (481 đến 870).

Về phía bắc của người Frank, điều kiện khí hậu tại bờ biển được cải thiện, và trong giai đoạn Di cư các vùng đất bị bỏ hoang lại có người định cư, hầu hết là người Sachsen song cũng có các nhóm liên hệ mật thiết với họ là người Angle, người Jute và người Frisii cổ. Nhiều người chuyển sang Anh và được gọi là người Anglo-Saxon, song những người ở lại được gọi là người Frisia và ngôn ngữ của họ được gọi là tiếng Frisia, đặt theo vùng đất từng có người Frisii cư trú. Tiếng Frisia được nói dọc toàn bộ bờ biển phía nam biển Bắc, và vẫn là ngôn ngữ có liên hệ mật thiết nhất với tiếng Anh trong số các ngôn ngữ còn tồn tại trên lục địa châu Âu. Đến thế kỷ 7, Vương quốc Frisia (650–734) xuất hiện với trung tâm quyền lực là Utrecht, còn Dorestad là một điểm giao thương phồn thịnh. Từ năm 600 đến khoảng năm 719, các thành phố thường là chiến trường giữa người Frisia và người Frank. Trong trận Boarn vào năm 734, người Frisia bị đánh bại sau một loạt cuộc chiến. Được người Frank chấp thuận, nhà truyền giáo người Anglo-Saxon Willibrord cải đạo Kitô cho người Frisia.

Lotharingia sau 959; công quốc Moselle (Phía trên-Lotharingia) màu cam, công quốc còn lại (Phía dưới-Lotharingia). Lotharingia màu xanh lục. Đường viền ngôn ngữ màu đỏ chấm.

Đế quốc Caroling của người Frank mô phỏng Đế quốc La Mã và kiểm soát phần lớn Tây Âu. Tuy nhiên, đến năm 843 nó phân chia thành ba bộ phận là Đông Frank, Trung Frank và Tây Frank. Hầu hết lãnh thổ Hà Lan ngày nay là bộ phận của Trung Frank, song đây là một vương quốc yếu và phải hứng chịu nhiều nỗ lực phân chia và sáp nhập của các láng giềng mạnh hơn. Trung Frank gồm các lãnh thổ từ Frisia tại phía bắc đến Vương quốc Ý tại phía nam. Khoảng năm 850, Lotharius I của Trung Frank thừa nhận một người Viking là Rorik của Dorestad là người cai trị hầu hết Frisia. Đến khi Trung Frank bị phân chia vào năm 855, vùng đất phía bắc dãy Alpes được giao cho Lotharius II rồi được đặt tên là Lotharingia. Sau khi ông mất vào năm 869, Lotharingia bị phân chia thành Thượng Lotharingia và Hạ Lotharingia, Hạ Lotharingia gồm Các vùng đất thấp và về danh nghĩa trở thành bộ phận của Đông Frank vào năm 870, song trên thực tế nó nằm dưới quyền kiểm soát của người Viking, họ đột kích các thị trấn của người Frisia và Frank trên bờ biển Frisia và dọc các con sông. Các cuộc tấn công của người Viking khiến quyền thống trị của các lãnh chúa Pháp và Đức trong khu vực bị suy yếu. Kháng cự người Viking đến từ giới quý tộc địa phương, họ đạt được tầm vóc nhất định và đặt cơ sở cho việc giải thể Hạ Lotharingia thành các nhà nước bán độc lập. Một trong số các quý tộc địa phương này là Gerolf xứ Holland, ông đảm nhận quyền lãnh chúa tại Frisia sau khi ông giúp ám sát Godfrid, và quyền cai trị của người Viking kết thúc.

### Trung kỳ Trung cổ (1000–1384)
Đế quốc La Mã Thần thánh (nhà nước kế thừa của Đông Frank và sau đó là Lotharingia) cai trị hầu hết vùng đất thấp trong thế kỷ X và 11, song không thể duy trì thống nhất chính trị. Các quý tộc có quyền lực tại địa phương đưa thành phố, bá quốc hoặc công quốc của họ thành các vương quốc cá nhân, ít có nhận thức về nghĩa vụ với hoàng đế. Holland, Hainaut, Vlaanderen, Gelre, Brabant và Utrecht ở trong tình trạng hầu như chiến tranh liên miên hoặc thành lập các liên minh cá nhân. Ngôn ngữ và văn hoá của hầu hết cư dân sống tại Bá quốc Holland ban đầu là của người Frisia. Do người Frank từ Vlaanderen và Brabant đến định cư, kết quả là khu vực nhanh chóng chuyển sang nói tiếng Hạ Franconia cổ (hay tiếng Hà Lan cổ). Phần còn lại của Frisia tại phía bắc (nay là Friesland và Groningen) tiếp tục duy trì độc lập của họ và có các thể chế riêng cũng như tức giận với việc áp đặt hệ thống phong kiến.
Khoảng năm 1000, do một số bước phát triển về nông nghiệp, kinh tế khu vực bắt đầu phát triển với nhịp độ nhanh, và năng suất cao hơn cho phép người lao động canh tác thêm đất đai hoặc trở thành thương nhân. Các thị trấn phát triển quanh các tu viện và thành trì, và một giai cấp trung lưu làm nghề buôn bán bắt đầu phát triển trong các khu vực đô thị này, đặc biệt là tại Vlaanderen và sau đó là Brabant. Các thành phố giàu có bắt đầu mua các đặc quyền nhất định cho mình từ quân chủ. Trong thực tiễn, điều này có nghĩa là Brugge và Antwerpen trở thành các nước cộng hoà bán độc lập có quyền lợi riêng và sau đó phát triển thành những thành phố và cảng quan trọng hàng đầu tại châu Âu.
Khoảng năm 1100, các nông dân từ Vlaanderen và Utrecht bắt đầu tiến hành tiêu nước và canh tác các vùng đất đầm lầy không có người ở tại miền tây Hà Lan, khiến Bá quốc Holland trở thành trung tâm quyền lực. Tước hiệu Bá tước Holland là vấn đề tranh chấp trong các cuộc chiến tranh Lưỡi câu và Cá tuyết (tiếng Hà Lan: Hoekse en Kabeljauwse twisten) từ năm 1350 đến năm 1490. Phe Cá tuyết gồm các thành phố thịnh vượng hơn, còn phe Lưỡi câu gồm giới quý tộc bảo thủ. Các quý tộc này mời Công tước Philip III của Bourgogne – là người đồng thời giữ tước hiệu Bá tước xứ Vlaanderen – đến chinh phục Holland.

### Hà Lan thuộc Bourgogne và Habsburg (1384–1581)

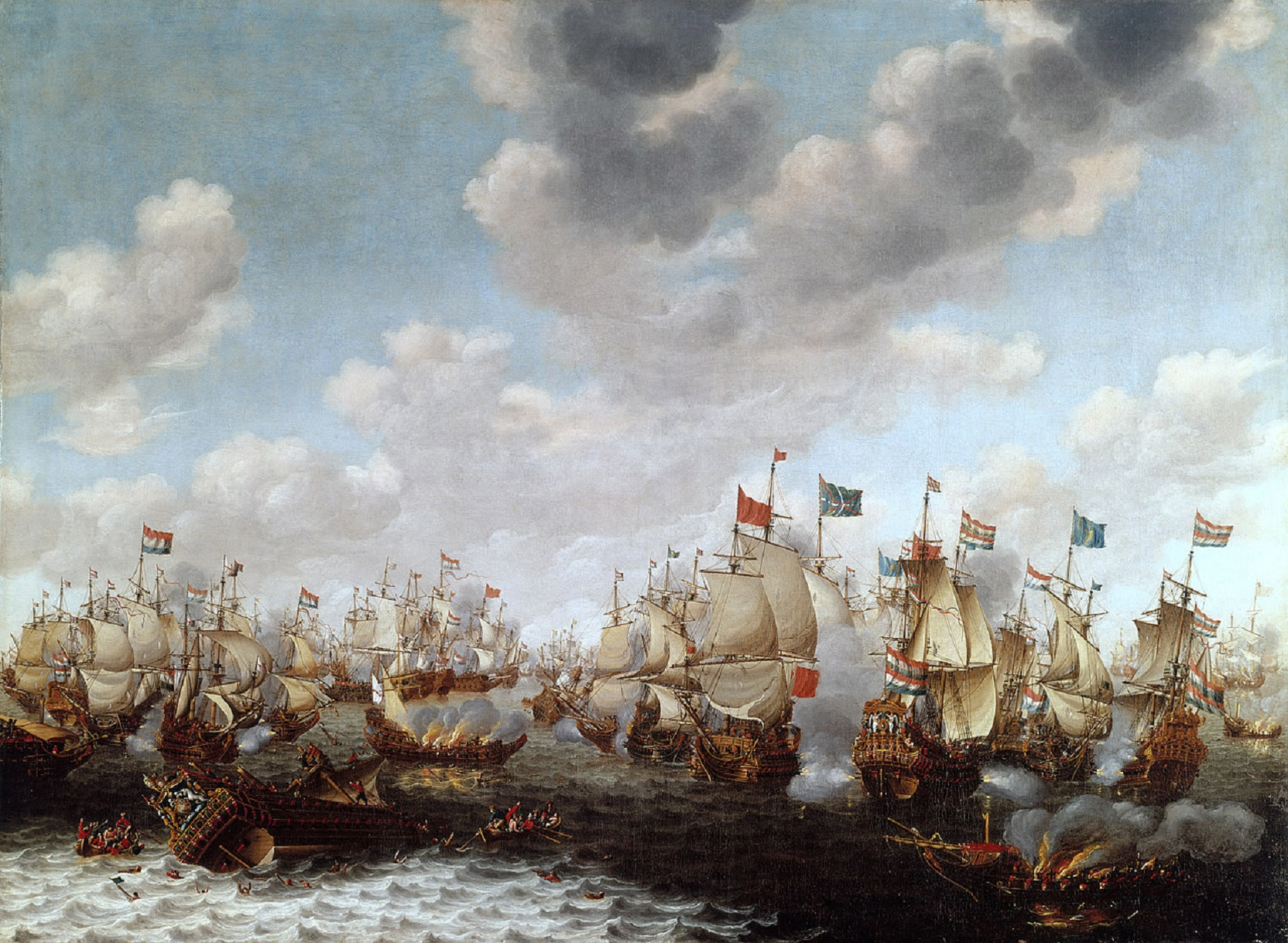
Trạn chiến bốn ngày, 1–4 tháng 6 năm 1666 (Chiến tranh Anh-Hà Lan lần thứ hai) của Pieter Cornelisz van Soest.

Hầu hết các thái ấp của Đế quốc La Mã Thần thánh và Pháp tại khu vực nay là Hà Lan và Bỉ thống nhất trong một liên minh cá nhân dưới quyền Philip III của Bourgogne vào năm 1433. Gia tộc Valois-Bourgogne và gia tộc Habsburg kế thừa họ cai trị Các vùng đất thấp trong giai đoạn từ năm 1384 đến năm 1581. Trước thời Bourgogne, người Hà Lan nhận dạng bản thân thông qua thị trấn họ sống hoặc công quốc hay bá quốc địa phương của họ. Trong giai đoạn Bourgogne, con đường hướng đến tính dân tộc bắt đầu. Những người cai trị mới bảo vệ các lợi ích mậu dịch của Hà Lan, ngành này sau đó phát triển nhanh chóng. Các hạm đội của Bá quốc Holland từng vài lần đánh bại hạm đội của Liên minh Hanse. Amsterdam phát triển và đến thế kỷ 15 trở thành cảng giao thương chủ yếu tại châu Âu đối với lương thực từ vùng Baltic. Amsterdam phân phối lương thực đến các thành phố chính của Bỉ, miền bắc Pháp, và Anh. Hoạt động giao dịch này mang tính sống còn do Hà Lan không còn có thể sản xuất đủ lương thực để đáp ứng nhu cầu nội địa. Việc tiêu nước khiến than bùn tại các vùng đất ngập nước trước kia giảm xuống mức quá thấp để duy trì tiêu nước.
Dưới quyền Karl V của Gia tộc Habsburg, là người cũng cai trị Đế quốc La Mã Thần thánh và là Quốc vương Tây Ban Nha, toàn bộ các thái ấp tại khu vực Hà Lan ngày nay thống nhất trong Mười bảy tỉnh, lãnh địa này cũng bao gồm hầu hết Bỉ và Luxembourg ngày nay, cũng như một số vùng đất lân cận nay thuộc Pháp và Đức. Năm 1568, Chiến tranh Tám mươi Năm giữa Mười bảy tỉnh và quân chủ Tây Ban Nha Felipe II của họ bắt đầu. Đến năm 1579, phần phía bắc của Mười bảy tỉnh thành lập Liên minh Utrecht, họ cam kết trợ giúp lẫn nhau trong việc phòng thủ chống quân Tây Ban Nha. Liên hiệp Utrecht được nhìn nhận là nền tảng của Hà Lan hiện đại. Năm 1581, các tỉnh miền bắc thông qua tuyên bố độc lập, theo đó các tỉnh chính thức phế truất Felipe II của Tây Ban Nha khỏi tư cách quân chủ cai trị tại các tỉnh miền bắc. Felipe II không để cho người Hà Lan thành công dễ dàng, và chiến tranh tiếp tục cho đến năm 1648, khi Tây Ban Nha dưới quyền Quốc vương Felipe IV công nhận độc lập của bảy tỉnh phía bắc trong Hoà ước Münster. Tuy nhiên, một bộ phận của các tỉnh miền nam cũng trở thành thuộc địa trên thực tế của quốc gia mới này.

### Cộng hoà Hà Lan (1581–1795)
Sau khi tuyên bố độc lập, các tỉnh Holland, Zeeland, Groningen, Friesland, Utrecht, Overijssel và Gelderland hình thành một bang liên. Toàn bộ các công quốc, lãnh địa và bá quốc này đều có quyền tự trị và có chính phủ riêng. Staten-Generaal là chính phủ bang liên, đặt tại Den Haag và gồm đại biểu từ các tỉnh. Khu vực Drenthe có dân cư thưa thớt cũng là bộ phận của nước cộng hoà, song không được xem là một tỉnh. Ngoài ra, nước cộng hoà chiếm giữ một số vùng đất từng thuộc Vlaanderen, Brabant và Limburg trong Chiến tranh Tám mươi Năm, chúng được gọi là các Vùng đất chung (Generaliteitslanden). Cư dân các Vùng đất chung chủ yếu là tín đồ Công giáo La Mã, các khu vực này không có một cấu trúc chính phủ của mình, và được sử dụng làm một vùng đệm giữa nước Cộng hoà Hà Lan và lãnh thổ Miền nam Các vùng đất thấp do Tây Ban Nha kiểm soát.

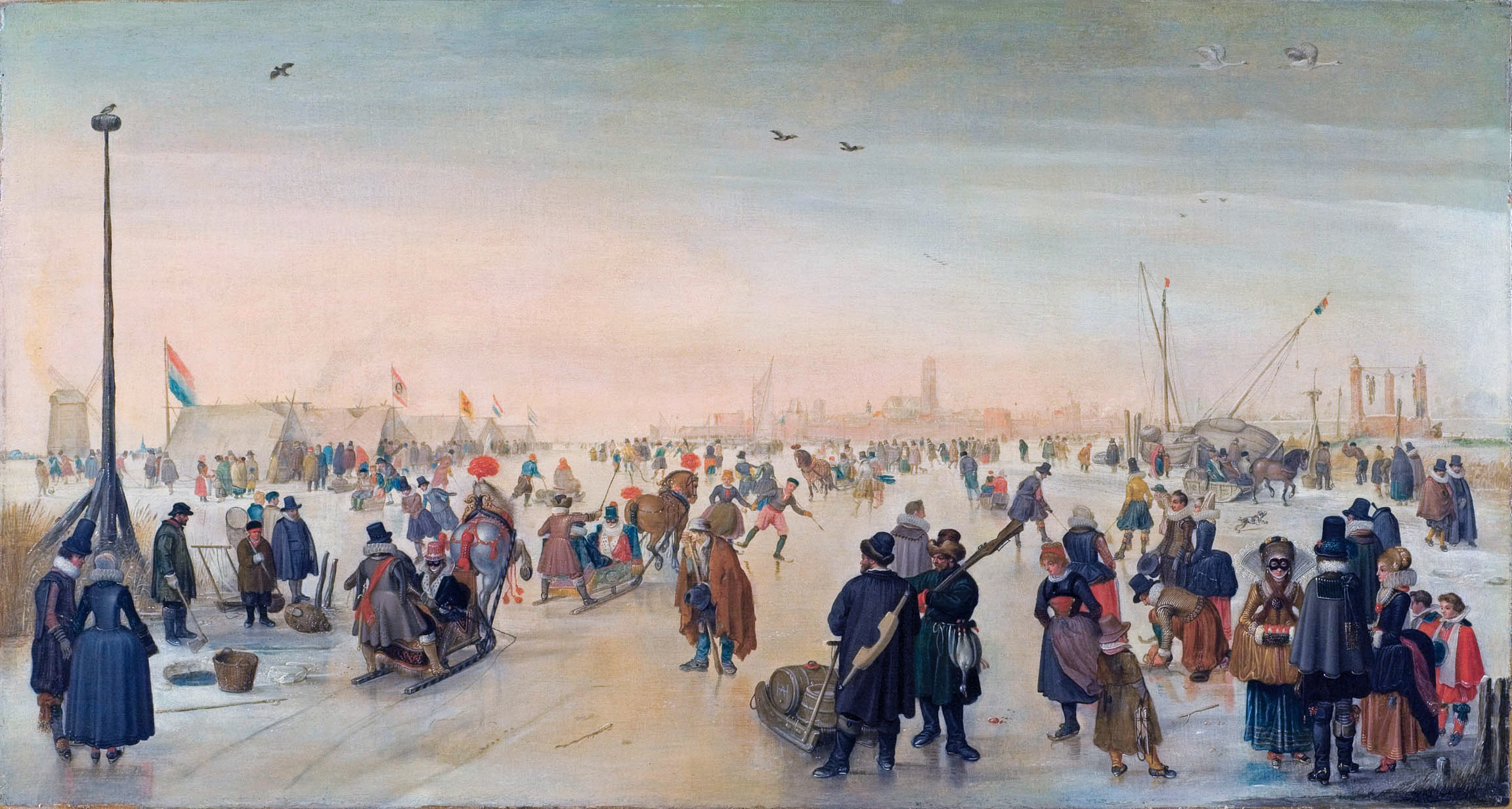
Quang cảnh trượt băng mùa đông gần thành phố Kampen, tranh của Hendrick Avercamp (thập niên 1620).

Trong Thời kỳ hoàng kim Hà Lan, kéo dài trong phần lớn thế kỷ 17, Đế quốc Hà Lan phát triển thành một trong các cường quốc hàng hải và kinh tế chủ yếu của thế giới. Khoa học, quân sự và nghệ thuật (đặc biệt là hội họa) Hà Lan nằm trong nhóm được tôn vinh nhất thế giới. Đến năm 1650, Hà Lan sở hữu 16.000 thương thuyền. Công ty Đông Ấn Hà Lan và Công ty Tây Ấn Hà Lan thành lập các thuộc địa và trạm mậu dịch trên khắp thế giới. Người Hà Lan định cư tại Bắc Mỹ từ khi thành lập Tân Amsterdam tại phần phía nam của đảo Manhattan vào năm 1614. Người Hà Lan lập thuộc địa Cape tại Nam Phi vào năm 1652, lập thuộc địa Suriname tại Nam Mỹ, lập thuộc địa Đông Ấn Hà Lan (nay là Indonesia) tại châu Á, và sở hữu trạm mậu dịch với phương Tây duy nhất tại Nhật Bản là Dejima.
Nhiều sử gia kinh tế đánh giá Hà Lan là quốc gia tư bản hoàn thiện đầu tiên trên thế giới. Tại châu Âu thời cận đại, Hà Lan có thành phố mậu dịch giàu có nhất (Amsterdam) và sàn chứng khoán toàn thời gian đầu tiên. Óc sáng táo của các thương nhân dẫn đến xuất hiện các quỹ bảo hiểm và hưu trí, cũng như các hiện tượng kinh tế như chu kỳ bùng nổ-phá sản, bong bóng lạm phát tài sản, hội chứng hoa tulip 1636–1637, và nhà đầu cơ giá xuống đầu tiên trên thế giới là Isaac le Maire, ông làm giảm giá bằng cách bán phá giá cổ phiếu để rồi sau đó mua lại với giá thấp hơn. Năm 1672 – trong lịch sử Hà Lan được gọi là Rampjaar (năm thảm hoạ) – Cộng hoà Hà Lan đồng thời tham chiến với Pháp, Anh và ba giáo phận Đức. Trên biển, người Hà Lan ngăn chặn thành công hải quân của Anh và Pháp tiến vào bờ biển phía tây. Tuy nhiên, trên bộ Hà Lan gần như bị chiếm lĩnh trước các đội quân Pháp và Đức đến từ phía đông. Người Hà Lan đảo ngược tình thế bằng cách làm ngập nhiều phần của Holland, song không bao giờ có thể khôi phục vinh quanh như trước đó. Hà Lan lâm vào tình trạng suy thoái về tổng thể trong thế kỷ 18, khi họ phải cạnh tranh về kinh tế với Anh, và trong nước thì diễn ra kình địch trường kỳ giữa hai phái chủ yếu trong xã hội là thế lực cộng hoà (Staatsgezinden) và những người ủng hộ stadhouder (quốc trưởng) là thân vương xứ Oranje (Prinsgezinden).

### Cộng hoà Batavia và vương quốc (1795–1890)
Nhờ ủng hộ quân sự của nước Pháp cách mạng, những người theo chế độ cộng hoà tại Hà Lan tuyên bố thành lập Cộng hoà Batavia, mô phỏng theo Cộng hoà Pháp và khiến Hà Lan trở thành một nhà nước đơn nhất vào ngày 19 tháng 1 năm 1795. Stadhouder (quốc trưởng) là Willem V xứ Oranje đào thoát sang Anh. Tuy nhiên, từ năm 1806 đến năm 1810, nhà nước bù nhìn Vương quốc Hà Lan (Holland) được Napoléon Bonaparte lập ra và giao cho em trai ông là Louis Bonaparte cai quản để kiểm soát Hà Lan hiệu quả hơn. Tuy nhiên, Louis Bonaparte cố gắng phục vụ lợi ích của Hà Lan thay vì của anh trai mình, và bị buộc phải thoái vị vào ngày 1 tháng 7 năm 1810. Hoàng đế Napoléon phái một đội quân đến và Hà Lan trở thành một bộ phận của Đế quốc Pháp cho đến mùa thu năm 1813 sau khi Napoléon thất bại trong trận Leipzig.

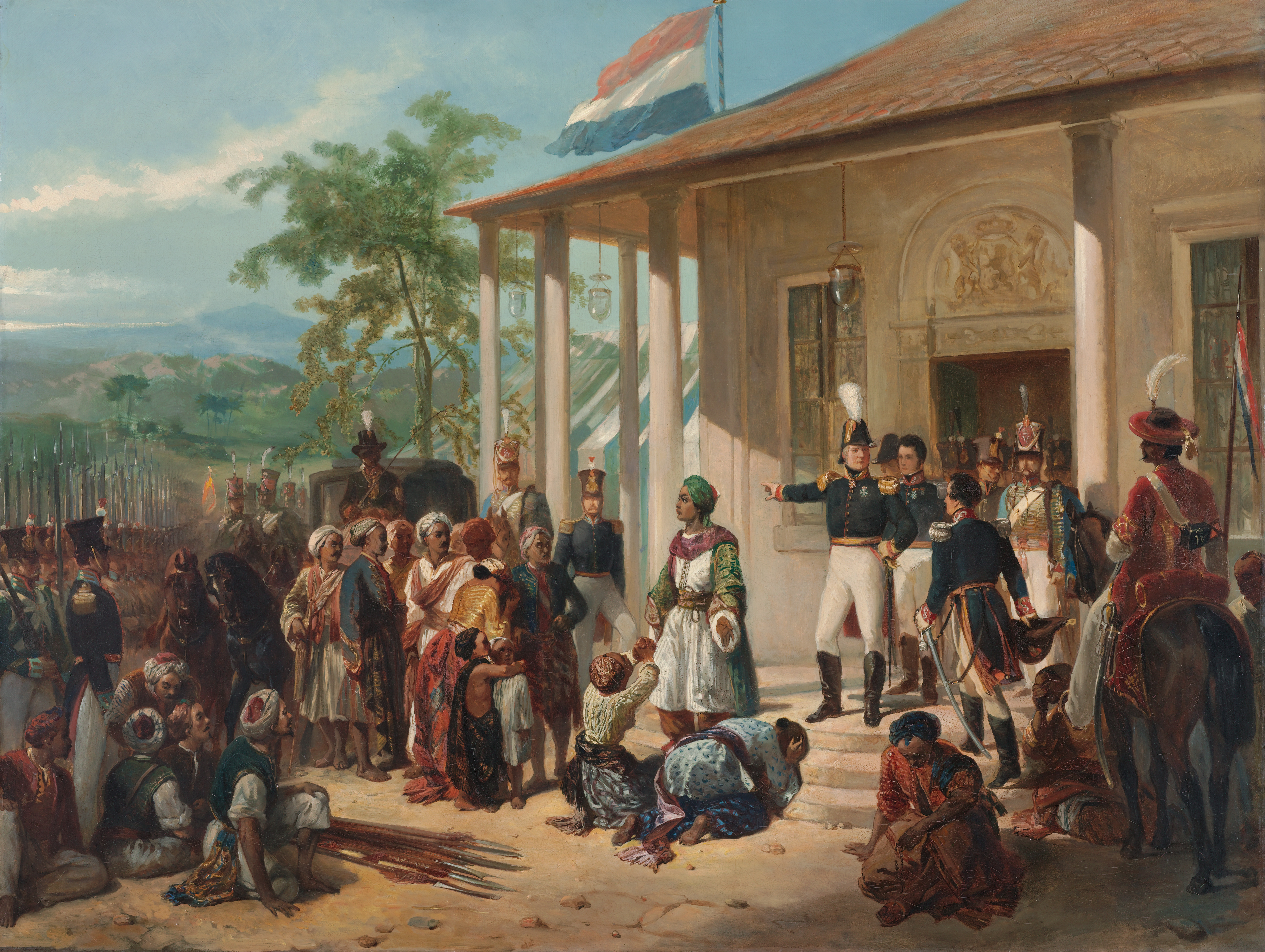
Vương tử Diponegoro quy phục Tướng quân De Kock khi kết thúc Chiến tranh Java vào năm 1830; tranh của Nicolaas Pieneman

Willem Frederik là con trai của stadhouder cuối cùng, ông trở về Hà Lan vào năm 1813 và xưng là thân vương chủ quyền của Hà Lan. Hai năm sau, Đại hội Wien sáp nhập miền nam các Vùng đất thấp vào Hà Lan nhằm tạo ra một quốc gia mạnh trên biên giới phía bắc của Pháp. Willem Frederik đưa nước Hà Lan thống nhất này thành một vương quốc và xưng là Quốc vương Willem I. Ngoài ra, Willem I kế thừa chức Đại công tước Luxembourg trong vụ trao đổi với các tài sản của ông tại Đức. Tuy nhiên, miền nam các Vùng đất thấp đã tách biệt về văn hoá với miền bắc từ năm 1581, và họ tiến hành khởi nghĩa. Miền nam giành độc lập vào năm 1830 với quốc hiệu là Bỉ (được Hà Lan công nhận vào năm 1839), còn liên minh cá nhân giữa Hà Lan và Luxembourg bị cắt đứt vào năm 1890, khi Willem III mất trong khi không có người thừa kế là nam giới, còn luật kế vị của Luxembourg lại ngăn con gái ông là Nữ vương Wilhelmina trở thành nữ Đại công tước.
Cách mạng Bỉ tại chính quốc và Chiến tranh Java tại Đông Ấn Hà Lan khiến Hà Lan đến bên bờ vực phá sản. Tuy nhiên, người Hà Lan áp đặt chính sách hệ thống canh tác (cultuurstelsel) tại Đông Ấn Hà Lan vào năm 1830, theo đó 20% đất của các làng được dành cho các cây trồng của chính phủ nhằm xuất khẩu. Chính sách này khiến người Hà Lan có được lượng của cải khổng lồ và khiến thuộc địa này có thể tự cung tự cấp. Mặt khác, các thuộc địa tại Tây Ấn (Guiana thuộc Hà Lan cùng Curaçao và các lãnh thổ phụ thuộc) dựa nhiều vào nô lệ châu Phi, ước tính có đến hơn nửa triệu người châu Phi. Hà Lan bãi bỏ chế độ nô lệ vào năm 1863. Tuy thế, chế độ nô lệ tại Suriname chỉ hoàn toàn bị bãi bỏ vào năm 1873, do luật quy định rằng có 10 năm chuyển tiếp. Hà Lan cũng là một trong các quốc gia châu Âu cuối cùng tiến hành công nghiệp hoá, quá trình này diễn ra vào nửa cuối của thế kỷ 19.

### Hiện đại

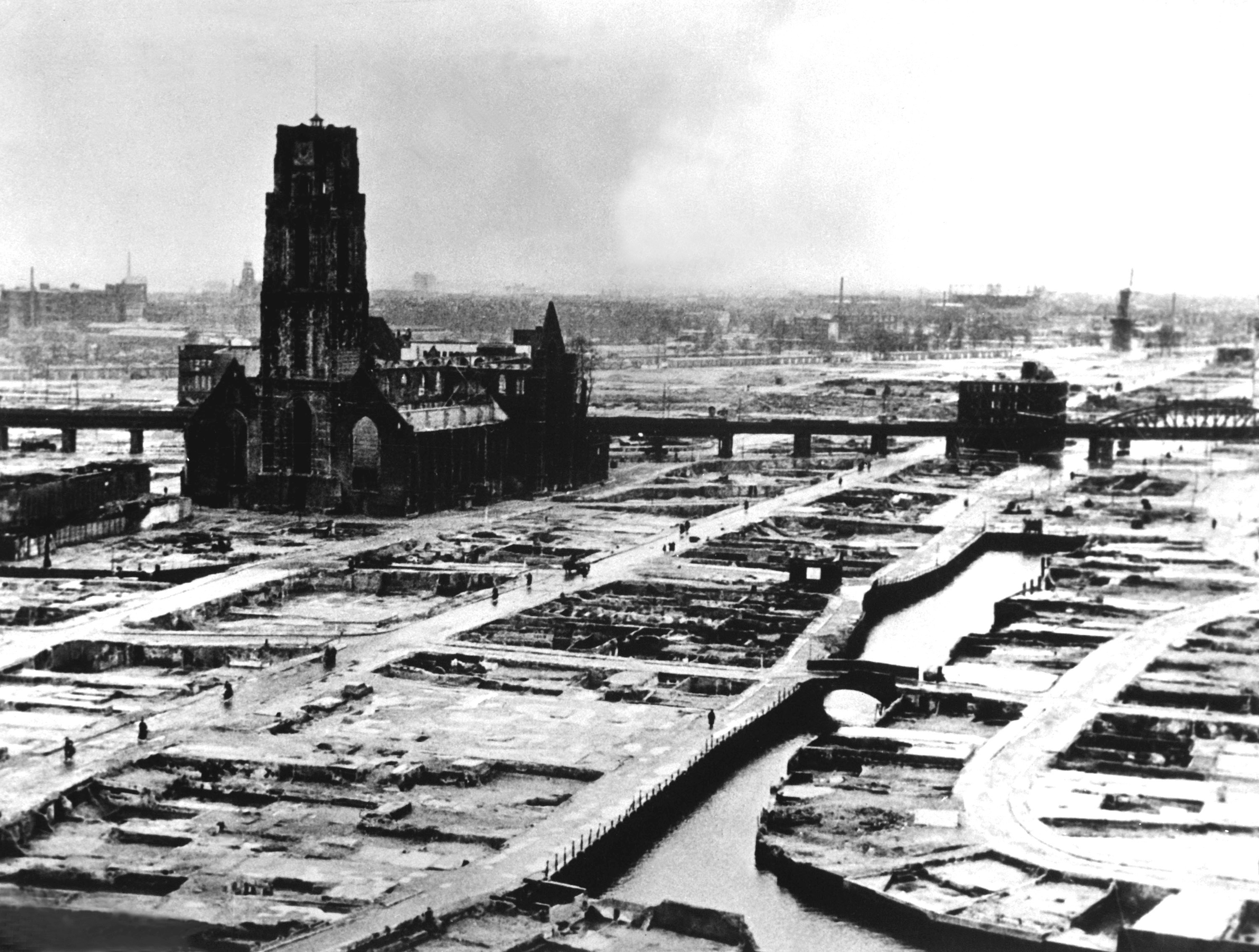
Rotterdam sau khi bị người Đức không kích vào năm 1940. "Tối hậu thư của Đức yêu cầu chỉ huy Rotterdam của Hà Lan ngừng bắn được chuyển cho ông ta lúc 10h30 ngày 14 tháng 5 năm 1940. Lúc 13h đến 22h, các máy bay ném bom của Đức đã thiêu rụi toàn bộ nội thành Rotterdam, giết chết 814 cư dân của nó." Bức ảnh được chụp sau khi loại bỏ tất cả các mảnh vỡ.

Hà Lan duy trì được tính trung lập trong Chiến tranh thế giới thứ nhất, một phần là nhờ việc nhập khẩu hàng hoá thông qua Hà Lan có ý nghĩa thiết yếu đối với tính sống còn của Đức, cho đến khi Hải quân Hoàng gia Anh phong toả vào năm 1916. Đến Chiến tranh thế giới thứ hai, Đức Quốc xã xâm chiếm Hà Lan vào ngày 10 tháng 5 năm 1940. Cuộc không kích Rotterdam buộc các thành phần chính của quân đội Hà Lan đầu hàng bốn ngày sau đó. Trong quá trình chiếm đóng, có trên 100.000 người Do Thái Hà Lan bị tập trung và chuyển đến các trại hành quyết của Đức Quốc xã. Các công nhân Hà Lan bị bắt đi lính để lao động cưỡng bách tại Đức, các thường dân kháng cự bị giết để trả thù cho các vụ tấn công vào binh sĩ Đức, và quốc gia bị cướp bóc thực phẩm. Tuy vậy, trên 20.000 phần tử phát xít Hà Lan gia nhập Waffen-SS, chiến đấu trên Mặt trận phía Đông. Ngày 8 tháng 12 năm 1941, chính phủ lưu vong Hà Lan tại Luân Đôn tuyên chiến với Nhật Bản, song không thể ngăn người Nhật chiếm đóng Đông Ấn Hà Lan. Năm 1944–45, Tập đoàn quân Canada số 1, gồm các binh sĩ Canada, Anh và Ba Lan, chịu trách nhiệm giải phóng phần lớn Hà Lan. Sau thế chiến, người Hà Lan chiến đấu trong chiến tranh thực dân chống lại Cộng hoà Indonesia mới thành lập.

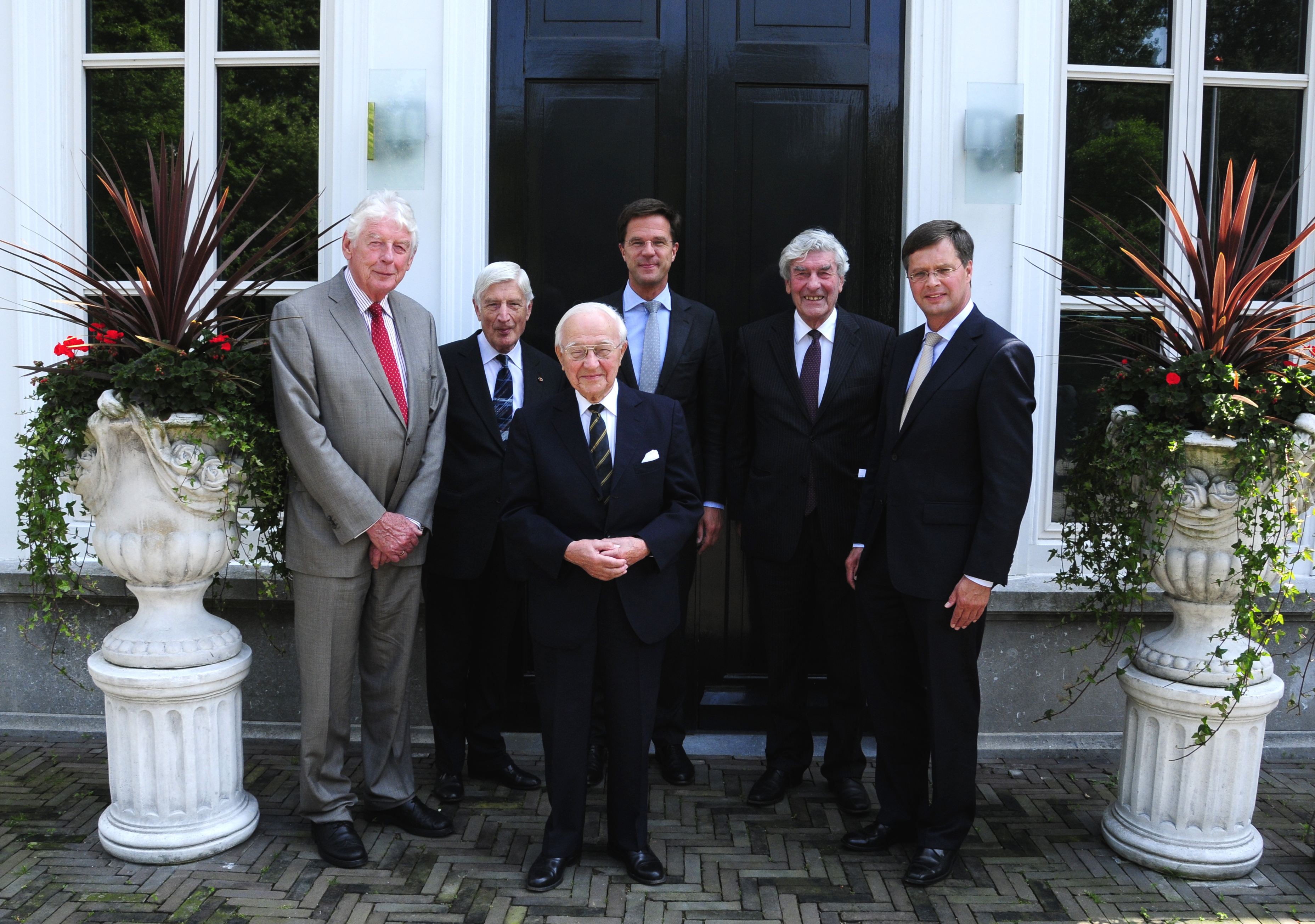
Các cựu thủ tướng Wim Kok, Dries van Agt, Piet de Jong, Ruud Lubbers và Jan Peter Balkenende và Thủ tướng Mark Rutte, năm 2011

Năm 1954, Hiến chương Vương quốc Hà Lan cải tổ cấu trúc chính trị của Hà Lan, đây là kết quả từ áp lực quốc tế về việc tiến hành phi thực dân hoá. Các thuộc địa của Hà Lan là Surinam, Curaçao và các lãnh thổ phụ thuộc, cùng với phần lãnh thổ tại châu Âu đều trở thành các quốc gia trong vương quốc, song Suriname độc lập vào năm 1975. Sau thế chiến, Hà Lan từ bỏ tính trung lập và đạt được các quan hệ mật thiết với các quốc gia láng giềng. Hà Lan là một trong các thành viên sáng lập của Benelux, NATO, Euratom và Cộng đồng Than Thép châu Âu, thể chế này sau đó tiến triển thành Cộng đồng Kinh tế châu Âu và Liên minh châu Âu.
Chính phủ khuyến khích xuất cư nhằm giảm mật độ dân số, kết quả là nửa triệu người Hà Lan rời khỏi đất nước sau Chiến tranh thế giới thứ hai. Trong các thập niên 1960 và 1970, Hà Lan có biến đổi lớn về xã hội và văn hoá, như ontzuiling nhanh chóng, nghĩa là suy tàn việc phân chia cũ theo ranh giới chính trị và tôn giáo. Thanh niên, đặc biệt là sinh viên, bác bỏ các tập tục truyền thống và thúc đẩy thay đổi trong các vấn đề như nữ quyền, đồng tính luyến ái, giải trừ quân bị và các vấn đề môi trường. Năm 2002, euro trở thành tiền tệ lưu hành. Năm 2010, Antille thuộc Hà Lan giải thể, các đảo Bonaire, Sint Eustatius và Saba đạt được quan hệ mật thiết hơn với Hà Lan.

## Địa lý

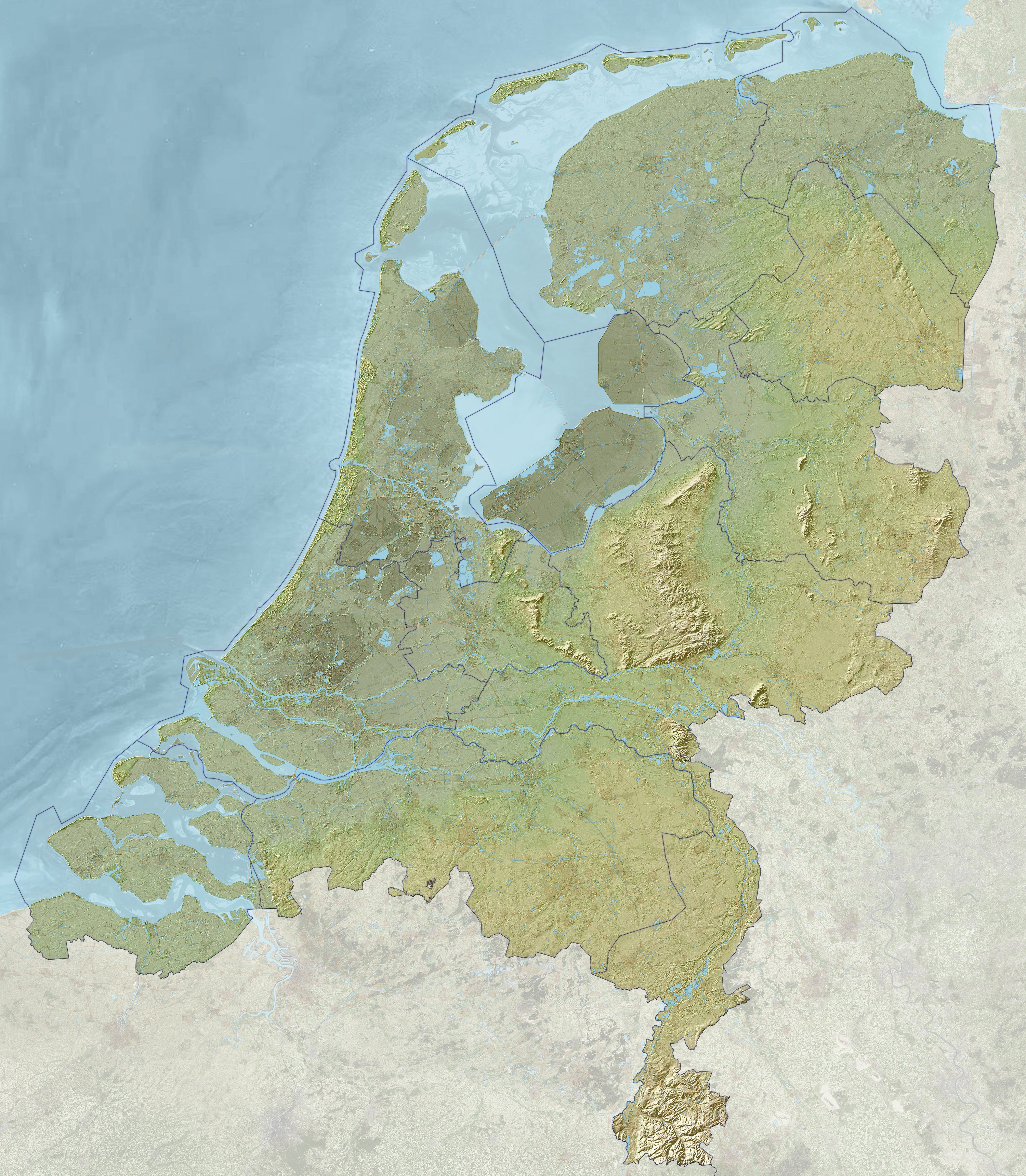
Bản đồ của Hà Lan với hình ảnh nổi và độ sâu, bao gồm cả biên giới các tỉnh. Các thành phố và đường ô tô có thể nhìn thấy mờ nhạt qua hình ảnh phù điêu cho mục đích định hướng.
Độ cao địa hình thay đổi từ khoảng −7 mét (−23 ft; dưới mực nước biển, màu xanh lá cây đậm) đến khoảng 322,7 mét (1,059 ft; trên mực nước biển, màu xanh lục nhạt).

Phần lãnh thổ tại châu Âu của Hà Lan nằm giữa các vĩ tuyến 50° và 54° Bắc, giữa các kinh tuyến 3° và 8° Đông. Hà Lan về mặt địa lý là một quốc gia rất thấp và bằng phẳng, có khoảng 26% diện tích là nơi ở của 21% dân số nằm dưới mực nước biển, và chỉ có khoảng 50% đất liền cao hơn mực nước biển trên 1 m. Tuy nhiên, Hà Lan có các vùng chân đồi tại cực đông nam với độ cao dưới 321 m, và có một số dãy đồi thấp tại trung tâm. Hầu hết các vùng nằm dưới mực nước biển là do nhân tạo, vì khai thác than bùn khiến cho độ cao giảm xuống hoặc là hình thành thông qua cải tạo đất. Kể từ cuối thế kỷ 16, các khu vực quai đê lấn biển cỡ lớn được bảo tồn thông qua các hệ thống tiêu nước phức tạp gồm đê, kênh đào và trạm bơm. Gần 17% diện tích đất liền quốc gia được cải tạo từ biển và từ hồ.
Phần lớn Hà Lan lúc đầu được hình thành từ cửa sông của ba sông lớn tại châu Âu: Rhine (Rijn), Meuse (Maas) và Scheldt (Schelde), cùng các chi lưu của chúng. Phần tây nam của Hà Lan cho đến nay là một đồng bằng châu thổ của ba con sông trên, gọi là châu thổ Rhine-Meuse-Scheldt.
Hà Lan được phân chia thành phần phía bắc và phía nam qua sông Rhine, chi lưu lớn nhất của nó là Waal, và sông Meuse. Trong quá khứ, các sông này có chức năng của chướng ngại vật tự nhiên giữa các thái ấp và do đó trong lịch sử tạo ra một sự phân chia văn hoá, bằng chứng là một số điểm về ngữ âm học. Nhánh quan trọng khác của sông Rhine là sông IJssel, thoát nước ra hồ IJssel, tức Zuiderzee ('biển phía nam') cũ. Giống như các sông trên, con sông này tạo thành đường phân chia ngôn ngữ học, cư dân phía đông bắc sông nói các phương ngữ Hạ Sachsen Hà Lan (riêng tỉnh Friesland có ngôn ngữ riêng).

### Nạn lụt
Trải qua nhiều thế kỷ, đường bờ biển của Hà Lan có thay đổi đáng kể do kết quả từ các tai hoạ tự nhiên và can thiệp của con người, đáng chú ý nhất về việc để mất đất liền trong cơn bão năm 1134, nó tạo ra quần đảo Zeeland tại phía tây nam. Năm 1287, trận lụt Thánh Lucia tác động đến Hà Lan và Đức, làm thiệt mạng trên 50.000 người trong một trận lụt có tính tàn phá hàng đầu trong lịch sử thành văn. Do nạn lụt nên việc canh tác gặp khó khăn, điều này khuyến khích ngoại thương, kết quả là Hà Lan tham gia sự vụ thế giới ngay từ thế kỷ 14-15. Trận lụt Thánh Elizabeth vào năm 1421 và việc quản lý yếu kém sau đó làm phá huỷ một vùng đất quai đê mới cải tạo, thay thế là vùng bãi bồi thủy triều Biesbosch rộng 72 km² tại nam-trung. Trận lụt biển Bắc vào tháng 2 năm 1953 làm sụp đổ một số đê tại tây nam của Hà Lan, khiến hơn 1.800 người chết đuối.

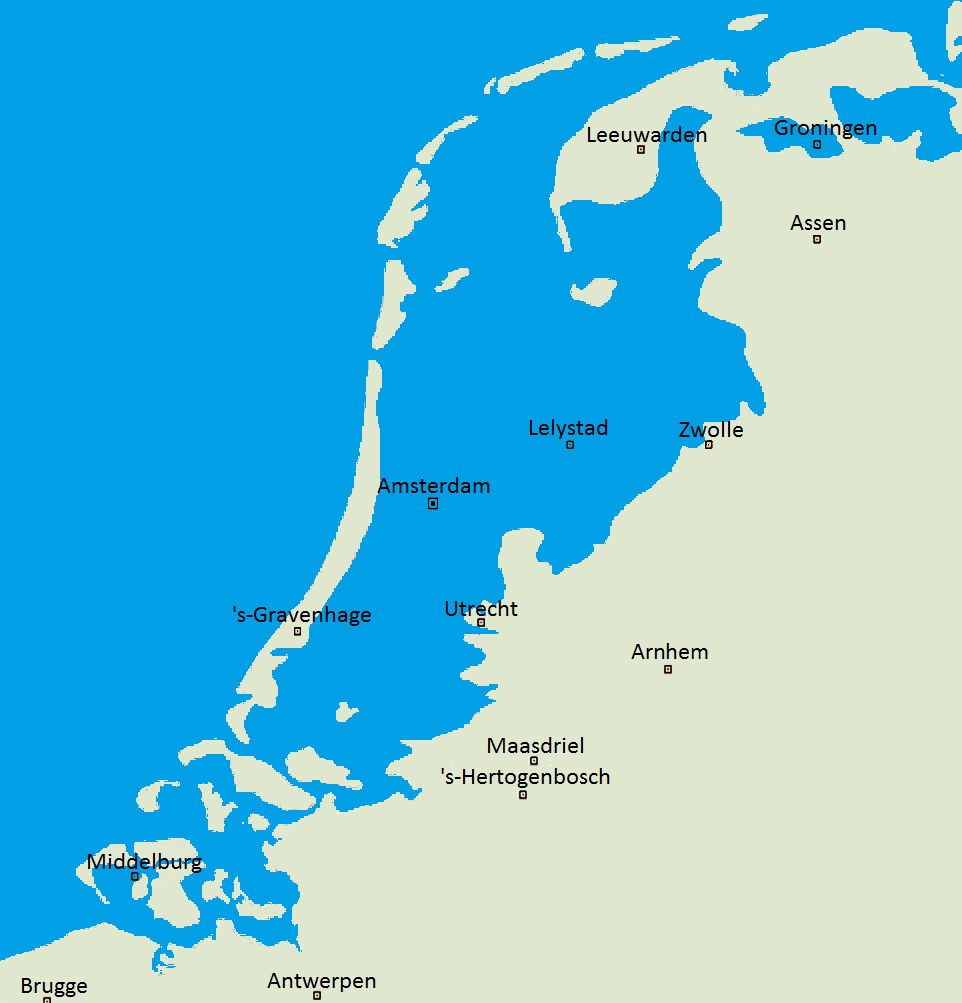
Bản đồ mô tả các khu vực của Hà Lan nằm dưới mực nước biển, bao gồm Amsterdam

Chính phủ Hà Lan sau đó thi hành một chương trình quy mô lớn mang tên là "Deltawerken" (công trình châu thổ) nhằm bảo vệ quốc gia khỏi nạn lụt trong tương lai. Dự án hoàn thành phần lớn vào năm 1997 khi hoàn thành Maeslantkering. Một mục tiêu chính của dự án Delta là giảm nguy cơ lụt tại Zuid-Holland và Zeeland xuống còn một lần trong 10.000 năm (so với 1 lần trong 4000 năm của phần còn lại trong nước). Mục tiêu này đạt được bằng việc xây các con đê ngoài biển dài 3.000 km và 10.000 km các đê nội bộ, kênh đào và sông, đóng các cửa biển của tỉnh Zeeland. Các đánh giá nguy cơ mới theo định kỳ cho thấy các vấn đề cần phải gia cố đê. Dự án Delta được Hiệp hội Kỹ sư dân dụng Hoa Kỳ đánh giá là một trong bảy kỳ quan của thế giới hiện đại.
Tác động của các tai hoạ đã gia tăng về quy mô do hoạt động của con người, vì các vùng đàm lầy tương đối cao bị tiêu nước để sử dụng làm đất canh tác. Việc tiêu nước khiến lớp than bùn phì nhiêu bị thu hẹp và mặt đất hạ xuống, khi đó mực nước ngầm lại hạ thấp để bù vào việc mặt đất hạ, khiến lớp than bùn bên dưới thu nhỏ hơn nữa. Ngoài ra, từ thế kỷ 19 trở về trước, việc khai thác than bùn để làm nhiên liệu càng làm tình hình thêm trầm trọng. Hàng thế kỷ khai thác than bùn quy mô rộng và kiểm soát yếu kém khiến cho mặt đất vốn đã thấp lại bị hạ xuống vài mét. Ngay cả tại các vùng ngập nước, việc khai thác than bùn vẫn tiếp tục thông qua nạo vét.

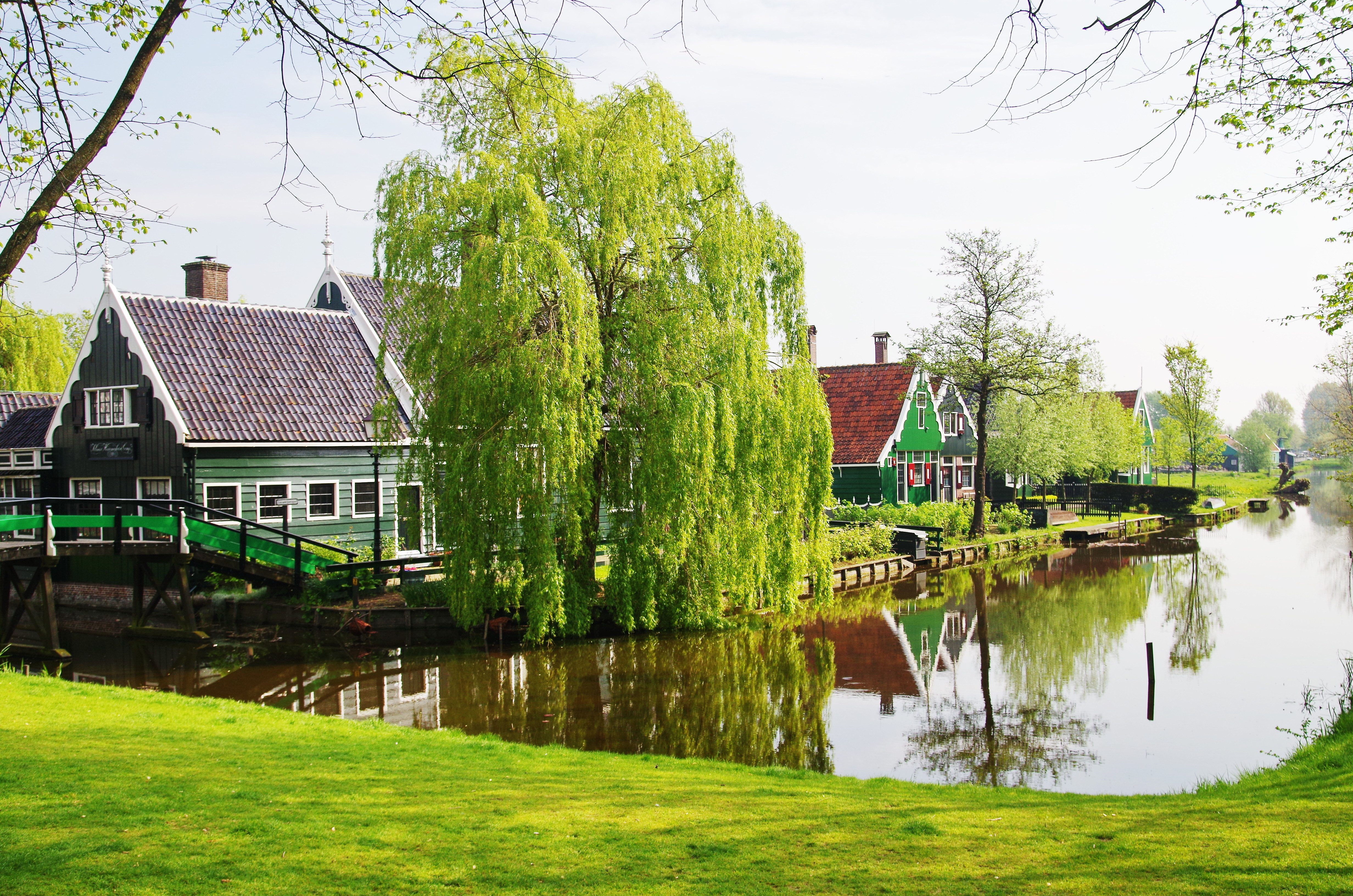
Zaanse Schans là một ngôi làng Hà Lan đặc trưng được xây dựng trên một khu vực sông nước

Nhằm đề phòng lũ lụt, một loạt biện pháp phòng vệ chống nước được nghĩ ra. Trong thiên niên kỷ thứ nhất, các ngôi làng và nông gia được xây dựng trên các khu đồi nhân tạo gọi là terps. Sau đó, các terps này được liên kết bằng các đê. Trong thế kỷ 12, các cơ quan chính quyền địa phương mang tên "waterschappen" ("ban trị thủy") hoặc "hoogheemraadschappen" ("hội đồng nhà cao") bắt đầu xuất hiện, công việc của họ là duy trì mực nước và bảo vệ khu vực khỏi các trận lụt; các cơ quan này tiếp tục tồn tại cho đến nay. Đến thế kỷ 13, các cối xay gió được sử dụng để bơm nước khỏi các khu vực thấp hơn mực nước biển. Các cối xay gió sau đó được sử dụng để tiêu nước hồ, tạo ra các vùng đất quai đê nổi tiếng.
Năm 1932, Afsluitdijk ("đê đóng kín") được hoàn thành, chặn Zuiderzee (biển phía nam) cũ khỏi biển Bắc và do đó tạo ra IJsselmeer (hồ IJssel). Nó trở thành một phần của công trình Zuiderzee có quy mô lớn hơn gồm có bốn vùng đất quai đê lấn biển với tổng diện tích là 2.500 km².
Hà Lan là một trong các quốc gia có thể phải chịu tổn thất nặng nề nhất từ biến đổi khí hậu, không chỉ vì nước biển dâng, mà còn do mô hình thời tiết thất thường có thể khiến nước sông tràn bờ.

### Khí hậu

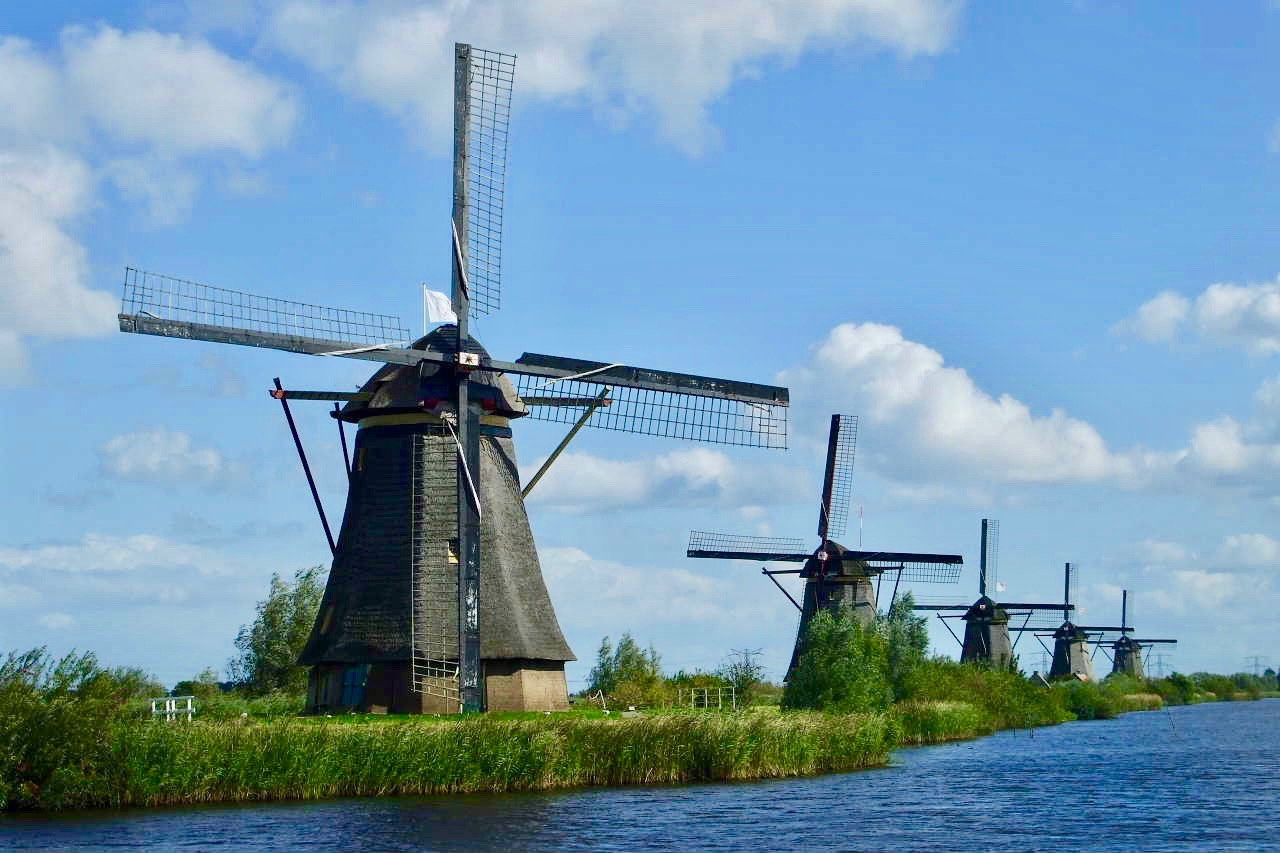
Các cối xay gió tại Kinderdijik, Zuid-Holland là di sản thế giới UNESCO

Hướng gió chi phối tại Hà Lan là tây nam, dẫn đến khí hậu hải dương ôn hoà với mùa hè ấm và mùa đông mát, có độ ẩm cao đặc trưng. Mô hình này đặc biệt chính xác đối với bờ biển Hà Lan, tại đây có khác biệt nhỏ hơn đáng kể về nhiệt độ giữa mùa hè và mùa đông, hay giữa ngày và đem so với nhiệt độ tại phần đông nam của đất nước.
Những ngày đóng băng, tức nhiệt độ cao nhất dưới 0 °C, thường xuất hiện từ tháng 12 đến tháng 2. Những ngày giá lạnh, tức nhiệt độ thấp nhất là 0 °C thì xuất hiện nhiều hơn, thường là từ giữa tháng 11 đến cuối tháng 3. Nếu chọn độ cao là 10 cm trên mặt đất thay vì 150 cm, có thể đo được nhiệt độ như vậy vào giữa mùa hè. Trung bình, tuyết có thể xuất hiện từ tháng 11 đến tháng 4, song thỉnh thoảng cũng xuất hiện trong tháng 5 hoặc tháng 10.
Các ngày ấm, tức nhiệt độ cao nhất trên 20 °C, thường xuất hiện từ tháng 4 đến tháng 10, song tại một số nơi trong nước các ngày ấm này cũng có thể xuất hiện trong tháng 3. Các ngày mùa hè, tức nhiệt độ cao nhất trên 25 °C, thường đo được tại De Bilt từ tháng 5 đến tháng 9, còn các ngày nhiệt đới với nhiệt độ cao nhất trên 30° là điều hiếm thấy và thường chỉ xuất hiện từ tháng 6 đến tháng 8.
Lượng giáng thủy trong năm được phân bổ tương đối đều giữa các tháng. Các tháng mùa hè và mùa thu có xu hướng nhận lượng giáng thủy ít hơn các tháng còn lại, chủ yếu là do cường độ mưa thay vì tần suất ngày mưa, đặc biệt là trong mùa hè. Số giờ nắng chịu tác động từ thực tế rằng do vĩ tuyến địa lý, độ dài của ngày thay đổi từ chỉ tám tiếng vào tháng 12 đến gần 17 tiếng vào tháng 6.
| Dữ liệu khí hậu của De Bilt (trung bình 1981–2010), toàn bộ các địa điểm KNMI (cực trị 1901–2011), ngày tuyết rơi: (trung bình 1971–2000). | Dữ liệu khí hậu của De Bilt (trung bình 1981–2010), toàn bộ các địa điểm KNMI (cực trị 1901–2011), ngày tuyết rơi: (trung bình 1971–2000). | Dữ liệu khí hậu của De Bilt (trung bình 1981–2010), toàn bộ các địa điểm KNMI (cực trị 1901–2011), ngày tuyết rơi: (trung bình 1971–2000). | Dữ liệu khí hậu của De Bilt (trung bình 1981–2010), toàn bộ các địa điểm KNMI (cực trị 1901–2011), ngày tuyết rơi: (trung bình 1971–2000). | Dữ liệu khí hậu của De Bilt (trung bình 1981–2010), toàn bộ các địa điểm KNMI (cực trị 1901–2011), ngày tuyết rơi: (trung bình 1971–2000). | Dữ liệu khí hậu của De Bilt (trung bình 1981–2010), toàn bộ các địa điểm KNMI (cực trị 1901–2011), ngày tuyết rơi: (trung bình 1971–2000). | Dữ liệu khí hậu của De Bilt (trung bình 1981–2010), toàn bộ các địa điểm KNMI (cực trị 1901–2011), ngày tuyết rơi: (trung bình 1971–2000). | Dữ liệu khí hậu của De Bilt (trung bình 1981–2010), toàn bộ các địa điểm KNMI (cực trị 1901–2011), ngày tuyết rơi: (trung bình 1971–2000). | Dữ liệu khí hậu của De Bilt (trung bình 1981–2010), toàn bộ các địa điểm KNMI (cực trị 1901–2011), ngày tuyết rơi: (trung bình 1971–2000). | Dữ liệu khí hậu của De Bilt (trung bình 1981–2010), toàn bộ các địa điểm KNMI (cực trị 1901–2011), ngày tuyết rơi: (trung bình 1971–2000). | Dữ liệu khí hậu của De Bilt (trung bình 1981–2010), toàn bộ các địa điểm KNMI (cực trị 1901–2011), ngày tuyết rơi: (trung bình 1971–2000). | Dữ liệu khí hậu của De Bilt (trung bình 1981–2010), toàn bộ các địa điểm KNMI (cực trị 1901–2011), ngày tuyết rơi: (trung bình 1971–2000). | Dữ liệu khí hậu của De Bilt (trung bình 1981–2010), toàn bộ các địa điểm KNMI (cực trị 1901–2011), ngày tuyết rơi: (trung bình 1971–2000). | Dữ liệu khí hậu của De Bilt (trung bình 1981–2010), toàn bộ các địa điểm KNMI (cực trị 1901–2011), ngày tuyết rơi: (trung bình 1971–2000). |
| Tháng | 1 | 2 | 3 | 4 | 5 | 6 | 7 | 8 | 9 | 10 | 11 | 12 | Năm |
| --- | --- | --- | --- | --- | --- | --- | --- | --- | --- | --- | --- | --- | --- |
| Cao kỉ lục °C (°F) | 17.2 (63.0) | 20.4 (68.7) | 25.6 (78.1) | 32.2 (90.0) | 35.6 (96.1) | 37.2 (99.0) | 38.2 (100.8) | 38.6 (101.5) | 35.2 (95.4) | 30.1 (86.2) | 22.0 (71.6) | 17.8 (64.0) | 38.6 (101.5) |
| Trung bình ngày tối đa °C (°F) | 5.6 (42.1) | 6.4 (43.5) | 10.0 (50.0) | 14.0 (57.2) | 18.0 (64.4) | 20.4 (68.7) | 22.8 (73.0) | 22.6 (72.7) | 19.1 (66.4) | 14.6 (58.3) | 9.6 (49.3) | 6.1 (43.0) | 14.1 (57.4) |
| Trung bình ngày °C (°F) | 3.1 (37.6) | 3.3 (37.9) | 6.2 (43.2) | 9.2 (48.6) | 13.1 (55.6) | 15.6 (60.1) | 17.9 (64.2) | 17.5 (63.5) | 14.5 (58.1) | 10.7 (51.3) | 6.7 (44.1) | 3.7 (38.7) | 10.1 (50.2) |
| Tối thiểu trung bình ngày °C (°F) | 0.3 (32.5) | 0.2 (32.4) | 2.3 (36.1) | 4.1 (39.4) | 7.8 (46.0) | 10.5 (50.9) | 12.8 (55.0) | 12.3 (54.1) | 9.9 (49.8) | 6.9 (44.4) | 3.6 (38.5) | 1.0 (33.8) | 6.0 (42.8) |
| Thấp kỉ lục °C (°F) | −27.4 (−17.3) | −26.8 (−16.2) | −20.7 (−5.3) | −9.4 (15.1) | −5.4 (22.3) | −1.2 (29.8) | 0.7 (33.3) | 1.3 (34.3) | −3.7 (25.3) | −8.5 (16.7) | −14.4 (6.1) | −22.3 (−8.1) | −27.4 (−17.3) |
| Lượng Giáng thủy trung bình mm (inches) | 69.6 (2.74) | 55.8 (2.20) | 66.8 (2.63) | 42.3 (1.67) | 61.9 (2.44) | 65.6 (2.58) | 81.1 (3.19) | 72.9 (2.87) | 78.1 (3.07) | 82.8 (3.26) | 79.8 (3.14) | 75.8 (2.98) | 832.5 (32.78) |
| Số ngày giáng thủy trung bình (≥ 0.1 mm)                                                                                                   | 17 | 14 | 17 | 13 | 14 | 14 | 14 | 14 | 15 | 16 | 18 | 17 | 184 |
| Số ngày tuyết rơi trung bình (≥ 0 cm) | 6 | 6 | 4 | 2 | 0 | — | — | — | — | 0 | 2 | 5 | 25 |
| Độ ẩm tương đối trung bình (%) | 87 | 84 | 81 | 75 | 75 | 76 | 77 | 79 | 84 | 86 | 89 | 89 | 82 |
| Số giờ nắng trung bình tháng | 62.3 | 85.7 | 121.6 | 173.6 | 207.2 | 193.9 | 206.0 | 187.7 | 138.3 | 112.9 | 63.0 | 49.3 | 1.601,5 |
| Nguồn: Knmi.nl | | | | | | | | | | | | | |

### Tự nhiên

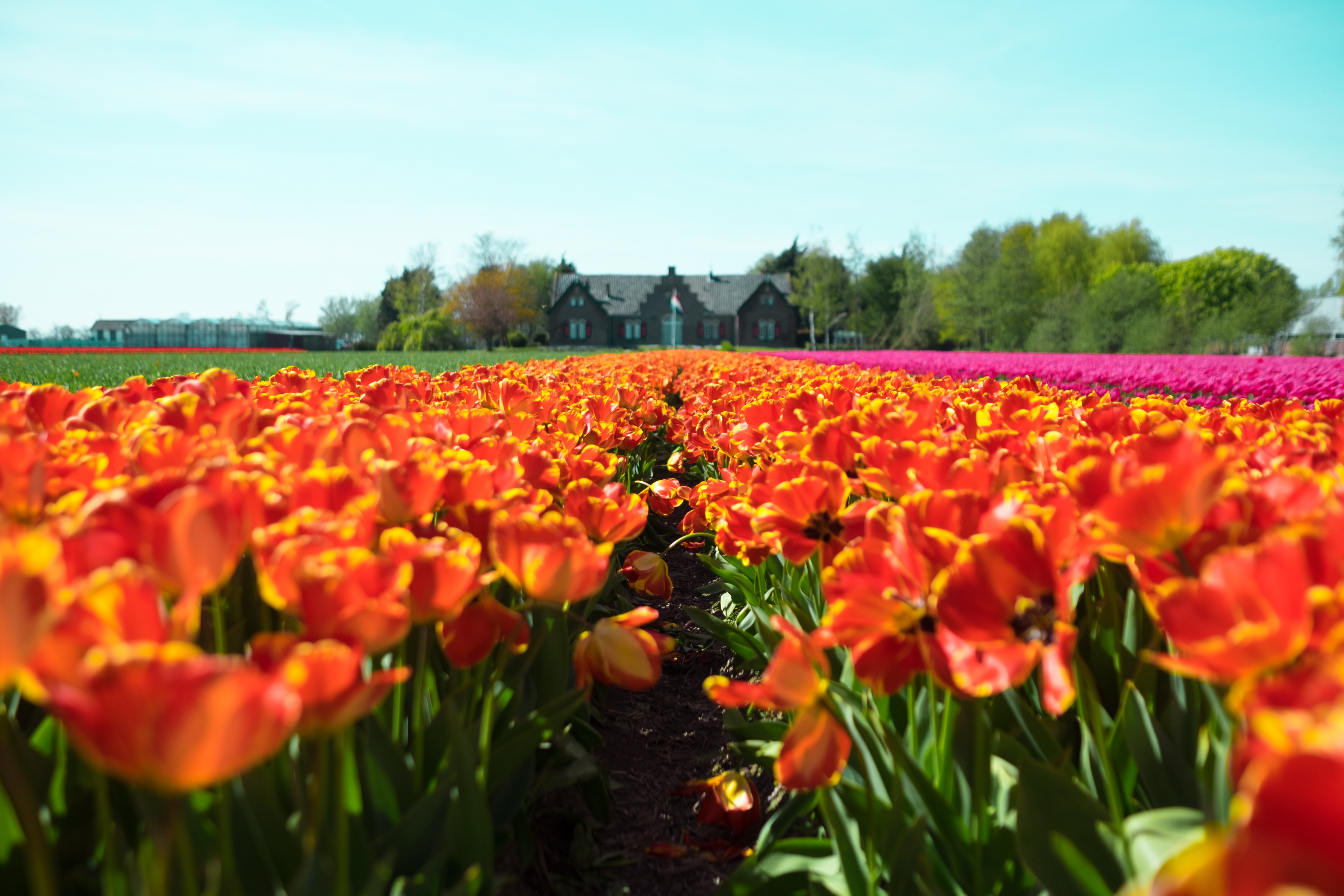
Lisse, Zuid-Holland

Hà Lan có 20 công viên quốc gia và hàng trăm khu bảo tồn tự nhiên khác, bao gồm các hồ, bãi thạch nam, rừng thưa, đụn cát và các môi trường khác. Hầu hết chúng thuộc quyền sở hữu của cơ quan quốc gia về lâm nghiệp và bảo tồn tự nhiên mang tên Staatsbosbeheer, hoặc là một tổ chức tư nhân mang tên Natuurmonumenten. Phần thuộc Hà Lan của biển Wadden tại phía bắc có các bãi bùn và đất ngập nước, và được công nhận là một di sản thế giới UNESCO vào năm 2009.
Oosterschelde nguyên là cửa đông bắc của sông Scheldt, và được xác định là một công viên quốc gia vào năm 2002, trở thành công viên quốc gia lớn nhất tại Hà Lan về diện tích với 370 km². Nó bao gồm chủ yếu là vùng nước mặn của Oosterschelde, song cùng có các bãi bùn, bãi cỏ và bãi cạn. Do đa dạng về sinh vật biển, bao gồm các loài độc đáo cấp khu vực, nên công viên là địa điểm phổ biến đối với môn lặn biển. Các hoạt động khác gồm có chèo thuyền, đánh cá, đi xe đạp, và ngắm chim.
Về mặt địa lý sinh vật, Hà Lan nằm trên các khu châu Âu Đại Tây Dương và Trung Âu của vùng Circumboreal thuộc giới Boreal. Theo Quỹ Quốc tế Bảo vệ Thiên nhiên, lãnh thổ Hà Lan thuộc vùng sinh thái rừng hỗn hợp Đại Tây Dương. Năm 1871, rừng tự nhiên cổ nguyên bản cuối cùng bị chặt hạ, và hầu hết rừng hiện nay là trồng một loại cây như thông Scots và các loài không phải là bản địa tại Hà Lan. Các khu rừng này được trồng trên các bãi thạch nam nhân tạo và cát trôi (bãi thạch nam chăn thả quá mức) (Veluwe).

### Quần đảo Caribe

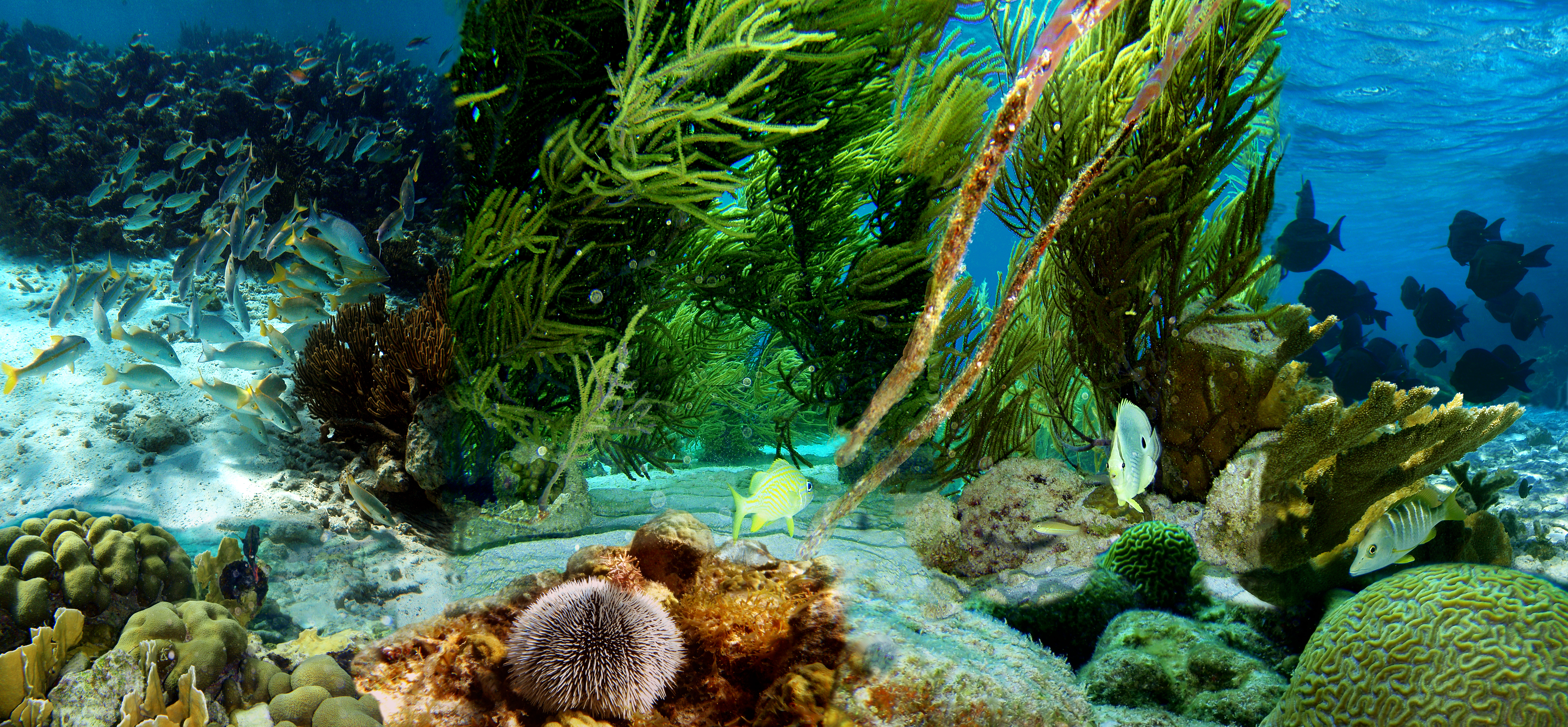
Đời sống dưới biển tại Klein Bonaire. Chú thích: (từ trái qua): 1. Cá hồng đuôi vàng (Ocyurus chrysurus), 2. Cá la hán Pháp (Haemulon flavolineatum), 3. Cá chuồn (Chaetodon capistratus), 4. Cá Học trưởng (Vị thành niên) (Lutjanus apodus), 5. (ở trên) Cá tang xanh (Acanthurus coeruleus)

Curaçao, Aruba và Sint Maarten có vị thế các quốc gia cấu thành, còn Caribe Hà Lan là ba vùng đảo được xác định là các khu tự quản đặc biệt của Hà Lan. Các đảo này là bộ phận của Tiểu Antilles và có biên giới hàng hải với Pháp (Saint Barthélemy và Saint Martin), Anh (Anguilla), Venezuela, Saint Kitts và Nevis và Hoa Kỳ (Quần đảo Virgin thuộc Mỹ).
Bonaire là bộ phận của nhóm đảo ABC thuộc chuỗi đảo Leeward, nằm ngoài khơi bờ biển Venezuela. Chuỗi đảo Leeward có nguồn gốc hỗn hợp núi lửa và san hô. Saba và Sint Eustatius là bộ phận của nhóm đảo SSS. Chúng nằm về phía đông của Puerto Rico và quần đảo Virgin. Mặc dù thuộc về chuỗi đảo Leeward trong tiếng Anh, song tại địa phương họ được cho là thuộc chuỗi đảo Windward. Chuỗi đảo Windward đều có nguồn gốc núi lửa và địa hình lắm núi, có ít đất thích hợp cho nông nghiệp. Đỉnh cao nhất là núi Scenery với 887 m tại Saba. Đây là điểm cao nhất tại Hà Lan cũng như toàn thể Vương quốc Hà Lan.
Các đảo tại Caribe Hà Lan có khí hậu nhiệt đới, với thời tiết nóng quanh năm. Chuỗi đảo Leeward ấm hơn và khô hơn so với chuỗi đảo Windward. Vào mùa hè, chuỗi đảo Windward chịu tác động từ các cơn bão.

## Chính trị
Hà Lan là quốc gia quân chủ lập hiến từ năm 1815, và nhờ các nỗ lực của Johan Rudolph Thorbecke nên có được thể chế dân chủ đại nghị từ năm 1848. Hà Lan được mô tả là một nhà nước dân chủ hiệp thương. Chính trị Hà Lan có đặc điểm là nỗ lực nhằm đạt được đồng thuận rộng rãi trong các vấn đề quan trọng, cả trong chính giới lẫn trong xã hội. Năm 2010, The Economist xếp hạng Hà Lan ở vị trí thứ 10 về chỉ số dân chủ.
Quân chủ là nguyên thủ quốc gia, Willem-Alexander là quốc vương từ năm 2013. Theo hiến pháp, chức vụ này có quyền lực hạn chế, có quyền được nhận báo cáo và được tham vấn trong các vấn đề chính quyền. Tùy theo cá tính và quan hệ giữa quốc vương và các bộ trưởng, quân chủ có thể gây ảnh hưởng ngoài quyền lực được hiến pháp quy định.
Quyền lực hành pháp thuộc về Hội đồng Bộ trưởng, đây là hội đồng thảo luận của nội các Hà Lan. Nội các thường gồm 13 đến 16 bộ trưởng và một số lượng thay đổi các quốc vụ khanh. Có từ một đến ba bộ trưởng là bộ trưởng không bộ. Người đứng đầu chính phủ là thủ tướng, người này thường là thủ lĩnh đảng lớn nhất trong liên minh cầm quyền. Thủ tướng là một primus inter pares, tức không có thêm quyền lực rõ ràng nào so với các bộ trưởng khác. Thủ tướng luôn là lãnh đạo đảng lớn nhất kể từ năm 1973.
Nội các chịu trách nhiệm trước Quốc hội. Quốc hội là cơ quan lập pháp lưỡng viện, gồm Hạ viện và Thượng viện. 150 thành viên Hạ viện được bầu trực tiếp theo hệ thống đại diện tỷ lệ danh sách đảng. Các cuộc bầu cử được tổ chức bốn năm một lần, hoặc trước thời hạn trong trường hợp nội các sụp đổ. Hội đồng cấp tỉnh được bầu cử trực tiếp bốn năm một lần. Các thành viên của các hội đồng cấp tỉnh bầu ra 75 thành viên Thượng viện. Thượng viện có quyền bác bỏ luật, nhưng không được đề xuất hay sửa đổi luật. Cả hai viện đều cử thành viên đến Nghị viện Benelux, đây là một hội đồng tham vấn.

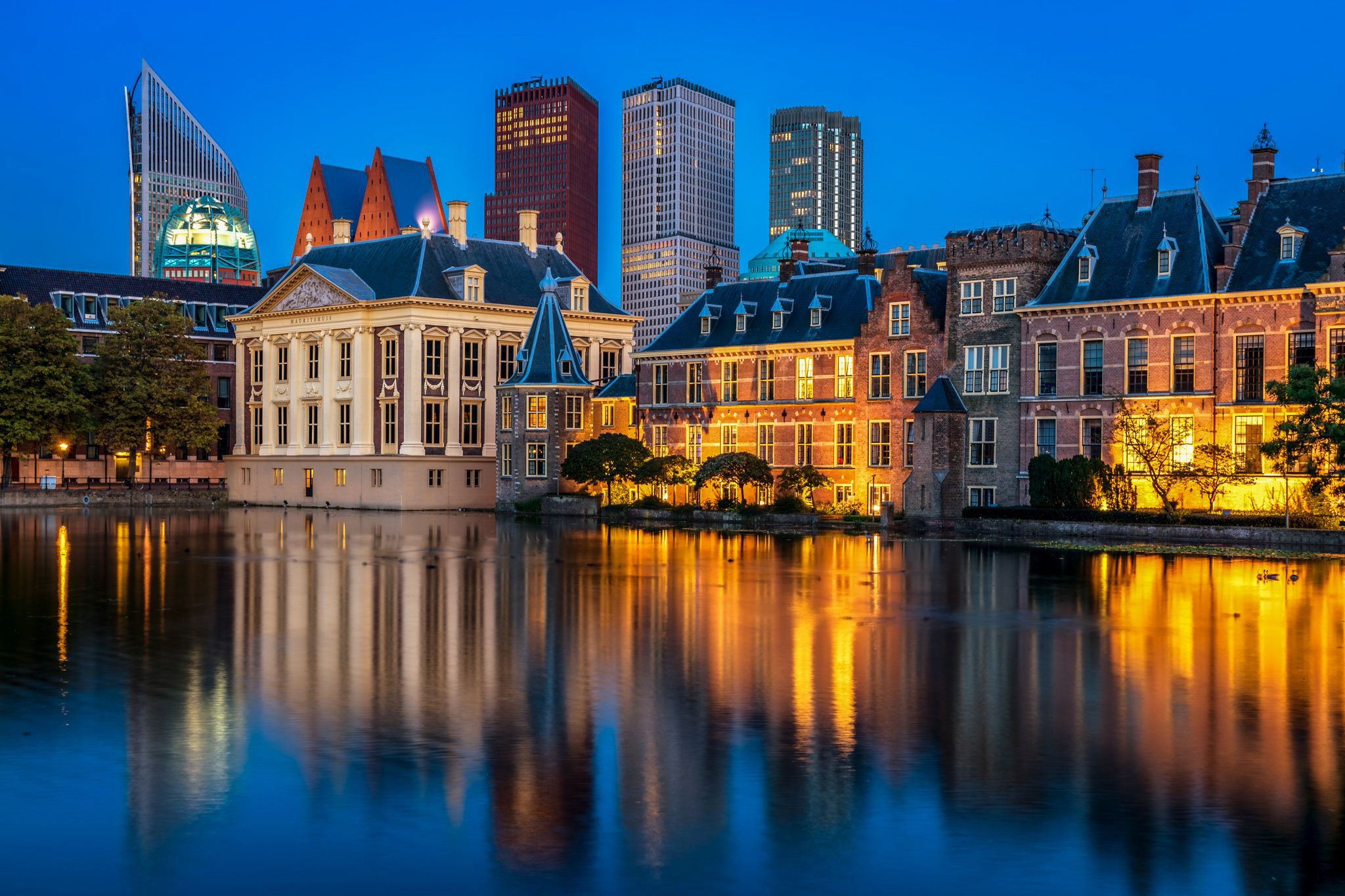
Binnenhof là nơi họp của Quốc hội

Các công đoàn và các tổ chức giới chủ được tham vấn trước trong việc lập chính sách trong các lĩnh vực tài chính, kinh tế và xã hội. Họ tham gia họp thường xuyên với chính phủ trong Hội đồng Xã hội-Kinh tế. Cơ cấu này khuyến nghị chính phủ và khuyến nghị của họ không thể bỏ qua một cách dễ dàng.
Hà Lan có truyền thống lâu dài về khoan dung xã hội. Trong thế kỷ 19, khi Giáo hội Kháng cách Hà Lan là quốc giáo, thì Công giáo La Mã và các giáo phái Tin Lành khác cũng như Do Thái giáo được dung thứ song bị kỳ thị. Đến cuối thế kỷ 19, truyền thống khoan dung tôn giáo này chuyển đổi thành một hệ thống tách biệt, theo đó các nhóm tôn giáo cùng tồn tại riêng biệt và chỉ tương tác ở cấp độ chính phủ. Truyền thống khoan dung ảnh hưởng đến các chính sách tư pháp hình sự của Hà Lan về ma túy tiêu khiển, mại dâm, quyền LGBT, an tử, phá thai, nằm vào hàng tự do nhất trên thế giới.

### Chính đảng
Hà Lan có hệ thống đa đảng, không đảng nào nắm thế đa số trong nghị viện kể từ thế kỷ 19, và các nội các liên minh được hình thành. Kể từ khi thi hành phổ thông đầu phiếu vào năm 1919, hệ thống chính trị Hà Lan chịu sự chi phối của ba nhóm chính đảng: Mạnh nhất là phe dân chủ Kitô giáo, hiện có đại diện là Đảng Dân chủ Kitô giáo; thứ nhì là lực lượng dân chủ xã hội với đại diện là Công đảng; và thứ ba là lực lượng tự do với đại diện chủ yếu là Đảng Nhân dân Tự do và Dân chủ.
Các đảng này hợp tác trong các nội các liên minh, trong đó lực lượng dân chủ Kitô giáo luôn là một đối tác, hoặc là trong một liên minh trung-tả gồm lực lượng dân chủ Kitô giáo và dân chủ xã hội, hoặc là một liên minh trung-hữu gồm lực lượng dân chủ Kitô giáo và tự do. Trong thập niên 1970, hệ thống đảng phái trở nên biến động hơn, các đảng dân chủ Kitô giáo bị mất ghế, trong khi các đảng mới lại giành được thành công, như là D66. Trong bầu cử năm 1994, CDA để mất thế chi phối.
Tháng 2 năm 2010, nội các sụp đổ do PvdA từ chối gia hạn can thiệp của lực lượng Hà Lan tại Uruzgan, Afghanistan. Trong bầu cử vào tháng 6 cùng năm, đảng lớn nhất trước đó là CDA có kết quả thảm hại, VVD trở thành đảng lớn nhất với 31 ghế, tiếp theo là PvdA với 30 ghế. Đảng giành được thêm nhiều ghế nhất là Đảng Tự do (PVV) của Geert Wilders. VVD và PvdA giành được nhiều ghế nhất trong tổng tuyển cử vào tháng 12 năm 2012, họ lập chính phủ liên minh vào tháng 11 năm 2012. Trong tổng tuyển cử vào tháng 3 năm 2017, VVD duy trì là đảng lớn nhất, PvdA để mất số ghế rất lớn, PVV giành được vị trí thứ hai Sau 208 ngày đàm phán, VVD, D66, CDA và Liên minh Kitô giáo (CU) đồng ý thành lập chính phủ liên minh.

### Hành chính
Hà Lan được phân chia thành 12 tỉnh, mỗi tỉnh nằm dưới quyền của một uỷ viên của quốc vương (Commissaris van de Koning), riêng tại tỉnh Limburg chức vụ này gọi là thống đốc (Gouverneur) song có nhiệm vụ tương tự. Các tỉnh được chia tiếp thành các khu tự quản (gemeenten) với số lượng là 380.
Hà Lan cũng được chia thành 21 khu vực trị thủy, chịu sự quản lý của một ban trị thủy (waterschap hoặc hoogheemraadschap), mỗi ban có quyền hạn trên các vấn đề liên quan đến quản lý nước. Việc thành lập các ban trị thủy có từ trước khi lập quốc, ban đầu tiên hình thành vào năm 1196. Các ban trị thủy của Hà Lan nằm trong số các thực thể dân chủ lâu đời nhất trên thế giới vẫn còn tồn tại. Bầu cử trực tiếp các ban trị thủy được tiến hành bốn năm một lần.
Ba lãnh thổ đảo tại Caribe được gọi chung là Caribe Hà Lan, họ có vị thế là thực thể công cộng (openbare lichamen) thay vì là các khu tự quản. Họ không phải là bộ phận của tỉnh nào.
Một số lãnh thổ tách rời của Bỉ nằm lọt trong lãnh thổ Hà Lan và các lãnh thổ tách rời này lại bao quanh một số khu đất thuộc tỉnh Noord-Brabant, tuy nhiên do Hà Lan và Bỉ đều thuộc Khu vực Schengen nên công dân hai bên có thể qua lại các vùng tách rời này.
| Hiệu kỳ          | Tỉnh          | Thủ phủ          | Thành phố lớn nhất | Diện tích (km²) | Dân số (2015) | Mật độ (trên km²) |
| ---------------- | ------------- | ---------------- | ------------------ | --------------- | ------------- | ----------------- |
| Drenthe          | Drenthe       | Assen            | Assen              | 2.639           | 488.871       | 185               |
| Flevoland        | Flevoland     | Lelystad         | Almere             | 1.415           | 403.280       | 285               |
| Friesland        | Friesland     | Leeuwarden       | Leeuwarden         | 3.340           | 646.092       | 193               |
| Gelderland       | Gelderland    | Arnhem           | Nijmegen           | 4.970           | 2.031.123     | 409               |
| Groningen (tỉnh) | Groningen     | Groningen        | Groningen          | 2.325           | 582.649       | 250               |
| Limburg (Hà Lan) | Limburg       | Maastricht       | Maastricht         | 2.150           | 1.115.805     | 519               |
| Noord-Brabant    | Noord-Brabant | 's-Hertogenbosch | Eindhoven          | 4.914           | 2.495.107     | 507               |
| Noord-Holland    | Noord-Holland | Haarlem          | Amsterdam          | 2.665           | 2.775.617     | 1.039             |
| Overijssel       | Overijssel    | Zwolle           | Enschede           | 3.324           | 1.142.360     | 344               |
| Utrecht (tỉnh)   | Utrecht       | Utrecht          | Utrecht            | 1.383           | 1.268.489     | 916               |
| Zeeland          | Zeeland       | Middelburg       | Middelburg         | 1.784           | 381.182       | 213               |
| Zuid-Holland     | Zuid-Holland  | Den Haag         | Rotterdam          | 2.808           | 3.607.150     | 1.282             |
| Tổng             | Tổng          | Tổng             | Tổng               | 33.718          | 16.922.460    | 512               |

| Hiệu kỳ        | Tên gọi        | Thủ phủ    | Thành phố lớn nhất | Diện tích (km²) | Dân số (2012) | Mật độ (trên km²) |
| -------------- | -------------- | ---------- | ------------------ | --------------- | ------------- | ----------------- |
| Bonaire        | Bonaire        | Kralendijk | Kralendijk         | 288             | 17.408        | 60                |
| Sint Eustatius | Sint Eustatius | Oranjestad | Oranjestad         | 21              | 3.897         | 186               |
| Saba           | Saba           | The Bottom | The Bottom         | 13              | 1.991         | 153               |
| Tổng           | Tổng           | Tổng       | Tổng               | 322             | 23.296        | 72                |

### Đối ngoại

Cung Hoà bình (Vredespaleis) tại The Hague, Den Haag, Hà Lan là một toà nhà luật pháp quốc tế cũng vừa là trụ sở của Tòa án Công lý Quốc tế.

Lịch sử chính sách đối ngoại của Hà Lan có đặc điểm là tính trung lập. Kể từ Chiến tranh thế giới thứ hai, Hà Lan trở thành một thành viên của nhiều tổ chức quốc tế, đáng chú ý nhất là Liên Hợp Quốc, NATO và Liên minh châu Âu. Kinh tế Hà Lan rất mở và dựa nhiều vào ngoại thương. Chính sách đối ngoại của Hà Lan hiện nay dựa trên bốn cam kết cơ bản: Hợp tác Đại Tây Dương, nhất thể hoá châu Âu, phát triển quốc tế và luật pháp quốc tế. Một trong các vấn đề quốc tế gây tranh luận nhiều quanh Hà Lan là chính sách tự do đối với các loại ma tuý nhẹ. Trong và sau thời kỳ hoàng kim Hà Lan, người Hà Lan gây dựng một đế quốc thương mại và thực dân. Các cựu thuộc địa quan trọng nhất của Hà Lan hiện là Suriname và Indonesia. Các quan hệ lịch sử kế thừa từ lịch sử thực dân này vẫn có ảnh hưởng đến quan hệ đối ngoại của Hà Lan, và nhiều người từ các quốc gia này thường trú tại Hà Lan.
Chính sách an ninh của Hà Lan chủ yếu dựa vào quyền thành viên trong NATO, và có nhiều vũ khí hạt nhân của đồng minh được đặt tại Hà Lan. Ngày 10 tháng 6 năm 2013, cựu thủ tướng Ruud Lubbers xác nhận sự tồn tại của 22 vũ khí hạt nhân tại căn cứ không quân Volkel thuộc tỉnh Noord-Brabant. Hà Lan cũng theo đuổi hợp tác quốc phòng trong Liên minh châu Âu, cả đa phương dưới nền tảng Liên minh Tây Âu và Chính sách An ninh và Phòng thủ châu Âu, và song phương như quân đoàn Đức-Hà Lan. Trong những năm gần đây, Hà Lan trở thành nước đóng góp quan trọng cho các nỗ lực duy trì hoà bình trên khắp thế giới, như tại Bosnia và Herzegovina.
Hà Lan tán thành mạnh mẽ nhất thể hoá châu Âu, và hầu hết các khía cạnh trong chính sách ngoại giao, kinh tế và thương mại của nước này được điều phối thông qua Liên minh châu Âu. Liên minh thuế quan hậu chiến giữa Hà Lan với Bỉ và Luxembourg (Benelux) mở đường cho việc hình thành Cộng đồng châu Âu (tiền thân của Liên minh châu Âu). Benelux bãi bỏ kiểm soát biên giới nội bộ, điều này trở thành một hình mẫu cho Hiệp ước Schengen trên quy mô lớn hơn. Hà Lan là nòng cốt trong Hiệp ước Maastricht năm 1992 và là nhà kiến tạo hiệp định Amsterdam ký kết vào năm 1998. Hà Lan do đó giữ vai trò quan trọng trong nhất thể hoá chính trị và tiền tệ châu Âu.
Truyền thống uyên bác về pháp luật khiến Hà Lan trở thành trụ sở của Tòa án Công lý Quốc tế; Toà án Yêu sách Iran-Hoa Kỳ; Tòa án Hình sự Quốc tế về Nam Tư cũ; Tòa án Hình sự Quốc tế Rwanda; Tòa án Hình sự Quốc tế (ICC). Ngoài ra, Hà Lan còn có trụ sở của tổ chức cảnh sát châu Âu Europol; và Tổ chức Cấm Vũ khí Hóa học.
Hà Lan nằm vào hàng các quốc gia viện trợ đứng đầu thế giới, là một trong năm quốc gia toàn cầu đáp ứng mục tiêu ODA lâu dài của Liên Hợp Quốc. Quốc gia này có đóng góp lớn về viện trợ thông qua các kênh đa phương, đặc biệt là Chương trình Phát triển Liên Hợp Quốc, các tổ chức tài chính quốc tế, các chương trình của Liên minh châu Âu. Một lượng lớn viện trợ của Hà Lan cũng được chuyển qua các các tổ chức tư nhân (đồng tài trợ) có gần như toàn quyền trong lựa chọn các dự án.

### Quân sự
Hà Lan có một trong các lực lượng quân đội thường trực lâu năm nhất tại châu Âu; được thành lập lần đầu bởi Maurits xứ Nassau. Quân đội Hà Lan được sử dụng trên khắp Đế quốc Hà Lan, và sau thất bại của Napoléon, quân đội Hà Lan chuyển sang chế độ quân dịch. Quân đội được triển khai trong Cách mạng Bỉ năm 1830 song không thành công. Sau năm 1830, họ chủ yếu được triển khai tại các thuộc địa của Hà Lan. Hà Lan duy trì trung lập trong các cuộc chiến tranh tại châu Âu cho đến khi bị xâm lược trong Chiến tranh thế giới thứ hai, và nhanh chóng thất thủ trước Wehrmacht Đức vào tháng 5 năm 1940.

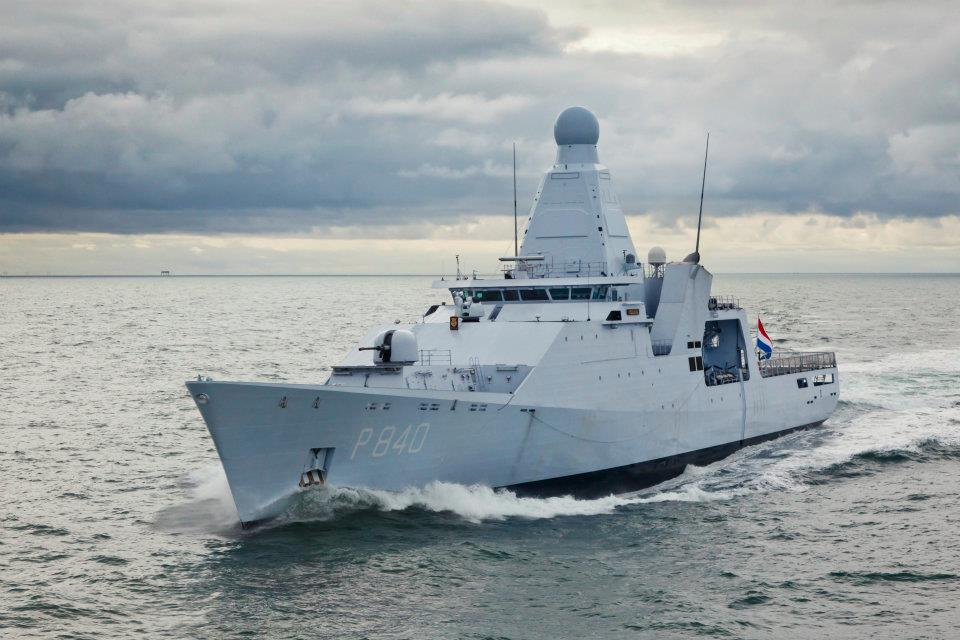
Zr. Ms. Holland là một tàu tuần tra ngoài khơi của Hải quân Hoàng gia Hà Lan

Hà Lan từ bỏ tình trạng trung lập vào năm 1948 khi ký kết Hiệp ước Bruxelles vào năm 1949. Quân đội Hà Lan do đó là bộ phận của NATO trong chiến tranh lạnh tại châu Âu, được triển khai đến một số căn cứ tại Tây Đức. Trên 3.000 binh sĩ Hà Lan được phân vào Sư đoàn bộ binh số 2 của Hoa Kỳ trong Chiến tranh Triều Tiên. Năm 1996, chế độ quân dịch bị đình chỉ, và quân đội Hà Lan lại chuyển sang chế độ chuyên nghiệp. Kể từ thập niên 1990, quân đội Hà Lan từng tham gia Chiến tranh Bosnia và Chiến tranh Kosovo, và nắm giữ một tỉnh của Iraq sau thất bại của Saddam Hussein, và tham gia trong chiến tranh tại Afghanistan.
Quân đội Hà Lan gồm có bốn nhánh, đều mang tiền tố Koninklijke (hoàng gia): Koninklijke Landmacht (KL) tức Lục quân Hoàng gia Hà Lan; Koninklijke Marine (KM) tức Hải quân Hoàng gia Hà Lan, bao gồm hàng không Hải quân và thủy quân lục chiến; Koninklijke Luchtmacht (KLu) tức Không quân Hoàng gia Hà Lan; Koninklijke Marechaussee (KMar) tức Đội hiến binh Hoàng gia, chịu trách nhiệm quân cảnh và kiểm soát biên giới.
Korps Commandotroepen là lực lượng hành quân đặc biệt của Lục quân Hà Lan, mở cửa cho nữ giới song do yêu cầu thể chất cực kỳ cao để huấn luyện ban đầu nên nữ giới hầu như không thể trở thành một đặc công. Bộ Quốc phòng Hà Lan sử dụng trên 70.000 nhân viên, bao gồm trên 20.000 nhân viên dân sự và trên 50.000 nhân viên quân sự tính đến năm 2011. Trong tháng 4 năm 2011, chính phủ tuyên bố một đợt tinh giản trong quân đội do cắt giảm chi tiêu chính phủ, bao gồm việc giảm số lượng xe tăng, chiến đấu cơ, tàu hải quân và quan chức cấp cao.

## Kinh tế

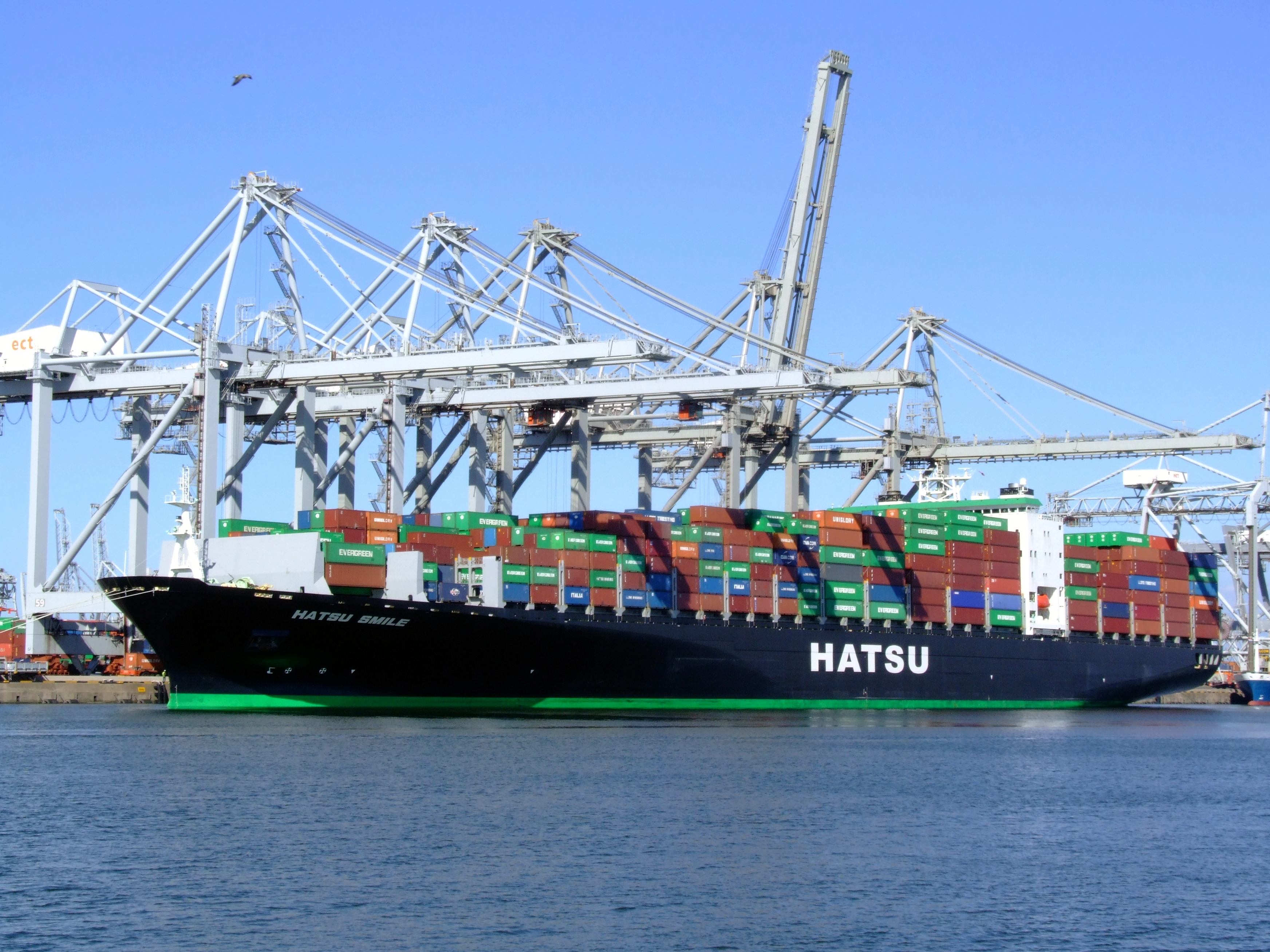
Cảng Rotterdam là cảng lớn nhất tại châu Âu.

Hà Lan có nền kinh tế phát triển, giữ một vai trò đặc biệt trong kinh tế châu Âu từ nhiều thế kỷ. Kể từ thế kỷ 16, các ngành đóng tàu, ngư nghiệp, nông nghiệp, mậu dịch và ngân hàng là các lĩnh vực dẫn đầu của kinh tế Hà Lan. Hà Lan có tự do kinh tế ở mức độ cao, đứng thứ hai trong Báo cáo Thuận lợi Mậu dịch Toàn cầu năm 2016, và đứng thứ 5 về tính cạnh tranh theo đánh giá của Học viện Phát triển Quản lý Quốc tế Thuỵ Sĩ vào năm 2017. Ngoài ra, Hà Lan xếp thứ ba trong chỉ số sáng tạo toàn cầu GII năm 2017. Trong bảng xếp hạng chỉ số tự do kinh tế năm 2016, Hà Lan đứng thứ 17/178 quốc gia.
Tính đến  năm 2013, các đối tác mậu dịch chủ chốt của Hà Lan là Đức, Bỉ, Anh, Mỹ, Pháp, Ý, Trung Quốc và Nga. Hà Lan là một trong mười quốc gia xuất khẩu hàng đầu thế giới. Thực phẩm là ngành lớn nhất, các ngành lớn khác là hoá chất, luyện kim, chế tạo máy, hàng điện tử, mậu dịch, dịch vụ và du lịch. Một số công ty Hà Lan có quy mô quốc tế là Randstad, Unilever, Heineken, KLM; trong lĩnh vực dịch vụ có ING, ABN AMRO, Rabobank; về hoá học có DSM, AKZO; về lọc dầu có Royal Dutch Shell; về máy móc điện tử có Philips, ASML; về điều hướng ô tô có TomTom).
Hà Lan có GDP danh nghĩa lớn thứ 18 thế giới, và GDP danh nghĩa bình quân đứng thứ 13 thế giới vào năm 2016 theo số liệu của IMF. Từ năm 1997 đến năm 2000, tốc độ tăng trưởng kinh tế hàng năm trung bình là gần 4%, hơn nhiều mức trung bình của châu Âu. Tăng trưởng chậm lại đáng kể từ năm 2001 đến năm 2005 do suy thoái kinh tế toàn cầu, song tăng tốc lên 4,1% vào quý thứ ba của năm 2007. Trong quý 3 và 4 năm 2011, kinh tế Hà Lan lần lượt giảm 0,4% và 0,7%, do khủng hoảng nợ công châu Âu, trong khi vào quý 4 kinh tế khu vực đồng euro giảm 0,3%. Trong tháng 5 năm 2013, mức lạm phát là 2,8%/năm. Trong tháng 4 năm 2013, tỷ lệ thất nghiệp là 8,2% (hoặc 6,7% theo định nghĩa của ILO). Trong tháng 4 năm 2017, con số này giảm xuống 5,1%. Hà Lan có hệ số GINI tương đối thấp. UNICEF xếp hạng Hà Lan ở vị trí thứ nhất về phúc lợi trẻ em trong số các quốc gia giàu có, cả trong năm 2007 và năm 2013.
Amsterdam là thủ đô tài chính và kinh doanh của Hà Lan. Sàn giao dịch chứng khoán Amsterdam (AEX) là bộ phận của Euronext, đây là sàn giao dịch chứng khoán cổ nhất trên thế giới và nằm trong số các thị trường chứng khoán lớn nhất châu Âu. Sàn nằm gần Quảng trường Dam tại trung tâm thành phố. Hà Lan là thành viên sáng lập euro, thay thế đơn vị tiền tệ cũ là "gulden". Tại Caribe Hà Lan, đô la Mỹ được sử dụng thay cho euro.

Hà Lan là bộ phận của liên minh tiền tệ khu vực đồng euro (lam đậm), và của thị trường chung châu Âu.

Vị trí của Hà Lan cho phép họ có ưu thế tiếp cận thị trường Anh và Đức, cùng với cảng Rotterdam lớn nhất châu Âu. Các bộ phận quan trọng khác của nền kinh tế là ngoại thương (chủ nghĩa thực dân Hà Lan bắt đầu với các doanh nghiệp tư nhân hợp tác như Công ty Đông Ấn Hà Lan), ngân hàng và giao thông. Hà Lan thành công trong việc giải quyết các vấn đề tài chính công và đình trệ việc làm trước các đối tác của họ tại châu Âu. Amsterdam là địa điểm du lịch nhộn nhịp thứ năm tại châu Âu với trên 4,2 triệu du khách quốc tế theo số liệu năm 2009. Kể từ khi mở rộng Liên minh châu Âu, có lượng lớn công nhân di cư đến Hà Lan từ các quốc gia Trung và Đông Âu.
BrabantStad là một quan hệ đối tác giữa các khu tự quản Breda, Eindhoven, Helmond, 's-Hertogenbosch và Tilburg và tỉnh Noord-Brabant. BrabantStad là vùng kinh tế tăng trưởng nhanh nhất tại Hà Lan, với Brabantse Stedenrij (vùng thành phố đa trung tâm) là một trong các vùng hàng đầu toàn quốc, chỉ đứng sau khu thành thị lớn Randstad (Amsterdam, Rotterdam, Den Haag và Utrecht). Quan hệ đối tác tại Noord-Brabant nhắm mục tiêu hình thành một mạng lưới đô thị và biến tỉnh này có vị thế nổi bật là một vùng tri thức hàng đầu tại châu Âu. Với tổng dân số 1,5 triệu và 20% sản lượng công nghiệp của Hà Lan, BrabantStad là một trong các vùng quan trọng về kinh tế của nước này. Một phần tư số công việc trong vùng là về kỹ thuật, và công nghệ thông tin-truyền thông.
Trong số toàn bộ các đơn xin cấp bằng sáng chế của châu Âu trong lĩnh vực vật lý học và điện tử, có khoảng 8% đến từ tỉnh Noord-Brabant. Trong vùng mở rộng, BrabantStad là bộ phận của tam giác Eindhoven-Leuven-Aachen (ELAT). Hiệp định hợp tác kinh tế giữa ba thành phố tại ba quốc gia tạo ra một trong các vùng sáng tạo nhất trong Liên minh châu Âu (xét theo tiền đầu tư vào công nghệ và kinh tế tri thức). Thành công kinh tế của vùng này có ý nghĩa quan trọng đối với tính cạnh tranh quốc tế của Hà Lan; Amsterdam, Rotterdam, và Eindhoven cùng nhau tạo thành nền tảng cho kinh tế Hà Lan. Hà Lan tiếp tục là một trong các quốc gia hàng đầu châu Âu về thu hút đầu tư trực tiếp nước ngoài, và là một trong những quốc gia đầu tư lớn nhất tại Hoa Kỳ.

### Khí đốt
Kể từ thập niên 1950, Hà Lan phát hiện được trữ lượng khí đốt tự nhiên khổng lồ. Việc bán khí đốt tự nhiên mang lại doanh thu khổng lồ cho Hà Lan trong nhiều thập niên, thêm vào hàng trăm tỉ euro cho ngân sách chính phủ. Tuy nhiên, của cải từ nguồn năng lượng khổng lồ có tác động không lường trước được đến tính cạnh tranh của các lĩnh vực kinh tế khác, dẫn đến thuyết căn bệnh Hà Lan. Hà Lan được ước tính sở hữu 25% trữ lượng khí đốt tự nhiên trong Liên minh châu Âu.
Ngoài than đá và khí đốt, Hà Lan không còn tài nguyên khai khoáng nào, và mỏ than cuối cùng bị đóng cửa vào năm 1974. Mỏ khí Groningen là một trong các mỏ khí đốt tự nhiên lớn nhất trên thế giới, nằm gần Slochteren. Việc khai thác này tạo được doanh thu 159 tỉ euro từ giữa thập niên 1970 đến năm 2009. Mỏ hoạt động dưới quyền của công ty quốc doanh Gasunie và khai thác chung bởi chính phủ, Royal Dutch Shell, và Exxon Mobil thông qua NAM (Nederlandse Aardolie Maatschappij). Việc khai thác khí đốt dẫn đến gia tăng chấn động mặt đất mạnh, một số trận có cường độ lên tới 3,6 độ theo thang cường độ Richter. Chi phí để sửa chữa thiệt hại, cải thiện kết cấu của các toà nhà, và bồi thường cho giá trị nhà bị suy giảm ước tính là 6,5 tỉ euro. Khoảng 35.000 ngôi nhà được cho là bị ảnh hưởng.

### Nông nghiệp

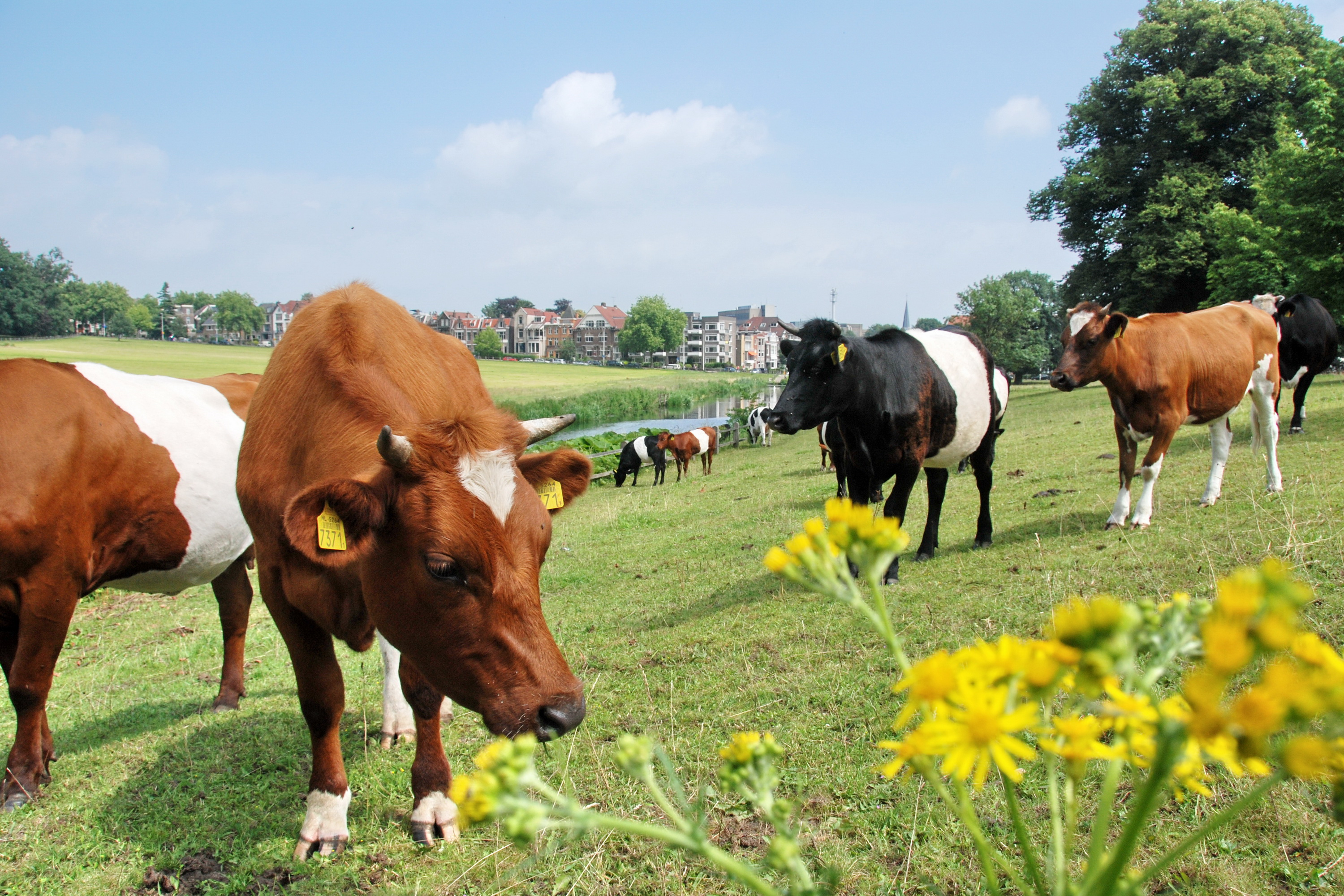
Bò gần thành phố Arnhem

Khu vực nông nghiệp của Hà Lan được cơ giới hoá cao độ, và tập trung mạnh vào xuất khẩu quốc tế. Ngành này sử dụng khoảng 4% lực lượng lao động của Hà Lan song tạo ra thặng dư lớn cho ngành công nghiệp chế biến thực phẩm và đóng góp 21% vào tổng kim ngạch xuất khẩu của Hà Lan. Hà Lan xếp thứ hai thế giới về giá trị xuất khẩu nông nghiệp, chỉ sau Hoa Kỳ. với nguồn thu xuất khẩu là 80,7 tỉ euro vào năm 2014, tăng so với 75,4 tỉ euro vào năm 2012.
Trong một số thời điểm gần đây, Hà Lan từng cung cấp một phần tư tổng cà chua xuất khẩu trên thế giới, và việc buôn bán một phần ba xuất khẩu của thế giới về ớt, cà chua và dưa chuột là thông qua Hà Lan. Hà Lan cũng xuất khẩu một phần mười lăm táo tây của thế giới.
Ngoài ra, một phần đáng kể xuất khẩu nông sản của Hà Lan là cây tươi cắt, hoa, và củ hoa, chiếm hai phần ba tổng xuất khẩu toàn thế giới.

### Giao thông
Tính lưu động trên các tuyến đường bộ của Hà Lan tăng trưởng liên tục kể từ thập niên 1950 và nay vượt trên 200 tỉ km qua lại mỗi năm, three quarters of which are done by car. Khoảng một nửa số hành trình tại Hà Lan được tiến hành bằng ô tô, 25% bằng xe đạp, 20% bằng cách đi bộ, và 5% sử dụng giao thông công cộng. Tổng chiều dài mạng lưới đường bộ là 139.295 km, gồm có 2.758 km đường cao tốc, Hà Lan có một trong các mạng lưới đường bộ dày đặc nhất trên thế giới, hơn nhiều so với Đức hay Pháp song thấp hơn Bỉ.

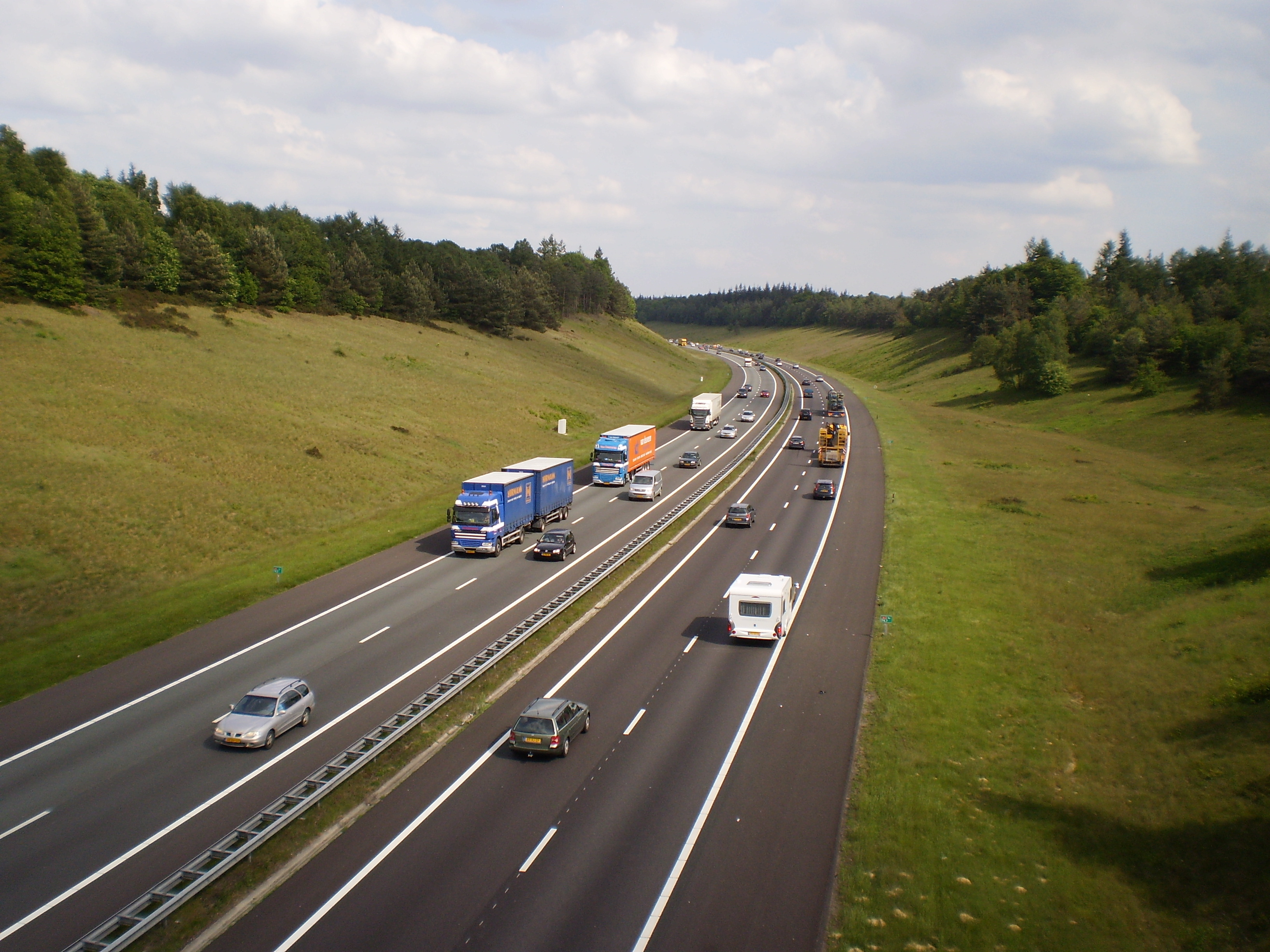
Xa lộ A1 tại Gelderland

Khoảng 13% toàn bộ quãng đường được đi bằng phương tiện công cộng, đa số là dùng tàu hoả. Giống như nhiều quốc gia châu Âu khác, mạng lưới đường sắt Hà Lan gồm 3.013 km cũng khá dày đặc. Mạng lưới hầu hết tập trung vào dịch vụ đường sắt chở khách và liên kết gần như toàn bộ các thành thị chính. Các tuyến đường ray thường xuyên hoạt động, có một hoặc hai chuyến mỗi giờ trên các tuyến nhỏ, hai đến bốn chuyến mỗi giờ ở các tuyến trung bình, và đến tám chuyến mỗi giờ tại các tuyến nhộn nhịp nhất.
Đạp xe là một cách thức giao thông rộng khắp tại Hà Lan. Số km hành trình của xe đạp tương đương với tàu hoả. Người Hà Lan được ước tính sở hữu ít nhất 18 triệu xe đạp, nghĩa hơn mỗi người có hơn một xe, gấp đôi so với khoảng 9 triệu ô tô trên đường. Năm 2013, Liên đoàn người đi xe đạp châu Âu xếp hạng Hà Lan và Đan Mạch là các quốc gia thân thiện nhất với xe đạp tại châu Âu, song người Hà Lan (36%) xếp trên người Đan Mạch (23%) về việc xe đạp là cách thức thường xuyên nhất trong giao thông ngày bình thường. Hạ tầng cho việc đạp xe có tính toàn diện. Các tuyến đường nhộn nhịp có khoảng 35.000 km đường đi dành riêng cho xe đạp, được tách biệt về tự nhiên khỏi giao thông cơ giới. Các nút giao nhộn nhịp thường có các thiết bị đèn giao thông dành cho xe đạp. Tồn tại các cơ sở hạ tầng gửi xe đạp cỡ lớn, đặc biệt là trung trung tâm thành phố và tại các nhà ga đường sắt.
Rotterdam là cảng lớn nhất tại châu Âu, các sông Meuse và Rhine tạo ra con đường tiếp cận lý tưởng đến vùng thượng du nội lục xa đến Basel, Thuỵ Sĩ, và đến Pháp. Tính đến  năm 2013, Rotterdam là cảng container lớn thứ tám trên thế giới, chuyên chở 440,5 triệu tấn hàng hoá mỗi năm. Các chức năng chính của cảng là công nghiệp hoá dầu và chuyên chở chung, và trung chuyển tàu. Cảng là một điểm trung chuyển quan trọng đối với hàng rời và giữa lục địa châu Âu với hải ngoại. Từ Rotterdam, hàng hoá được chuyên chở bằng tàu, sà lan sông, tàu hoả hoặc đường bộ. Năm 2007, tuyến đường sắt chở hàng nhanh Betuweroute giữa Rotterdam với Đức được hoàn thành.
Sân bay Schiphol nằm ngay tây nam của Amsterdam, là cảng hàng không quốc tế chính của Hà Lan, và là sân bay nhộn nhịp thứ ba tại châu Âu về lượng hành khách. Năm 2016, các sân bay của Royal Schiphol Group chuyên chở 70 triệu hành khách.
Nằm trong cam kết của mình về tính bền vững môi trường, chính phủ Hà Lan khởi xướng một kế hoạch thiết lập trên 200 trạm nạp điện cho các phương tiện chạy bằng điện trên khắp đất nước đến năm 2015. Việc triển khai được tiến hành bởi công ty năng lượng và tự động hoà ABB có trụ sở tại Thuỵ Sĩ và công ty khởi nghiệp Hà Lan Fastned, nhắm mục tiêu cung cấp ít nhất một trạm trong bán kính 50 km từ mọi gia đình tại Hà Lan.

## Nhân khẩu

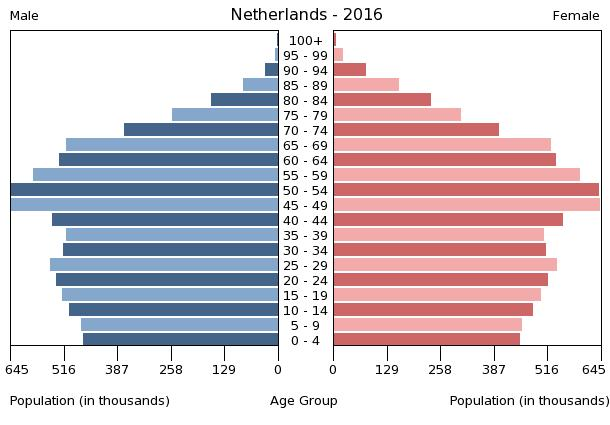
Tháp dân số Hà Lan năm 2016

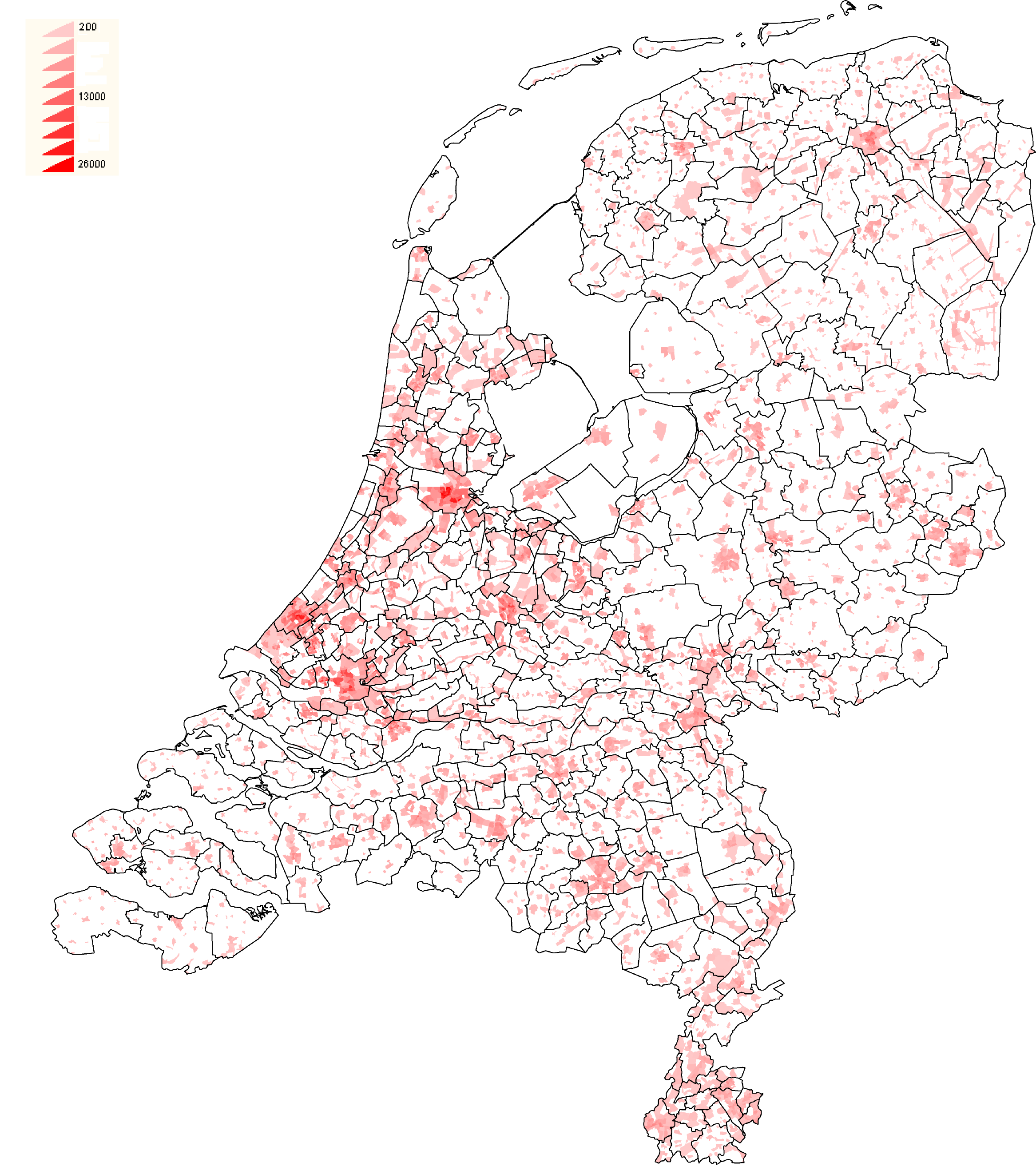
Mật độ dân số tại Hà Lan vào năm 2007

Dân số Hà Lan ước tính đạt 17.093.000 vào tháng 1 năm 2017. Đây là quốc gia có mật độ dân số cao nhất tại châu Âu nếu không kể các thành bang như Monaco hay Thành Vatican. Từ năm 1900 đến năm 1950, dân số Hà Lan tăng gần gấp đôi từ 5,1 lên 10 triệu. Từ năm 1950 đến năm 2000, dân số tiếp tục gia tăng, lên đến 15,9 triệu, song với tốc độ thấp hơn. Tốc độ gia tăng vào năm 2013 ước tính là 0,44%.
Tỷ suất sinh tại Hà Lan là 1,78 trẻ mỗi phụ nữ theo ước tính năm 2013, cao hơn so với nhiều quốc gia châu Âu khác, song dưới mức thay thế là 2,1 trẻ mỗi phụ nữ. Tuổi thọ dự tính khi sinh của Hà Lan ở mức cao, với 83,21 năm đối với trẻ gái và 78,93 đối với trẻ trai sơ sinh theo ước tính vào năm 2013.). Hà Lan có tỷ lệ di cư là 1,99 người di cư mỗi 1.000 cư dân một năm.
Đa số cư dân Hà Lan thuộc dân tộc Hà Lan. Theo ước tính vào năm 2005, thành phần dân tộc là 80,9% người Hà Lan, 2,4% người Indonesia, 2,4% người Đức, 2,2% người Thổ Nhĩ Kỳ, 2,0% người Suriname, 1,9% người Maroc, 0,8% người Antilles và Aruba, và 7,4% thuộc các nhóm khác. Có khoảng 150.000 đến 200.000 người sống tại Hà Lan là ngoại kiều, hầu hết tập trung tại và xung quanh Amsterdam và Den Haag, nay chiếm khoảng 10% dân số các thành phố này.
Người Hà Lan là dân tộc cao nhất trên thế giới, chiều cao trung bình là 1,81 m đối với nam giới trưởng thành và 1,67 m đối với nữ giới trưởng thành theo số liệu năm 2009. Cư dân miền nam trung bình thấp hơn 2 cm so với cư dân miền bắc.

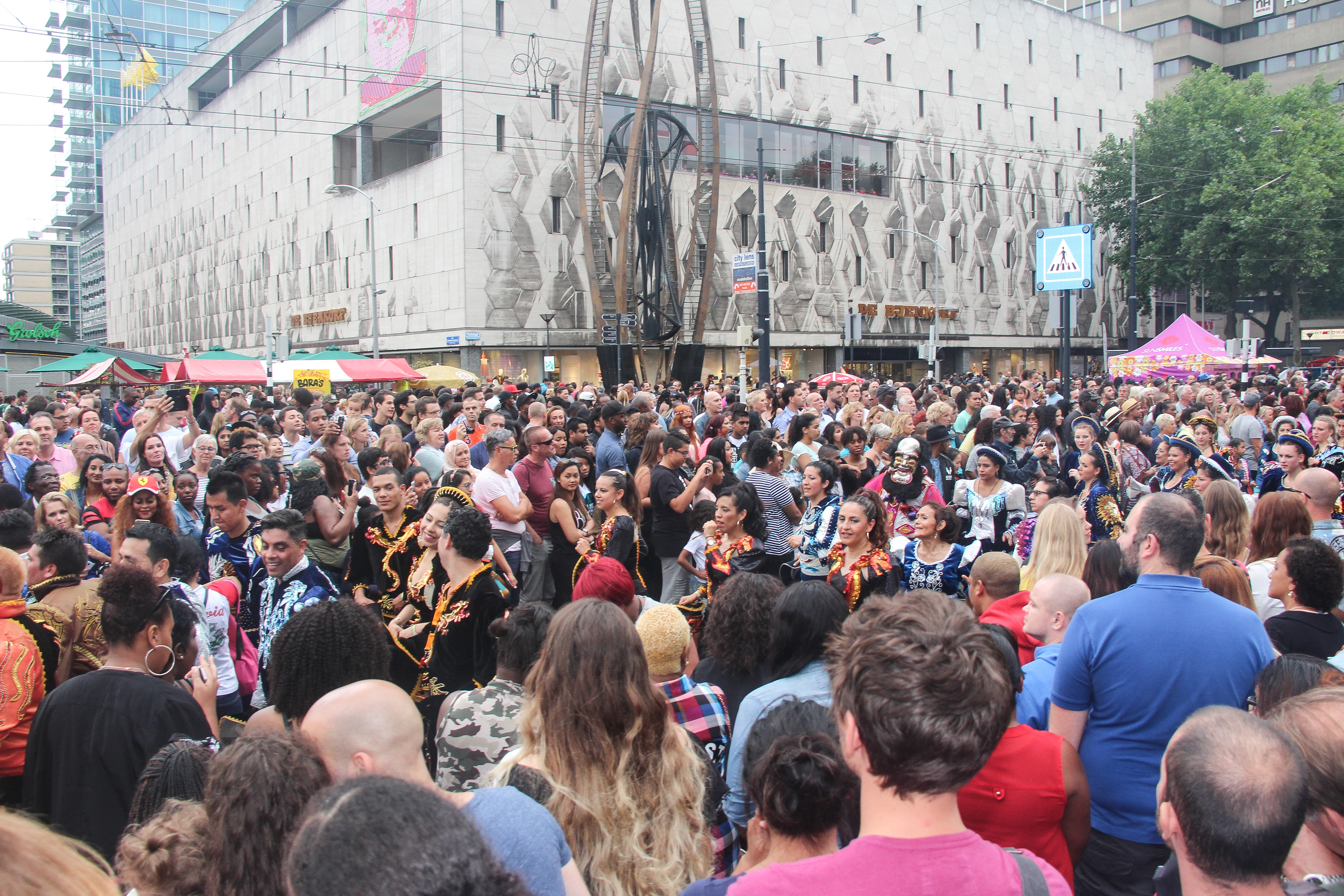
Tại Rotterdam, gần một nửa cư dân có nguồn gốc di dân.

Theo Eurostat, vào năm 2010 có 1,8 triệu cư dân sinh tại nước ngoài tại Hà Lan, tương ứng với 11,1% dân số. Trong số đó, 1,4 triệu người (8,5%) sinh ngoài Liên minh châu Âu và 0,428 triệu người (2,6%) sinh tại các quốc gia trong Liên minh châu Âu. Vào ngày 21 tháng 11 năm 2016, có 3,8 triệu cư dân Hà Lan có ít nhất một cha/mẹ sinh tại nước ngoài ("nguồn gốc di dân"). Trên một nửa người trẻ tuổi tại Amsterdam và Rotterdam có nguồn gốc ngoài phương tây. Người Hà Lan hoặc các hậu duệ của người Hà Lan cũng hiện diện trên khắp thế giới, đáng chú ý là tại Canada, Úc, Nam Phi và Hoa Kỳ. Theo điều tra năm 2006 tại Hoa Kỳ, có trên 5 triệu người Mỹ cho biết rằng họ có nguồn gốc Hà Lan thuần chủng hoặc một phần. Có gần 3 triệu người Afrikaner gốc Hà Lan sống tại Nam Phi. Năm 1940, có 290.000 người châu Âu và người lai Á-Âu tại Indonesia, song hầu hết rời khỏi nước này sau đó.
Hà Lan là một quốc gia có mật độ dân số cao, với trên 400 người/km² còn nếu chỉ tính mặt đất thì con số này là trên 500 người/km². Randstad là chùm đô thị lớn nhất Hà Lan, nằm tại phía tây của đất nước và có bốn thành phố lớn: Amsterdam thuộc tỉnh Noord-Holland, Rotterdam và Den Haag thuộc tỉnh Zuid-Holland, và Utrecht thuộc tỉnh Utrecht. Randstad có khoảng 7 triệu cư dân và là vùng đại đô thị lớn thứ năm tại châu Âu. Theo Cục Thống kê Trung ương Hà Lan, vào năm 2015, có 28% cư dân Hà Lan có thu nhập khả dụng trên 40.000 euro (không bao gồm chi tiêu vào y tế hay giáo dục).
Bản mẫu:Largest cities of the Netherlands
Các vùng đô thị chức năng
| Vùng đô thị chức năng | Dân số (2011) |
| --------------------- | ------------- |
| Amsterdam             | 2.502.000     |
| Rotterdam             | 1.419.000     |
| Den Haag              | 850.000       |
| Utrecht               | 770.000       |
| Eindhoven             | 695.000       |
| Groningen             | 482.000       |
| Enschede              | 402.000       |

### Ngôn ngữ

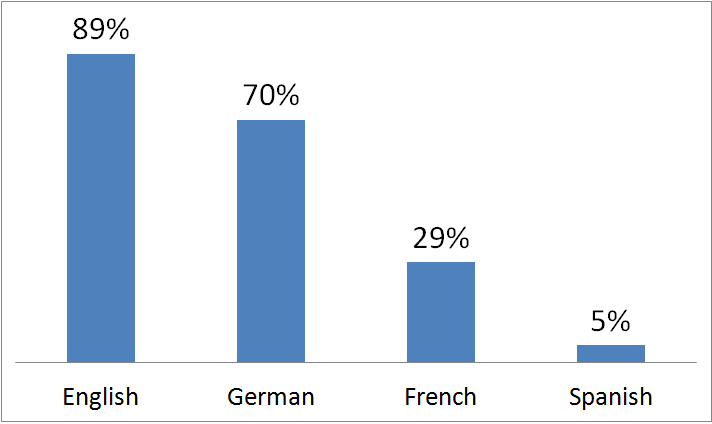
Kiến thức ngoại ngữ của cư dân Hà Lan, theo phần trăm dân số từ 15 tuổi trở lên, năm 2006

Ngôn ngữ chính thức là tiếng Hà Lan, được đại đa số cư dân nói. Bên cạnh tiếng Hà Lan, tiếng Tây Frisia được công nhận là một ngôn ngữ chính thức thứ hai tại tỉnh Friesland. Tiếng Tây Frisia có vị thế chính thức đối với thư tín của chính phủ trong tỉnh này. Tại phần châu Âu của vương quốc có hai ngôn ngữ khu vực khác được công nhận theo Hiến chương châu Âu về các ngôn ngữ khu vực và thiểu số, là tiếng Hạ Sachsen (Nedersaksisch) gồm một số phương ngữ được nói tại miền bắc và miền đông, như phương ngữ Twente tại vùng Twente, và phương ngữ Drenthe tại tỉnh Drenthe; và tiếng Limburg gồm các dạng tại Hà Lan của các ngôn ngữ Franconia Meuse-Rhine được nói tại tỉnh Limburg. Các phương ngữ được nói nhiều nhất tại Hà Lan là Brabant-Holland.
Tiếng Ripuaria được nói tại Kerkrade và Vaals lần lượt dưới dạng phương ngữ Kerkrade và phương ngữ Vaals song không được công nhận là một ngôn ngữ khu vực của Hà Lan, các phương ngữ này thỉnh thoảng được xem là một phần hoặc có liên hệ với tiếng Limburg.
Tiếng Anh có vị thế chính thức tại các khu tự quản đặc biệt Saba và Sint Eustatius tại Caribe, được nói phổ biến trên các đảo này. Papiamento có vị thế chính thức tại khu tự quản đặc biệt Bonaire tại Caribe. Tiếng Yiddish và tiếng Digan được công nhận là các ngôn ngữ phi lãnh thổ vào năm 1996.
Người Hà Lan có truyền thống học ngoại ngữ, điều này được chính thức hoá trong luật giáo dục Hà Lan. Khoảng 90% tổng dân số Hà Lan cho biết rằng họ có thể giao tiếp bằng tiếng Anh, 70% bằng tiếng Đức, và 29% bằng tiếng Pháp. Tiếng Anh là môn học bắt buộc trong toàn bộ các trường trung học. Trong hầu hết các trường sơ trung học (vmbo), một ngoại ngữ hiện đại khác là môn học bắt buộc trong hai năm đầu. Trong các trường cao trung học (HAVO và VWO), hai ngoại ngữ hiện đại khác là môn bắt buộc trong ba năm đầu, chỉ trong ba năm cuối của VWO thì mới giảm xuống còn bắt buộc một ngoại ngữ. Ngoài tiếng Anh, các ngôn ngữ tiêu chuẩn hiện đại là tiếng Pháp và Đức, song các trường có thể thay thế một trong các ngôn ngữ này bằng tiếng Tây Ban Nha, Thổ Nhĩ Kỳ, Ả Rập hoặc Nga. Ngoài ra, các trường học tại Friesland giảng dạy và có kỳ thi tiếng Tây Frisia, và các trường trên toàn quốc giảng dạy và có kỳ thi tiếng Hy Lạp cổ đại và tiếng Latinh cho các trường trung học (gọi là Gymnasium hoặc VWO+).

### Tôn giáo
Tôn giáo tại Hà Lan (2019)
Kitô giáo là tôn giáo chi phối tại Hà Lan cho đến cuối thế kỷ 20. Mặc dù Hà Lan vẫn có tính đa dạng về tôn giáo, song diễn ra xu hướng suy thoái gắn bó với tôn giáo. Năm 2015, Cục Thống kê Hà Lan thu thập thông tin thống kê về Hà Lan, kết quả là 50,1% tổng dân số công khai rằng họ không theo tôn giáo. Tín đồ Kitô giáo chiếm 43,8% tổng dân số, trong đó Công giáo La Mã với 23,7%, Tin Lành với 15,5% và các giáo phái Kitô khác là 4,6%. Tín đồ Hồi giáo chiếm 4,9% tổng dân số và các tôn giáo khác (như Do Thái giáo, Phật giáo và Ấn Độ giáo) chiếm 1,1% còn lại.
Theo phỏng vấn chuyên sâu độc lập của Đại học Radboud và Đại học Vrije Amsterdam vào năm 2006, 34% người Hà Lan được xác định là tín đồ Kitô giáo, đến năm 2015 giảm xuống còn gần 25% dân số trung thành với một giáo phái Kitô (11,7% Công giáo La Mã, 8,6% Giáo hội Tin Lành Hà Lan, 4,2% các giáo phái Kitô nhỏ khác), 5% là người Hồi giáo và 2% trung thành với Ấn Độ giáo hay Phật giáo, khoảng 67,8% dân số vào năm 2015 không liên kết tôn giáo, tăng từ 61% vào năm 2006, 53% vào năm 1996, 43% vào năm 1979 và 33% vào năm 1966. SCP dự tính số lượng người Hà Lan không liên kết tôn giáo đạt 72% vào năm 2020.
Hiến pháp Hà Lan đảm bảo quyền tự do trong giáo dục, nghĩa là toàn bộ các trường học tôn trọng tiêu chuẩn chất lượng chung đều được nhận tài trợ như nhau của chính phủ. Điều này bao gồm các trường học dựa trên các nguyên tắc tôn giáo thuộc các nhóm tôn giáo (đặc biệt là Công giáo La Mã và các nhóm Tin Lành). Ba chính đảng trong Quốc hội Hà Lan là dựa trên đức tin Kitô. Một số ngày lễ tôn giáo Kitô là ngày nghỉ lễ quốc gia (Giáng sinh, Phục sinh, Hiện xuống và Thăng thiên). Vào cuối thế kỷ 19, thuyết vô thần bắt đầu nổi lên khi chủ nghĩa thế tục, chủ nghĩa tự do và chủ nghĩa xã hội phát triển; trong thập niên 1960 và 1970 Tin Lành và Công giáo bắt đầu suy thoái đáng kể. Tuy nhiên, Hồi giáo phát triển đáng kể do nhập cư, và kể từ năm 2000 có sự gia tăng nhận thức về tôn giáo, chủ yếu là do chủ nghĩa Hồi giáo cực đoan..
Theo một nghiên cứu vào tháng 12 năm 2014 của Đại học VU Amsterdam thì lần đầu tiên số người theo thuyết vô thần (25%) đông hơn người theo thuyết hữu thần (17%) tại Hà Lan. Đa số dân chúng theo thuyết bất khả tri (31%) hoặc chút ít (27%).

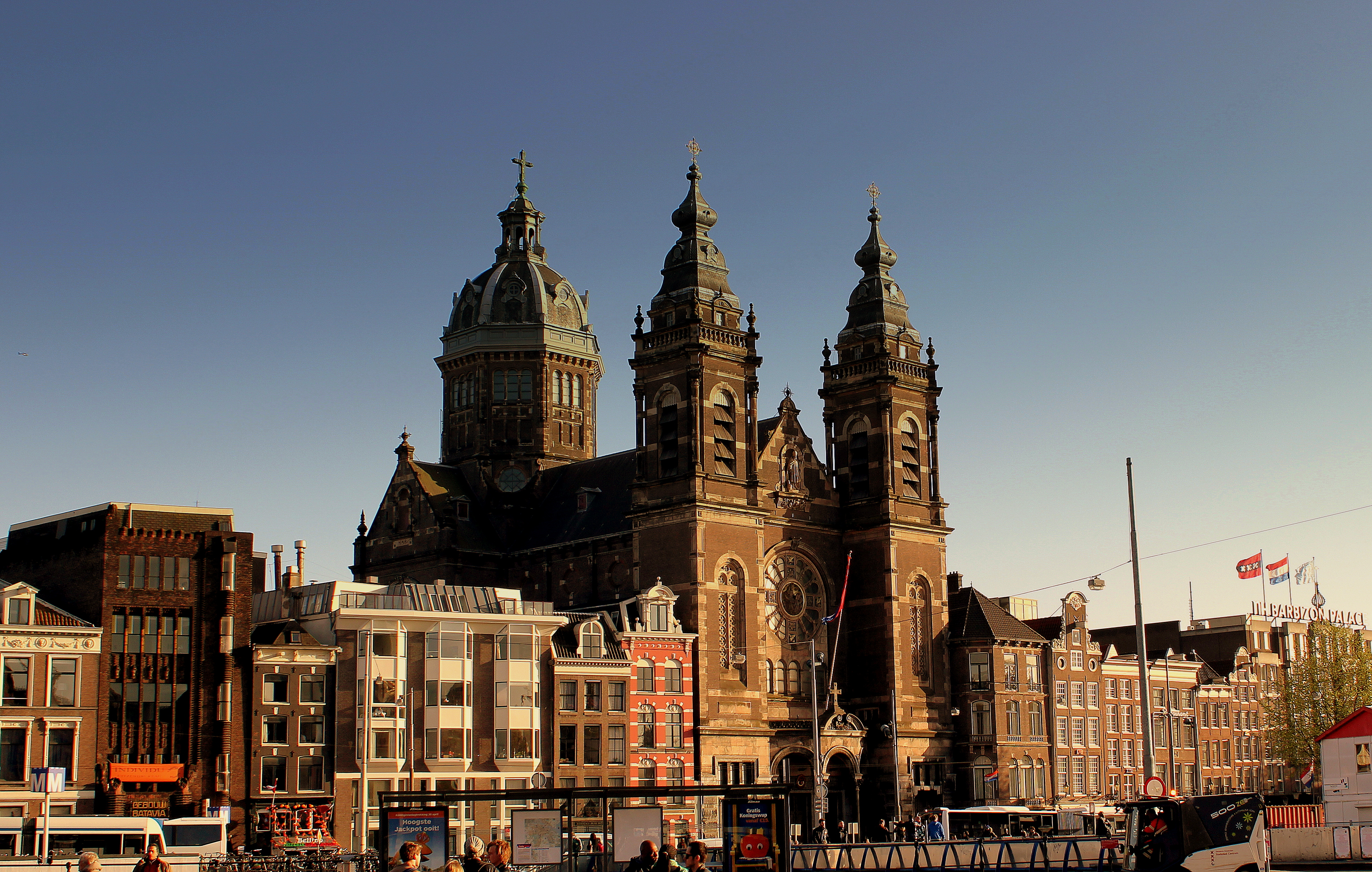
Vương cung thánh đường Thánh Nicholas tại Amsterdam

Năm 2015, đại đa số cư dân Hà Lan (82%) cho biết họ chưa từng hoặc gần như chưa từng đến nhà thờ, và 59% nói rằng họ chưa từng đến nhà thờ dưới bất kể hình thức nào. Trong số những người được hỏi, 24% nhận mình là người vô thần, tăng 11% so với nghiên cứu vào năm 2006. Sự gia tăng dự tính về tính tinh thần (ietsisme) sẽ ngưng lại theo nghiên cứu vào năm 2015. Năm 2006, 40% số người trả lời tự nhận có tinh thần, đến năm 2015 con số này giảm còn 31%. Số lượng người tin vào sự tồn tại của một quyền lực bề trên giảm từ 36% xuống 28% trong cùng giai đoạn.
Kitô giáo hiện là tôn giáo lớn nhất tại Hà Lan. Các tỉnh Noord-Brabant và Limburg có truyền thống mạnh mẽ tin theo Công giáo La Mã, và một số cư dân tại đó vẫn nhìn nhận Giáo hội Công giáo là nền tảng cho bản sắc văn hoá của họ. Tin Lành tại Hà Lan bao gồm một số giáo hội, lớn nhất trong số đó là Giáo hội Tin Lành Hà Lan (PKN), đây là một giáo hội thống nhất có định hướng Cải cách và Luther. Giáo hội này được thành lập vào năm 2004 với việc hợp nhất Giáo hội Cải cách Hà Lan, Các giáo hội Cải cách tại Hà Lan và một giáo hội Luther nhỏ hơn. Một số giáo hội Cải cách chính thống và tự do không hợp nhất với PKN. Mặc dù tín đồ Kitô giáo nay là thiểu số tại Hà Lan, song Hà Lan có một vành đai Kinh Thánh từ Zeeland đến phần phía bắc của tỉnh Overijssel, tại đó các đức tin Tin Lành (đặc biệt là Cải cách) vẫn mạnh mẽ, và thậm chí chiếm đa số tại các hội đồng tự quản.
Hồi giáo là tôn giáo lớn thứ nhì tại Hà Lan, và vào năm 2012 tôn giáo này có khoảng 825.000 tín đồ (5% dân số). Số lượng người Hồi giáo bắt đầu gia tăng từ năm 1960 do có lượng lớn công nhân di cư. Con số này bao gồm di dân từ các cựu thuộc địa Hà Lan như Suriname và Indonesia, song chủ yếu là công nhân di cư từ Thổ Nhĩ Kỳ và Maroc. Trong thập niên 1990, người Hồi giáo tị nạn đến từ các quốc gia như Bosnia và Herzegovina, Iran, Iraq, Somalia và Afghanistan.
Các tôn giáo khác chiếm khoảng 6% dân chúng Hà Lan. Ấn Độ giáo có khoảng 215.000 tín đồ, hầu hết là người Suriname gốc Ấn Độ. Ngoài ra, còn có số lượng đáng kể người nhập cư theo Ấn Độ giáo đến từ Ấn Độ và Sri Lanka, và một số tín đồ phương Tây của các phong trào tôn giáo mới có định hướng Ấn Độ giáo như Hare Krishna. Hà Lan có khoảng 250.000 tín đồ Phật giáo hoặc những người gắn bó mạnh mẽ với tôn giáo này, nhiều người thuộc dân tộc Hà Lan. Có khoảng 45.000 người Do Thái tại Hà Lan.

### Giáo dục

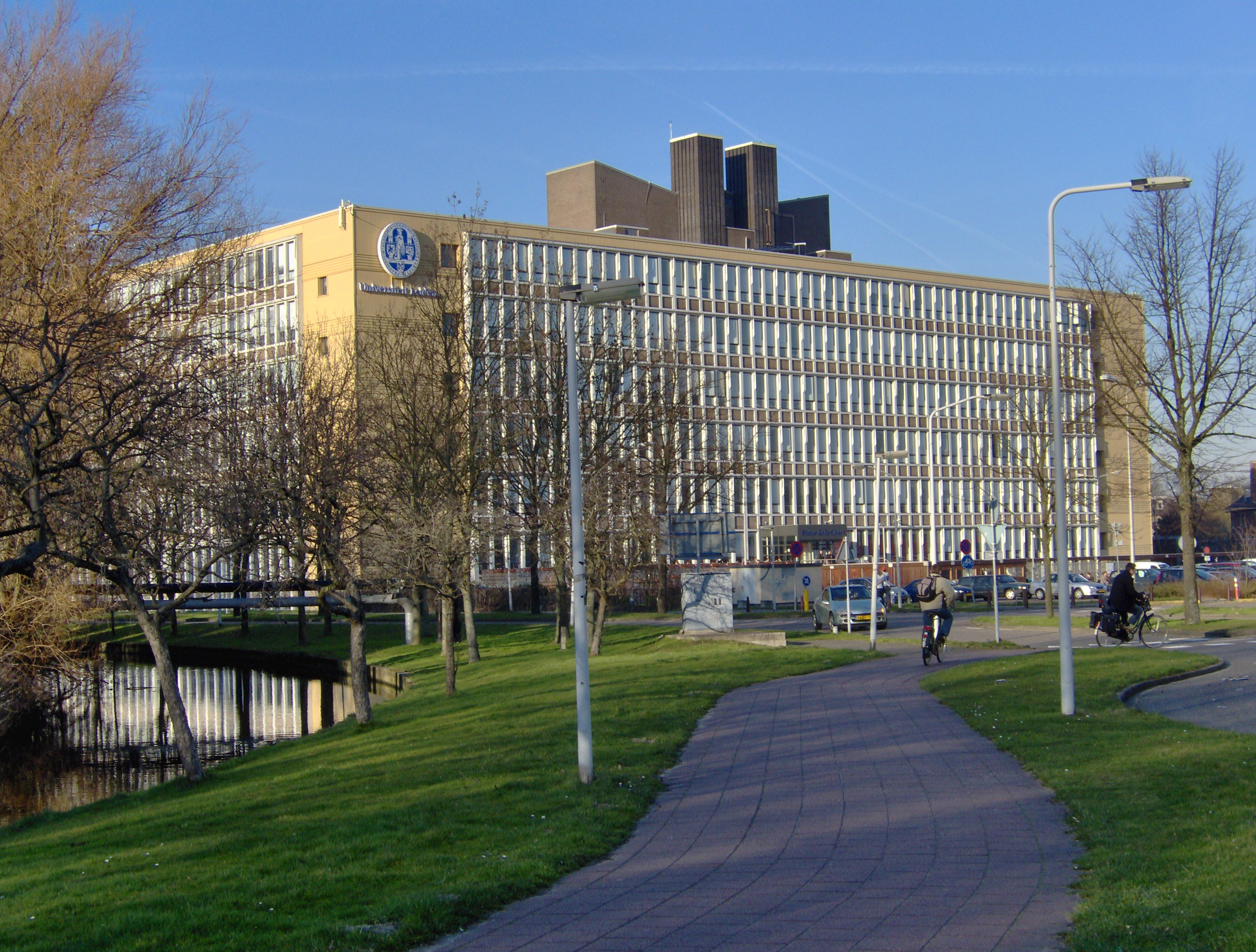
Một toà nhà của Đại học Leiden

Giáo dục tại Hà Lan có tính chất nghĩa vụ đối với trẻ từ 5 đến 15 tuổi. Toàn bộ trẻ em tại Hà Lan thường theo học tiểu học từ 4 đến 12 tuổi. Tiểu học gồm có tám năm, và dựa trên một bài kiểm tra năng lực, khuyến nghị của giáo viên năm lớp tám và ý kiến của cha mẹ hoặc người giám hộ học sinh, sẽ có một lựa chọn về một trong ba hướng giáo dục trung học (sau khi hoàn thành một chương trình, học sinh vẫn có thể tiếp tục vào năm áp chót của chương trình kế tiếp):
- Voorbereidend middelbaar beroepsonderwijs (VMBO) có bốn bậc học và chia thành một vài mức. Người hoàn thành VMBO với mức độ nghề nghiệp thấp được cấp quyền theo học MBO. MBO là một hình thức giáo dục chủ yếu tập trung vào giảng dạy một nghề nghiệp thực tiễn, hoặc một bằng nghề nghiệp. Với bằng MBO, sinh viên có thể nộp đơn theo học HBO.
- Hoger algemeen voortgezet onderwijs (HAVO) gồm năm bậc học và cho phép nhập học HBO. HBO là các trường đại học giáo dục nghề nghiệp (khoa học ứng dụng) cấp bằng cử nhân chuyên nghiệp; tương tự như các bằng bách khoa. Một bằng HBO cho phép tiếp cận hệ thống đại học.
- Voorbereidend wetenschappelijk onderwijs (VWO) (gồm atheneum và gymnasium) có 6 năm học và chuẩn bị cho học tập tại một đại học (nghiên cứu).

Các đại học cung cấp chương trình cử nhân ba năm, tiếp theo là chương trình thạc sĩ 1-3 năm, sau đó có thể theo một chương trình tiến sĩ bốn năm. Các ứng cử viên tiến sĩ tại Hà Lan thường là nhân viên không biên chế của một đại học. Toàn bộ các đại học tại Hà Lan do nhà nước sở hữu và điều hành, và có một khoảng học phí khoảng 2.000 euro mỗi năm đối với sinh viên đến từ Hà Lan và Liên minh châu Âu.
Giáo dục bậc đại học tại Hà Lan gồm hai loại hình thể chế là các đại học khoa học ứng dụng (HBO) dành cho những người tốt nghiệp HAVO, VWO và MBO, và các đại học nghiên cứu (universiteiten; WO) chỉ dành cho những người tốt nghiệp VWO và HBO (bao gồm tốt nghiệp HBO propaedeuse). HBO bao gồm các thể chế tổng hợp hoặc các thể chế chuyên về một lĩnh vực cụ thể, như nông nghiệp, nghệ thuật thị giác và trình diễn, hoặc đào tạo giáo dục, trong khi Wo gồm 12 đại học tổng hợp cùng ba đại học kỹ thuật.
Kể từ tháng 9 năm 2002, hệ thống giáo dục bậc đại học tại Hà Lan được tổ chức theo một hệ thống ba chu kỳ gồm cử nhân, thạc sĩ và tiến sĩ, nhằm thích hợp và tiêu chuẩn hoá giảng dạy trong cả HBO và WO theo tiến trình Bologna. Trong cùng thời gian, hệ thống ECTS được chấp thuận làm cách thức định lượng khối lượng công việc của sinh viên. Bất chấp những thay đổi này, hệ thống lưỡng thể có khác biệt giữa giáo dục định hướng nghiên cứu và giáo dục bậc cao định hướng nghề nghiệp vẫn tồn tại trên thực tế. Chương trình tiến sĩ chỉ được cung cấp từ các đại học nghiên cứu, quá trình nghiên cứu sinh tiến sĩ được gọi là "thăng cấp" (promotie). Bằng tiến sĩ chủ yếu là một bằng nghiên cứu, một luận văn dựa trên nghiên cứu gốc cần phải được viết và bảo vệ công khai. Nghiên cứu này thường được tiến hành khi họ làm việc tại một trường đại học với vị thế promovendus (trợ lý nghiên cứu).

### Y tế

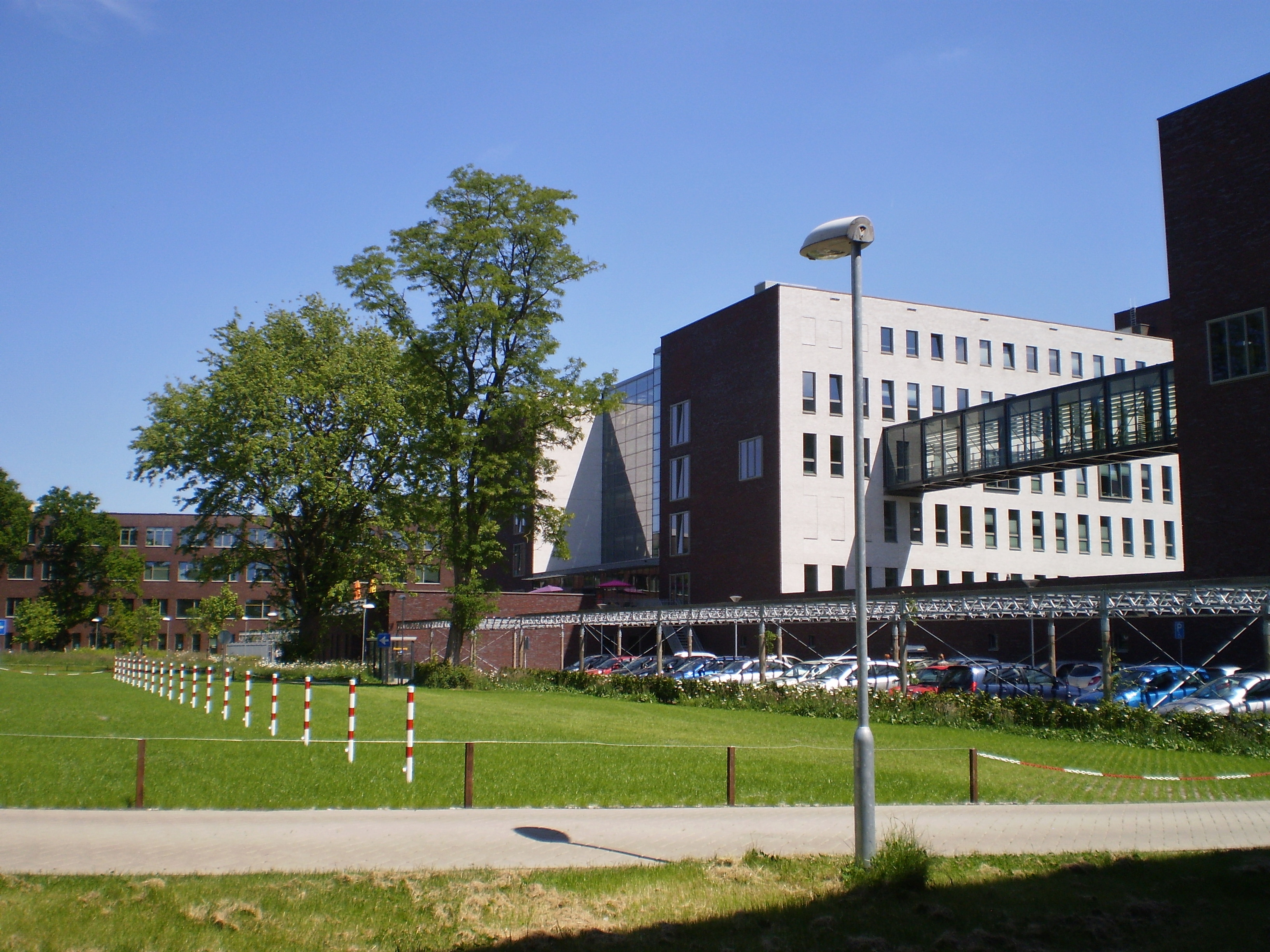
Một bệnh viện cong tại Amersfoort, tỉnh Utrecht

Năm 2016, Hà Lan duy trì vị trí số một trong Chỉ số người thụ hưởng y tế châu Âu (EHCI), là chỉ số so sánh các hệ thống y tế tại châu Âu. Hà Lan thuộc ba quốc gia đầu tiên trong các báo cáo công bố kể từ năm 2005. Trong số 48 tiêu chí như quyền lợi, thông tin, khả năng tiếp cận và kết quả, Hà Lan đảm bảo vị trí đứng đầu trong sáu năm liên tục. Hà Lan xếp thứ nhất trong một nghiên cứu vào năm 2009 về so sánh các hệ thống y tế của Hoa Kỳ, Úc, Canada, Đức và New Zealand.
Hầu hết bệnh viện tại Hà Lan do tư nhân điều hành, thuộc các tổ chức phi lợi nhuận, song hầu hết nhà cung cấp bảo hiểm y tế là các công ty vì lợi nhuận. Có khoảng 90 tổ chức bệnh viện tại Hà Lan, một số điều hành nhiều bệnh viện trên thực tế, thường là do hợp nhất các bệnh viện độc lập vào trước đó. Hà Lan có một mạng lưới 160 trung tâm chăm sóc sơ cấp cấp tính luôn mở cửa, do vậy mọi người có thể tiếp cận dễ dàng. Phân tích của Viện Quốc gia về Y tế công cộng và Môi trường Hà Lan cho thấy rằng 99,8% cư dân có thể được vận chuyển đến một đơn vị cấp cứu hoặc bệnh viện cung cấp sản khoa cấp cứu trong vòng 45 phút vào năm 2015.
Kể từ khi có một cuộc cải cách lớn về hệ thống y tế vào năm 2006, hệ thống của Hà Lan nhận được thêm nhiều điểm mỗi năm. Theo HCP (Health Consumer Powerhouse), Hà Lan có 'một hệ thống lộn xộn', nghĩa là bệnh nhân có mức độ tự do lớn về nơi mua bảo hiểm y tế, cho đến nơi họ nhận dịch vụ y tế. Tuy nhiên khác biệt giữa Hà Lan và các quốc gia khác chính là sự hỗn loạn này được quản lý. Các quyết định y tế được tiến hành thông qua đối thoại giữa bệnh nhân và chuyên gia y tế.
Bảo hiểm y tế tại Hà Lan là điều bắt buộc. Y tế tại Hà Lan được bao phủ bởi hai hình thức bảo hiểm luật định: Zorgverzekeringswet (Zvw), thường gọi là "bảo hiểm cơ bản", bao gồm chăm sóc y tế thông thường. Algemene Wet Bijzondere Ziektekosten (AWBZ) bao gồm điều dưỡng và chăm sóc y tế dài hạn. Trong khi cư dân Hà Lan được tự động nhận bảo hiểm AWBZ từ chính phủ, thì mọi người phải mua bảo hiểm y tế cơ bản cho mình (basisverzekering), ngoại trừ những người dưới 18 được tự động gắn liền theo tiền đóng bảo hiểm của cha mẹ.
Y tế tại Hà Lan có thể chia thành một vài cách thức: Ba cấp bậc là chăm sóc y tế thân thể và tinh thần, 'điều trị' (ngắn hạn), 'chăm sóc' (dài hạn). Các bác sĩ gia đình (huisartsen, có thể so sánh với bác sĩ đa khoa) tạo thành bộ phận lớn nhất của cấp bậc đầu tiên. Tham khảo một thành viên trong cấp đầu tiên là điều bắt buộc để tiếp cận cấp thứ hai và thứ ba. Hệ thống chăm sóc y tế Hà Lan khá hiệu quả so với các quốc gia phương Tây khác song không phải là có hiệu quả chi phí nhất.
Y tế tại Hà Lan là một hệ thống kép, có hiệu lực từ tháng 1 năm 2006. Điều trị dài hạn, đặc biệt là các bệnh liên quan đến nằm viện bán thường xuyên, và các chi phí tàn tật như xe lăn, được che phủ bởi một loại bảo hiểm bắt buộc do nhà nước kiểm soát. Điều này được quy định trong Algemene Wet Bijzondere Ziektekosten ("Luật tổng quát về Chi phí y tế đặc biệt") có hiệu lực lần đầu vào năm 1968. Năm 2009, loại bảo hiểm này chi trả 27% tổng chi phí chăm sóc y tế. Đối với toàn bộ điều trị y tế ngắn hạn, có một hệ thống bảo hiểm y tế bắt buộc, với các công ty bảo hiểm y tế tư nhân. Các công ty bảo hiểm y tế này buộc phải cung cấp một gói được định rõ các điều trị được bảo hiểm. Loại bảo hiểm này chi trả 41% toàn bộ phí tổn chăm sóc y tế trên toàn quốc. Các nguồn chi trả y tế khác là thuế (14%), chi trả tiền mặt (9%), các gói bảo hiểm y tế tự nguyện (4%) và các nguồn khác (4%). Khả năng chi trả được đảm bảo thông qua một hệ thống các khoản trợ cấp liên quan đến thu nhập và tiền đóng bảo hiểm cá nhân liên quan đến thu nhập do cá nhân và giới chủ chi trả.

## Văn hoá
Hà Lan là quốc gia của các triết gia Erasmus thành Rotterdam và Spinoza. Toàn bộ các tác phẩm chính của Descartes được thực hiện tại Hà Lan. Nhà khoa học Hà Lan Christiaan Huygens (1629–1695) khám phá vệ tinh Titan của Sao Thổ và là nhà vật lý học đầu tiên sử dụng các công thức toán học. Antonie van Leeuwenhoek là người đầu tiên quan sát và mô tả sinh vật đơn bào bằng một kính hiển vi. Kiến trúc truyền thống Hà Lan đặc biệt có giá trị tại Amsterdam, Delft và Leiden, với các toà nhà từ thế kỷ 17 và 18 dọc theo các kênh. Kiến trúc làng nhỏ với các nhà bằng gỗ hiện diện tại Zaandam và Marken. Cối xay gió, hoa tulip, guốc gỗ, pho mát, đồ gốm Delft, và cần sa nằm trong số những vật thể được du khách liên tưởng với Hà Lan.
Hà Lan có lịch sử lâu dài về khoan dung xã hội và nay được nhìn nhận là một quốc gia tự do, xét về chính sách ma tuý của nước này và việc họ hợp pháp hoá an tử. Năm 2001, Hà Lan trở thành quốc gia đầu tiên hợp pháp hoá hôn nhân đồng giới. Hà Lan có danh tiếng là quốc gia đi đầu về quản lý môi trường và dân cư. Năm 2015, Amsterdam và Rotterdam lần lượt đứng thứ 4 và thứ 5 trong chỉ số thành phố thành phố bền vững Arcadis. Tính bền vững là một khái niệm quan trọng đối với người Hà Lan, mục tiêu của chính phủ Hà Lan là có một hệ thống năng lượng bền vững, đáng tin cậy và giá cả phải chăng đến năm 2050, khi đó phát thải CO2 sẽ giảm một nửa và 40% điện năng đến từ các nguồn bền vững. Chính phủ đang đầu tư hàng tỉ euro vào tính hiệu quả năng lượng, năng lượng bền vững và giảm phát thải CO2. Vương quốc cũng khuyến khích các công ty Hà Lan xây dựng các hạ tầng bền vững, với hỗ trợ tài chính của nhà nước cho các công ty hoặc cá nhân hoạt động trong việc biến quốc gia trở nên bền vững hơn.

### Mỹ thuật

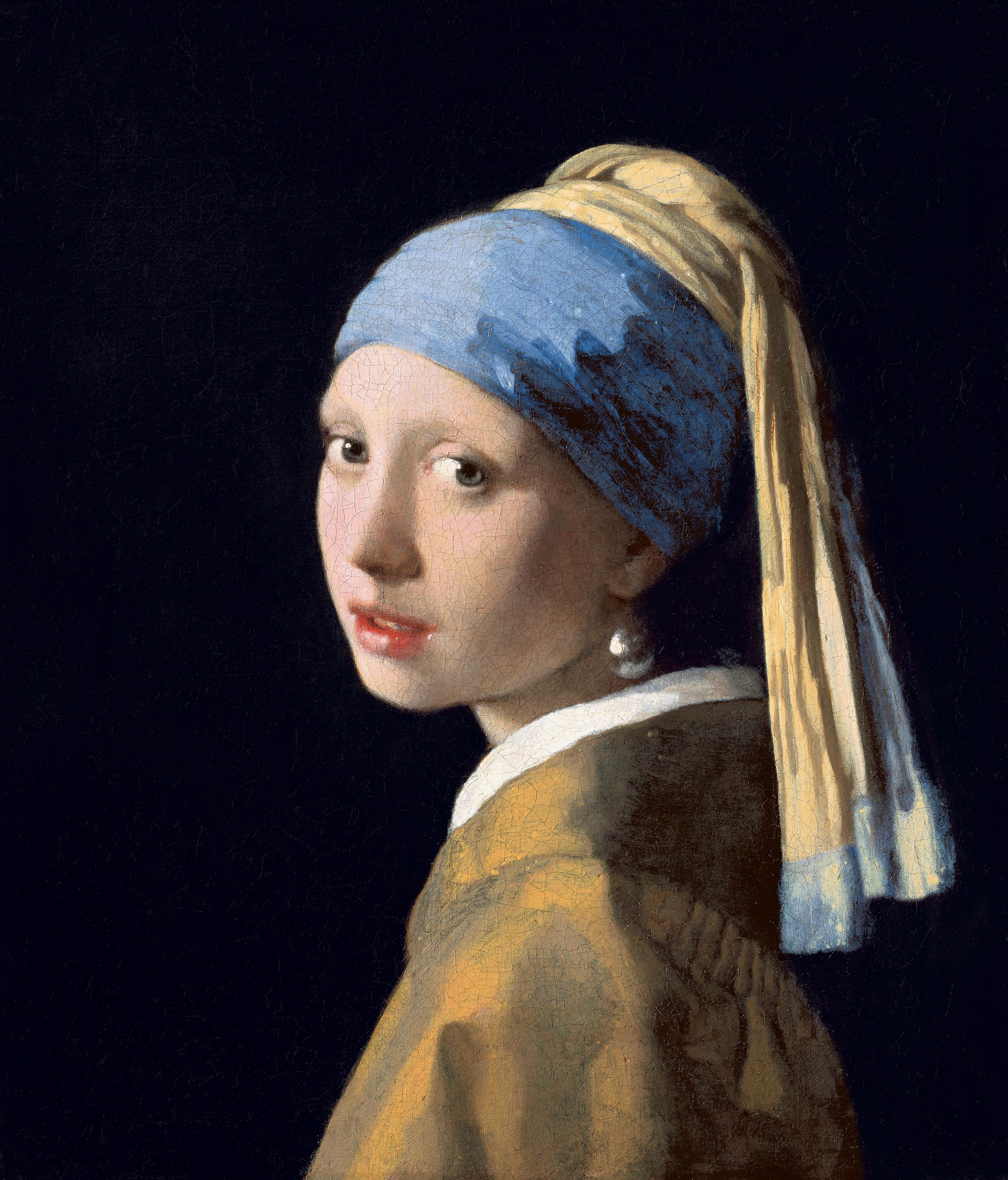
Cô gái đeo hoa tai ngọc trai của Johannes Vermeer

Hội họa Thời kỳ hoàng kim Hà Lan nằm vào hàng được tôn vinh nhất thế giới đương thời, trong thế kỷ 17. Đây là thời của "các bậc thầy Hà Lan" như Rembrandt van Rijn, Johannes Vermeer, Jan Steen, Jacob van Ruisdael. Rembrandt thường được nhận định là một trong các nghệ sĩ thị giác vĩ đại nhất trong lịch sử, các tác phẩm của ông mô tả đa dạng về phong cách và chủ đề, từ chân dung và tự hoạ đến phong cảnh, cảnh tượng kinh thánh hay thần thoại. Từ thập niên 1620, hội họa Hà Lan tách biệt dứt khoát khỏi phong cách Baroque để bước sang một phong cách miêu tả hiện thực hơn, quan tâm rất nhiều đến thế giới thực. Các loại tranh gồm có tranh lịch sử, chân dung, phong cảnh, cảnh đô thị, tĩnh vật và thể loại. Trong bốn loại tranh cuối nêu trên, các họa sĩ Hà Lan lập ra các phong cách được giới mỹ thuật châu Âu dựa vào trong hai thế kỷ sau đó. Các bức tranh tường có một ẩn ý đạo đức. Các chủ đề được ưa thích về phong cảnh Hà Lan là những đụn cát dọc theo bờ biển phía tây, các sông với các bãi cỏ liền kề rộng rãi và là nơi chăn gia súc, và thường có một bóng hình thành phố ở phía xa. Thời kỳ hoàng kim không bao giờ khôi phục được từ sau khi Pháp xâm chiếm vào năm 1672, song có một giai đoạn hoàng hôn kéo dài cho đến khoảng năm 1710.
Trường phái Haag xuất hiện vào khoảng lúc bắt đầu thế kỷ 19, thể hiện toàn bộ những gì tối nhất hoặc sáng nhất trong cảnh quan Hà Lan, những gì âm u nhất hoặc trong trẻo nhất trong khí quyển. Trường phái ấn tượng Amsterdam thịnh hành vào giữa thế kỷ 19, cùng thời kỳ với trường phái ấn tượng Pháp. Các họa sĩ dùng các nét vẽ nhanh và rõ để ghi dấu lên bức vẽ. Họ tập trung vào miêu tả sinh hoạt thường nhật của thành phố. Amsterdam cuối thế kỷ 19 là một trung tâm nhộn nhịp về mỹ thuật và văn học. Vincent van Gogh là một họa sĩ hậu ấn tượng, các tác phẩm của ông được chú ý vì vẻ đẹp thô, tính chân thật biểu cảm và màu sắc rõ nét, có ảnh hưởng sâu rộng đến mỹ thuật thế kỷ 20. Trong thế kỷ 20, Hà Lan sản sinh nhiều họa sĩ như Roelof Frankot, Salomon Garf, Pyke Koch. Khoảng năm 1905-1910, pha màu theo phép xen kẽ phát triển thịnh vượng. Từ năm 1911 đến năm 1914, toàn bộ các phong trào mỹ thuật mới nhất lần lượt truyền đến Hà Lan, bao gồm trường phái lập thể, trường phái vị lai và trường phái biểu hiện. Sau Chiến tranh thế giới thứ nhất, De Stijl (phong cách) được dẫn dắt bởi Piet Mondrian và xúc tiến mỹ thuật thuần tuý, chỉ bao gồm các đường dọc và ngang, sử dụng các màu cơ bản.

### Kiến trúc

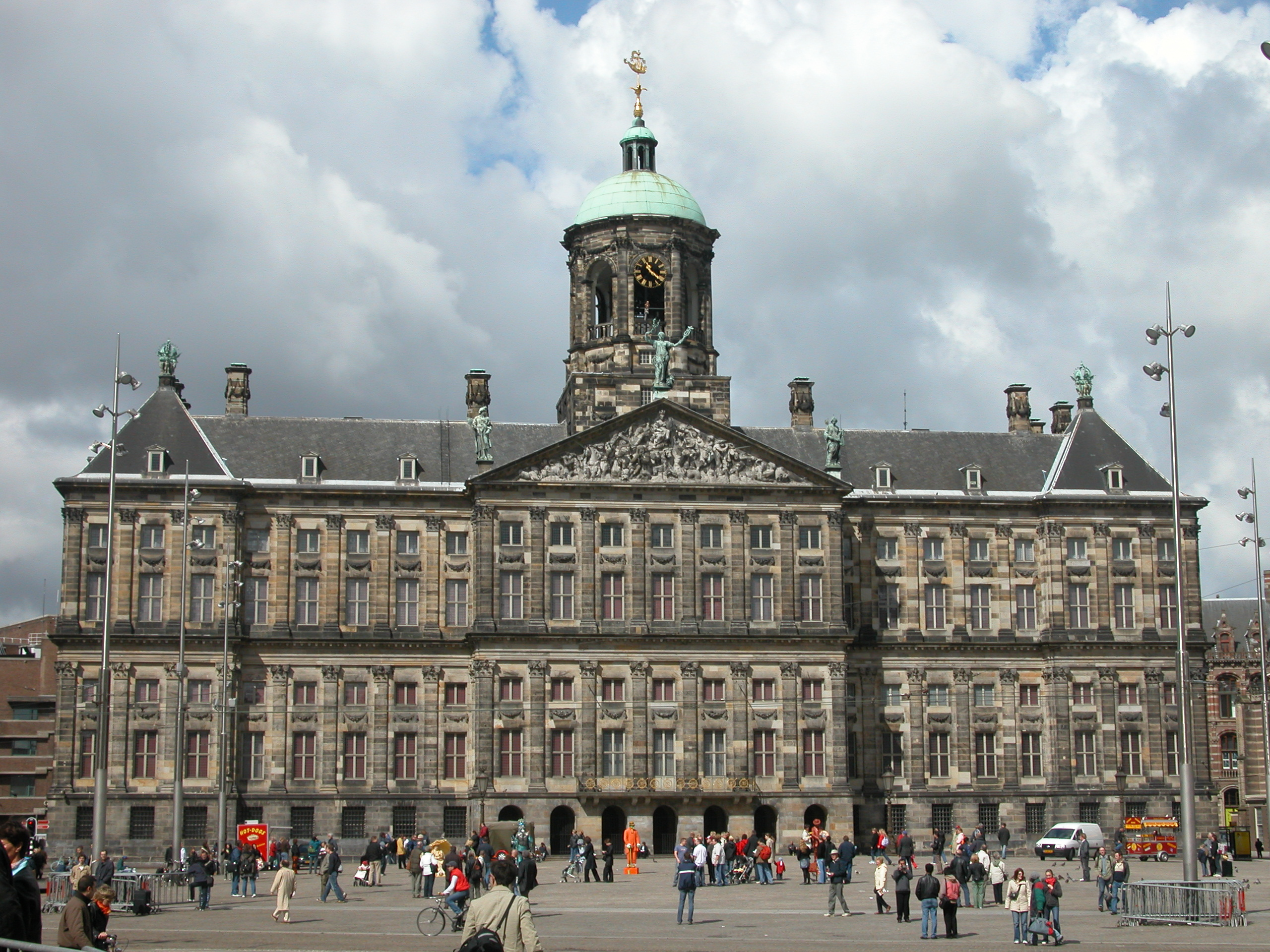
Koninklijk Paleis (Cung điện Hoàng gia) do Jacob van Campen thiết kế

Trong Thời kỳ hoàng kim Hà Lan vào thế kỷ 17, do kinh tế thịnh vượng nên các thành phố được mở mang rất nhiều. Các toà thị chính và nhà kho mới được xây dựng, và nhiều kênh đào mới được hình thành trong và quanh các thành phố như Delft, Leiden và Amsterdam để nhằm mục đích phòng thủ và vận chuyển. Nhiều thương gia giàu có sở hữu một ngôi nhà mới dọc các kênh đào này, các ngôi nhà này thường rất hẹp và có mặt tiền được trang trí nhằm thích hợp với địa vị mới của gia chủ. Nguyên nhân khiến các ngôi nhà này hẹp là do bị đánh thuế chiều rộng mặt tiền. Kiến trúc của nền cộng hoà đầu tiên tại phía bắc châu Âu ghi dấu với tính nhã nhặn và giản dị, và là phương thức phản ánh các giá trị dân chủ. Nhìn chung, kiến trúc tại các Vùng đất thấp, cả tại miền nam chịu ảnh hưởng của phản cải cách và miền bắc do Tin Lành chi phối, vẫn đầu tư mạnh mẽ vào các dạng phục hưng và kiểu cách của miền bắc Ý. Dạng mộc mạc hơn được tiến hành tại Cộng hoà Hà Lan rất phù hợp đối với các mô hình xây dựng lớn: Các cung điện cho Nhà Oranje và các toà nhà dân sự mới, không chịu ảnh hưởng từ phong cách phản cải cách đang tạo ra một số tiến bộ tại Antwerpen. Đến cuối thế kỷ 19, có một dòng Tân Goth đáng chú ý hoặc Phục hưng Goth trong các kiến trúc nhà thờ cũng như công cộng, đáng chú ý là Pierre Cuypers, ông lấy cảm hứng từ kiến trúc sư người Pháp Viollet le Duc. Bảo tàng Rijksmuseum (1876–1885) và ga Amsterdam Centraal (1881–1889) nằm trong các toà nhà chính của ông.
Trong thế kỷ 20, các kiến trúc sư Hà Lan đóng vai trò dẫn đầu trong phát triển kiến trúc hiện đại. Ngoài kiến trúc duy lý đầu thế kỷ 20 của Berlage, là người thiết kế Beurs van Berlage, còn có ba nhóm riêng biệt khác phát triển trong thập niên 1920, mỗi nhóm có quan điểm riêng về phương hướng của kiến trúc hiện đại. Các kiến trúc sư theo trường phái biểu hiện như M. de Klerk and P.J. Kramer tại Amsterdam. Trường phái chức năng có Mart Stam, L.C. van der Vlugt, Willem Marinus Dudok và Johannes Duiker, họ có quan hệ tốt với nhóm theo chủ nghĩa tân thời quốc tế CIAM. Nhóm thứ ba xuất hiện từ phong trào De Stijl, trong số họ có J.J.P Oud và Gerrit Rietveld, hai người này về sau xây dựng theo một phong cách chức năng. Trong các thập niên 1950 và 1960, một thế hệ kiến trúc sư mới như Aldo van Eyck, J.B. Bakema và Herman Hertzberger, gọi là 'thế hệ Forum' (theo tạp chí Forum) hình thành một liên kết với các nhóm quốc tế như Team 10. Từ thập niên 1980 đến nay, Rem Koolhaas với hãng Office for Metropolitan Architecture (OMA) của ông trở thành một trong các kiến trúc sư hàng đầu thế giới. Cùng với ông, hình thành một thế hệ kiến trúc sư Hà Lan mới làm việc trong truyền thống hiện đại.

### Văn học

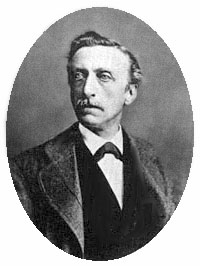
Multatuli tố cáo sự lạm dụng của chủ nghĩa thực dân tại Đông Ấn Hà Lan

Cho đến cuối thế kỷ 11, văn học Hà Lan giống như văn học tại những nơi khác của châu Âu vẫn hầu như là theo hình thức truyền khẩu bằng thể loại thơ. Trong thế kỷ 12 và 13, các nhà văn bắt đầu viết các truyện anh hùng kị sĩ và tiểu sử các thánh cho giới quý tộc. Từ thế kỷ 13, văn học trở nên mô phạm hơn và phát triển một đặc tính quốc gia sơ khai do nó được viết cho giai cấp tư sản. Văn học Hà Lan diễn ra một biến đổi khi kết thúc thế kỷ 13, các thị trấn vùng Vlaanderen nay thuộc Bỉ và vùng Holland nay thuộc Hà Lan trở nên thịnh vượng và một cách diễn đạt văn học khác bắt đầu. Khoảng năm 1440, các phường hội văn chương gọi là rederijkerskamers ("phòng tu từ học") xuất hiện và thường mang sắc thái của tầng lớp trung lưu. Những phòng sớm nhất trong số này hầu như hoàn toàn tham gia vào chuẩn bị các vở kịch tôn giáo và kịch thần bí cho nhân dân. Anna Bijns (khoảng 1494–1575) là một nhân vật quan trọng, ông viết bằng tiếng Hà Lan hiện đại. Cải cách Tin Lành xuất hiện trong văn học Hà Lan bằng một bộ sưu tập các bản dịch Thánh Vịnh vào năm 1540 và bằng một bản dịch Tân Ước vào năm 1566 sang tiếng Hà Lan. Nổi tiếng nhất trong số các nhà văn Hà Lan là nhà biên kịch và nhà thơ Công giáo Joost van den Vondel (1587–1679). Pieter Corneliszoon Hooft (1581-1647) là thành viên nổi bật nhất trong nhóm Muiderkring, viết các bài thơ mục đồng và trữ tình.
Vào cuối thế kỷ 18 và đầu thế kỷ 19, các Vùng đất thấp trải qua biến động lớn về chính trị, các nhà văn nổi bật trong giai đoạn này là Willem Bilderdijk (1756–1831), Hiëronymus van Alphen (1746–1803) và Rhijnvis Feith (1753–1824). Piet Paaltjens (bút danh của François Haverschmidt, 1835–1894) là một trong rất ít nhà thơ đáng đọc vào thế kỷ 19, là đại diện tại Hà Lan của lối viết lãng mạn với Heine là điển hình. Một phong trào mới mang tên Tachtigers hay "phong trào 80" theo thập kỷ nó xuất hiện. Multatuli viết về việc đối xử tồi với người bản địa tại thuộc địa Đông Ấn Hà Lan. Một trong các nhà văn lịch sử nổi tiếng nhất trong thế kỷ 20 là Johan Huizinga, được bên ngoài biết đến và được dịch sang các ngôn ngữ khác, tác phẩm của ông được liệt vào trong một vài danh sách bộ sách thiết yếu. Trong thập niên 1920, xuất hiện một nhóm nhà văn mới tách mình khỏi phong cách hoa mỹ của Phong trào 80, dẫn đầu là Nescio (J.H.F. Grönloh, 1882–1961). Trong Chiến tranh thế giới thứ hai, có Anne Frank (với nhật ký của cô bé), cùng nhà văn tiểu thuyết hình sự và nhà thơ Jan Campert. Các nhà văn sống qua sự tàn bạo của Chiến tranh thế giới thứ hai đã phản ánh trong tác phẩm của họ về thay đổi trong nhận chức thực tiễn. Nhiều người nhìn lại các trải nghiệm của họ theo cách Anne Frank đã làm trong nhật ký của cô bé, như trong trường hợp Het bittere kruid (cỏ đắng) của Marga Minco, và Kinderjaren (thời thơ ấu) của Jona Oberski. Sự phục hồi, trong lịch sử văn học được mô tả là "ontluisterend realisme" (chủ nghĩa hiện thực sửng sốt), chủ yếu có liên hệ với ba tác giả Gerard Reve, W.F. Hermans và Anna Blaman. Reve và Hermans thường được trích dẫn cùng với Harry Mulisch là ba tác giả lớn của văn học Hà Lan thời hậu chiến.

### Âm nhạc

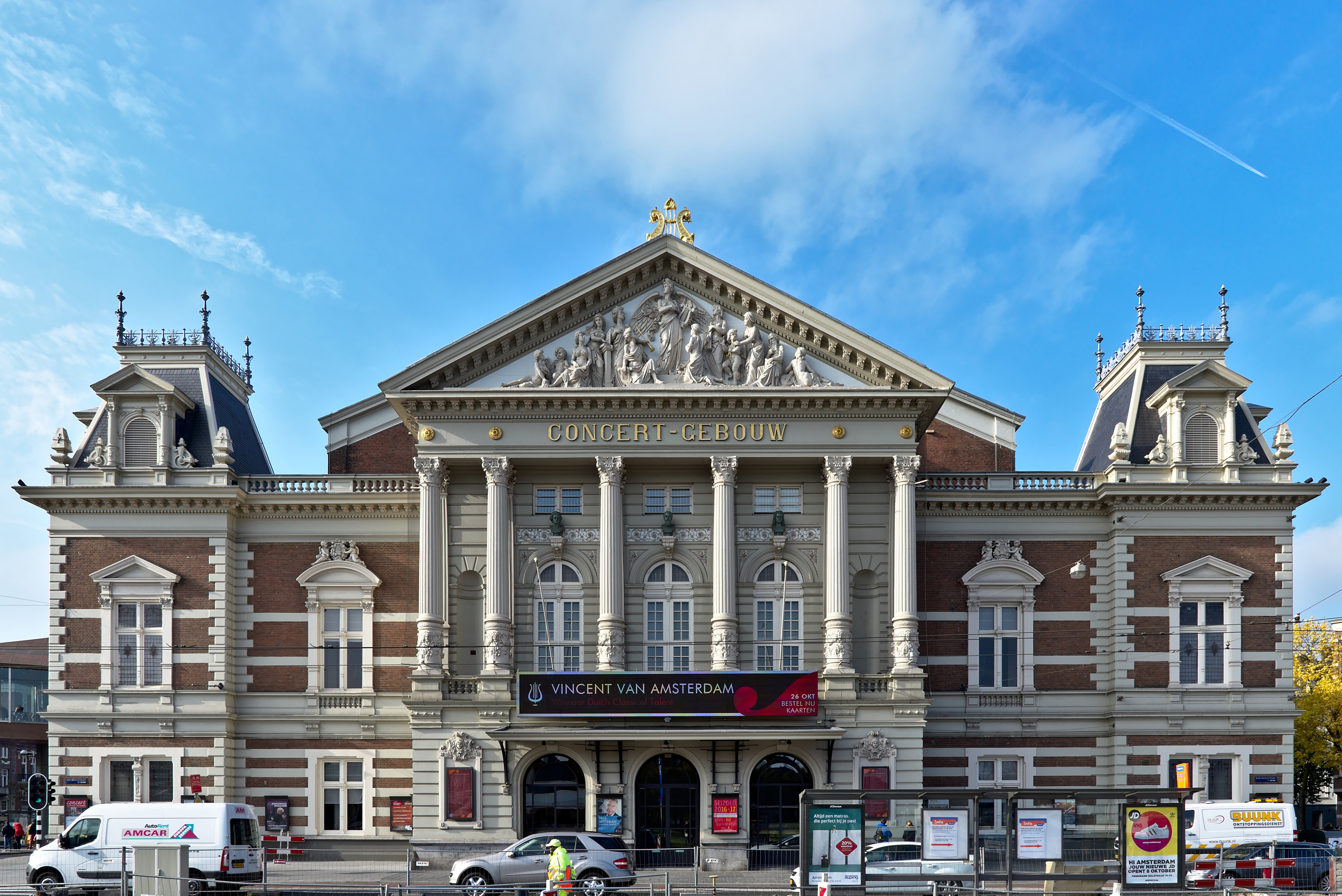
Phòng hoà nhạc Concertgebouw tại Amsterdam có từ thế kỷ 19

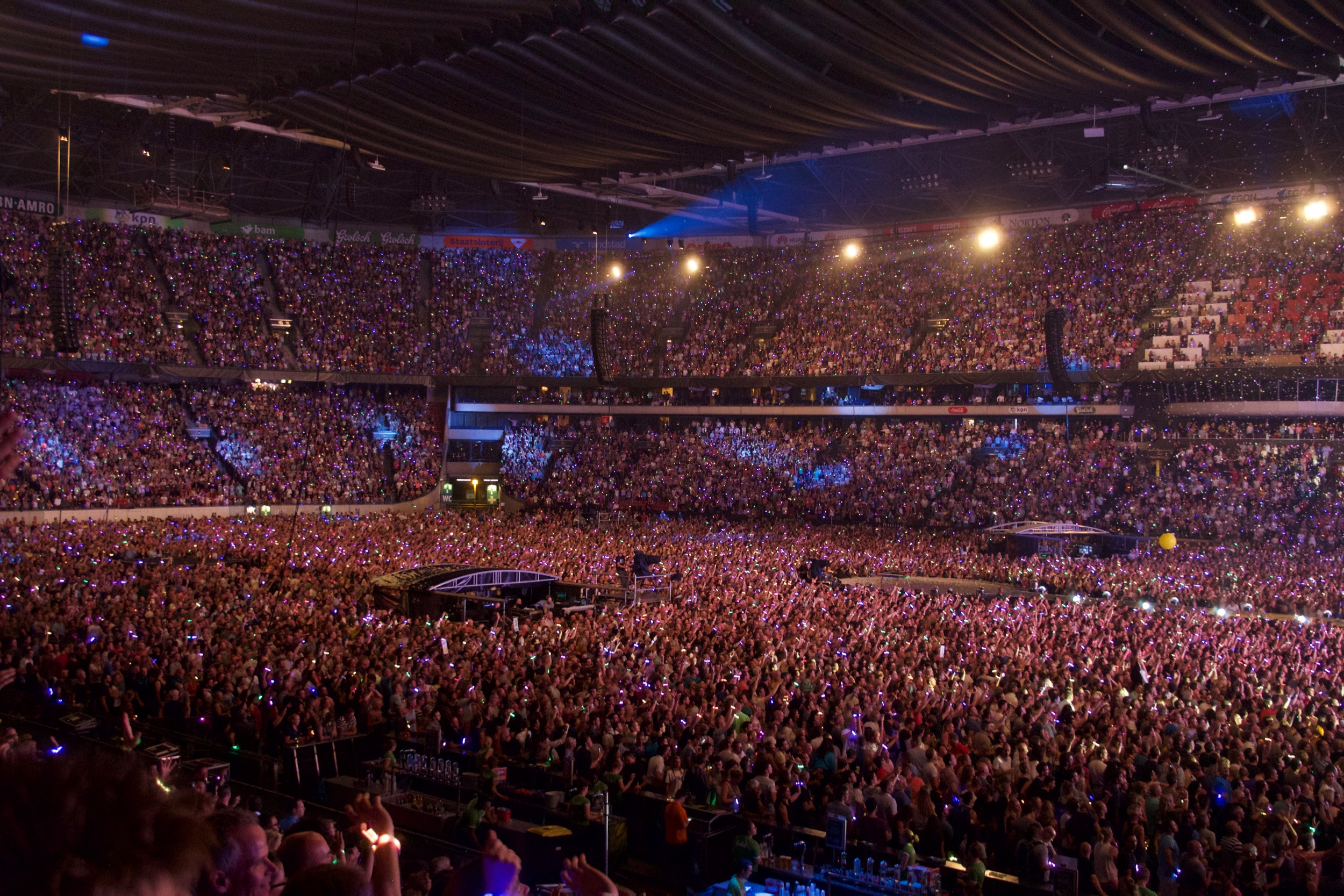
Johan Cruyff Arena là địa điểm hoà nhạc lớn nhất tại Hà Lan

Hà Lan có truyền thống âm nhạc đa dạng, âm nhạc truyền thống Hà Lan là một thể loại được gọi là "Levenslied", nghĩa là tiếng hát của đời sống, có đặc trưng là giai điệu và nhịp điệu đơn giản, với cấu trúc đơn giản trong các cặp câu và đoạn điệp khúc. Chủ đề có thể nhẹ nhàng, song thường sẽ là đa cảm và gồm có tình yêu, cái chết và nỗi cô đơn. Các nhạc cụ truyền thống như phong cầm và đàn thùng là một yếu tố chủ yếu trong âm nhạc levenslied, song vào những năm gần đây có nhiều nghệ sĩ cũng sử dụng synthesizer và guitar. Các nghệ sĩ trong thể loại này có thể kể đến như Jan Smit, Frans Bauer và André Hazes.
Nhạc rock và pop đương đại Hà Lan (Nederpop) có nguồn gốc từ thập niên 1960, nó chịu ảnh hưởng mạnh từ âm nhạc đại chúng Mỹ và Anh. Trong các thập niên 1960 và 1970, phần lời hầu hết viết bằng tiếng Anh và một số bài hát được trình diễn bằng nhạc cụ. Các ban nhạc như Shocking Blue, Golden Earring, Tee Set, George Baker Selection và Focus đạt được thành công ở tầm quốc tế. Đến thập niên 1980, ngày càng nhiều nhạc sĩ pop bắt đầu làm việc bằng tiếng Hà Lan, một phần là do được truyền cảm hứng từ thành công vang dội của ban nhạc Doe Maar. Ngày nay, nhạc rock và pop Hà Lan phát triển mạnh trong cả hai ngôn ngữ, một số nghệ sĩ cũng ghi âm bằng cả hai ngôn ngữ.
Các ban nhạc symphonic metal là Epica, Delain, ReVamp, The Gathering, Asrai, Autumn, Ayreon và Within Temptation cùng ca sĩ nhạc jazz và pop Caro Emerald có thành công ở tầm quốc tế. Các ban nhạc metal như Hail of Bullets, God Dethroned, Izegrim, Asphyx, Textures, Present Danger, Heidevolk và Slechtvalk là khách mời phổ biến tại các nhạc hội metal lớn nhất châu Âu. Các ngôi sao ca nhạc Hà Lan đương đại gồm có ca sĩ nhạc pop Anouk, ca sĩ nhạc country pop Ilse DeLange, ban nhạc dân gian hát bằng phương ngữ Nam Gelderland và Limburg Rowwen Hèze, ban nhạc rock BLØF và bộ đôi Nick & Simon.
Vào đầu thập niên 1990, các nghệ sĩ nhạc house Hà Lan và Bỉ cùng tiến hành dự án Eurodance 2 Unlimited. Họ bán được 18 triệu bản, hai ca sĩ trong ban nhạc là các nghệ sĩ âm nhạc Hà Lan thành công nhất cho đến nay. Các ban nhạc Hà Lan khác thành công quốc tế là 2 Brothers On The 4th Floor và Vengaboys. Vào giữa thập niên 1990, nhạc rap và hip hop tiếng Hà Lan (Nederhop) cũng thăng hoa và trở nên phổ biến tại Hà Lan và Bỉ. Các nghệ sĩ có nguồn gốc Bắc Phi, Caribe hoặc Trung Đông có ảnh hưởng mạnh trong thể loại này.
Kể từ thập niên 1990, nhạc dance điện tử Hà Lan (EDM) trở nên phổ biến rộng rãi trên thế giới với nhiều dạng như trance, techno và gabber hay hardstyle. Một số DJ vào hàng nổi tiếng nhất thế giới tới từ Hà Lan, như Armin van Buuren, Tiësto, Hardwell, Martin Garrix, Nicky Romero và Afrojack; bốn người đầu tiên kể trên nằm vào hàng giỏi nhất thế giới theo DJ Mag Top 100 DJs. Các DJ cũng đóng góp cho nhạc pop dòng chính do họ thường xuyên cộng tác và sản xuất cho các nghệ sĩ quốc tế nổi tiếng. Amsterdam Dance Event (ADE) là nhạc hội điện tử hàng đầu thế giới và là lễ hội câu lạc bộ lớn nhất đối với nhiều phân loại điện tử.
Về âm nhạc cổ điển, Jan Sweelinck được đánh giá là nhà soạn nhạc Hà Lan nổi tiếng nhất, còn Louis Andriessen nằm trong số các nhà soạn nhạc cổ điển người Hà Lan nổi tiếng nhất đang sống. Ton Koopman là một nhạc trưởng, nghệ sĩ đàn ống và harpsichord người Hà Lan, đồng thời là giáo sư Trường Âm nhạc Hoàng gia Den Haag. Các nghệ sĩ vĩ cầm nổi tiếng là Janine Jansen và André Rieu. André Rieu cùng với Dàn nhạc Johann Strauss của ông trình diễn trong các cuộc lưu diễn hoà nhạc trên toàn cầu, quy mô và doanh thu của chúng có thể sánh với các màn biểu diễn nhạc rock và pop lớn nhất thế giới. Tác phẩm cổ điển Hà Lan nổi tiếng nhất là "Canto Ostinato" của Simeon ten Holt, một tác phẩm giản lược cho các nhạc cụ đa chức năng. Nghệ sĩ đàn hạc Lavinia Meijer vào năm 2012 phát hành một tuyển tập với các tác phẩm của Philip Glass được bà chuyển đổi cho đàn hạc. Concertgebouw (hoàn thành vào năm 1888) tại Amsterdam là cứ điểm của Dàn nhạc Concertgebouw Hoàng gia, được cho là một trong các dàn nhạc hay nhất thế giới.

### Điện ảnh
Phim đầu tiên của Hà Lan là phim hài hề tếu Gestoorde hengelaar (1896) của M.H. Laddé.. Mặc dù ngành phim Hà Lan tương đối nhỏ, song có một số giai đoạn tích cực khi ngành làm phim Hà Lan thịnh vượng. Giai đoạn bùng nổ đầu tiên đến vào Chiến tranh thế giới thứ nhất, khi Hà Lan là một trong các quốc gia trung lập. Các xưởng phim như Hollandia sản xuất một loạt phim truyện. Một làn sóng thứ thì xuất hiện trong thập niên 1930, khi việc xuất hiện phim nói dẫn đến những lời kêu gọi sản xuất phim nói tiếng Hà Lan, kết quả là bùng nổ về sản xuất. Để thích ứng với sự phát triển nhanh chóng, ngành phim Hà Lan trông cậy vào những người ngoại quốc có kinh nghiệm về kỹ thuật phim âm thanh. Trong Chiến tranh thế giới thứ hai, ngành phim tư nhân Hà Lan gần như phải ngưng lại, tuy nhiên người Đức đã hỗ trợ nhiều phim tuyên truyền quy mô nhỏ với nội dung ủng hộ Đức Quốc xã.
Phim tài liệu Hà Lan nổi tiếng thế giới từ lâu, các đạo diễn Hà Lan nổi tiếng nhất có xuất phát điểm từ phim tài liệu, đặc biệt là những người bắt đầu sự nghiệp trước Chiến tranh thế giới thứ hai, như Joris Ivens và Bert Haanstra. Tuy nhiên, kể từ đầu thập niên 1970, sản xuất phim tài liệu với mục đích phát hành tại rạp bị suy thoái, có lẽ là do chuyển hướng sang phim tài liệu truyền hình. Trong những năm ngay sau chiến tranh, hầu hết các nỗ lực được dành cho tái thiết quốc gia, và phim không phải là một ưu tiên. Vào cuối thập niên 1950, ngành phim Hà Lan được chuyên nghiệp hoá. Phim tài liệu vẫn giữ một vai trò quan trọng trong ngành làm phim Hà Lan. Liên hoan phim tài liệu quốc tế Amsterdam được tổ chức vào tháng 11 hàng năm, và được xem là một trong các liên hoan phim tài liệu lớn nhất thế giới.
Đến cuối thập niên 1960, thế hệ đầu tiên các nhà làm phim Hà Lan tốt nghiệp từ Học viện Điện ảnh Hà Lan bắt đầu gây dựng tên tuổi. Đạo diễn nổi tiếng trong giai đoạn này là Fons Rademakers, Rademakers học nghề từ Vittorio De Sica và Jean Renoir và đem các kiến thức mới về phim nghệ thuật nước ngoài về nước. Một giai đoạn thành công lâu dài hơn của điện ảnh Hà Lan đến trong thập niên 1970, dẫn đầu là Paul Verhoeven. Năm bộ phim của Verhoeven trong thập niên là Wat zien ik? (1971), Turks Fruit (1973), Keetje Tippel (1975), Soldaat van Oranje (1977) và Spetters (1980) - đạt kỷ lục phòng vé. Turks Fruit và Soldaat van Oranje cũng thành công ở nước ngoài, và khiến Verhoeven có sự nghiệp tại Hollywood. Năm 2006, Verhoeven làm phim Black Book (Zwartboek), đây là phim nói tiếng Hà Lan đầu tiên của ông kể từ The Fourth Man (1983). Các dạo diễn thành công khác trong giai đoạn này là Wim Verstappen và Pim de la Parra. Sau năm 1980, ít phim Hà Lan có thể đủ sức đưa hàng triệu người đến các rạp chiếu phim, do suy giảm mức độ quan tâm và sự phổ biến của hệ thống video gia đình.
Đến giữa thập niên 1990, chính phủ Hà Lan áp dụng việc tránh thuế (gọi là 'CV-regeling') nhằm khuyến khích các nhà đầu tư tư nhân trong ngành điện ảnh Hà Lan. Sau khi thực hiện các quy tắc mới này, diễn ra một cuộc bùng nổ trong sản xuất phim Hà Lan, với những phim nhắm đến khán giả trẻ như Costa! (2001). Sau một thời gian, công thức này đuối dần và hương vị thương mại mới trở thành các bộ phim với cảm giác đa văn hoá, Shouf Shouf Habibi (2004) và Het Schnitzelparadijs (2005) có thành công thương mại.
Các diễn viên Hà Lan thành công nhất tại Hollywood là Rutger Hauer (Blade Runner), Jeroen Krabbé (The Fugitive), Famke Janssen (X-Men) và Carice van Houten (Game of Thrones). Các nhà làm phim có sự nghiệp thành công tại Hollywood ngoài Paul Verhoeven còn có Jan de Bont (với Speed và Twister), nhà biên kịch-chuyển thể-đạo diễn Menno Meyjes (The Color Purple và Indiana Jones and the Last Crusade) và nhà sản xuất Pieter Jan Brugge (Glory, Miami Vice, Defiance). Roel Reiné sau khi chuyển tới Hollywood đã trở thành một đạo diễn-nhà sản xuất có ảnh hưởng với các bộ phim DVD Premiere, như Pistol Whipped (2008). Các đạo diễn hình ảnh Hà Lan có được thành công quốc tế là Hoyte van Hoytema (Interstellar, Spectre, Dunkirk) và Theo van de Sande (Wayne's World và Blade).

### Truyền thông
Các báo quan trọng nhất của Hà Lan là De Telegraaf, Algemeen Dagblad, de Volkskrant, NRC Handelsblad và Trouw. Trong quá khứ, Parool được thành lập trong Chiến tranh thế giới thứ hai cũng là một tờ báo chính yếu, song nay nó chủ yếu tập trung vào cấp thành phố và khu vực của Hà Lan. Đối với độc giả tu sĩ (Tin Lành), Reformatorisch Dagblad và Nederlands Dagblad là các báo quốc gia nổi tiếng.
Truyền hình tại Hà Lan bắt đầu vào năm 1951. Tại Hà Lan, thị trường truyền hình được phân chia giữa một số mạng lưới thương mại như RTL Nederland, và một hệ thống phát sóng công cộng chia sẻ ba kênh NPO 1, NPO 2 và NPO 3. Các chương trình nhập khẩu (ngoại trừ cho trẻ em), cũng như các phỏng vấn tin tức với câu trả lời bằng ngoại ngữ luôn được hiển thị trong ngôn ngữ gốc, đi kèm phụ đề. Đến năm 2013, 78,3% khán giả Hà Lan tiếp nhận truyền hình kỹ thuật số. Truyền hình kỹ thuật số có nhiều cách thức, phổ biến nhất là qua cáp với Ziggo là nhà cung cấp chính về truyền hình cáp tại Hà Lan, CanalDigitaal là nhà cung cấp truyền hình vệ tinh, KPN Digitenne là nhà cung cấp truyền hình kỹ thuật số mặt đất, KPN và Tele2 là hai nhà cung cấp chính về truyền hình internet. Các kênh truyền hình cung cấp sẽ phụ thuộc nhiều vào nhà cung cấp, tuy nhiên có có một nhóm nhỏ các kênh mà mọi nhà khai thác cần phải truyền tải, kể từ năm 2014 là các kênh như các kênh quốc gia NPO 1, NPO 2, NPO 3. Truyền hình thương mại tại Hà Lan được cấp phép từ năm 1988, muộn hơn so với các quốc gia láng giềng, các công ty chính cung cấp truyền hình thương mại là RTL Nederland và SBS Broadcasting.
Xuất khẩu truyền hình từ Hà Lan hầu hết được tiến hành dưới dạng thể thức và nhượng quyèn cụ thể, đáng chú ý nhất là thông qua tổ hợp sản xuất truyền hình quốc tế Endemol của các tài phiệt truyền thông người Hà Lan là John de Mol và Joop van den Ende. Endemol có trụ sở tại Amsterdam với khoảng 90 công ty tại 30 quốc gia. Endemol và các công ty con của họ sáng tạo và vận hành các chương trình nhượng quyền thực tế, tài năng và trò chơi truyền hình trên khắp thế giới, như Big Brother và Deal or No Deal. John de Mol sau đó bắt đầu công ty riêng của mình mang tên Talpa, tạo ra các chương trình nhượng quyền như The Voice và Utopia.
Hà Lan cũng có một lượng lớn các đài phát thanh, với sáu kênh phát thanh quốc gia như NPO Radio 1, NPO Radio 2 và NPO 3FM, cùng một số kênh công cộng kỹ thuật số và khu vực. Radio 538, Sky Radio và Q-music là các nhà cung cấp chính trong thị trường thương mại.

### Thể thao

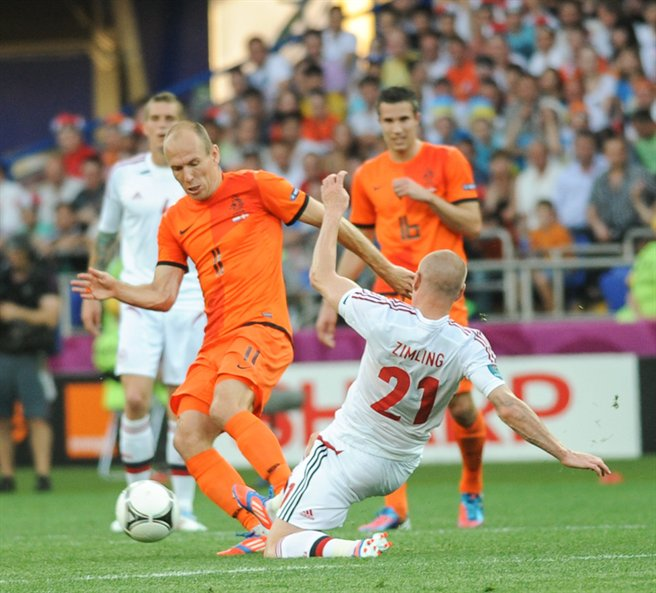
Các cầu thủ Arjen Robben và Robin van Persie trong một trận đấu của đội tuyển bóng đá quốc gia Hà Lan năm 2012

Có khoảng 4,5 triệu dân Hà Lan đăng ký tại một trong số 35.000 câu lạc bộ thể thao trong nước, và khoảng hai phần ba dân số từ 15 đến 75 tuổi tham gia hoạt động thể thao hàng tuần. Bóng đá là môn thể thao được người Hà Lan tham gia phổ biến nhất, các môn thể thao đội tuyển phổ biến kế tiếp là khúc côn cầu trên cỏ và bóng chuyền. Quần vợt, thể dục dụng cụ và golf là ba môn thể thao cá nhân được tham gia rộng rãi nhất.
Các tổ chức thể thao bắt đầu vào cuối thế kỷ 19 và đầu thế kỷ 20. Các liên đoàn thể thao được thành lập như (liên đoàn trượt băng tốc độ vào năm 1882), các quy tắc được thống nhất và các câu lạc bộ thể thao xuất hiện. Ủy ban Olympic Quốc gia Hà Lan được thành lập vào năm 1912, và Hà Lan giành được 285 huy chương tại Thế vận hội Mùa hè tính đến năm 2016 và 110 huy chương tại Thế vận hội Mùa đông tính đến năm 2014. Trong thi đấu quốc tế, các đội tuyển và vận động viên Hà Lan chiếm ưu thế trong một số lĩnh vực. Đội tuyển khúc côn cầu trên cỏ nữ Hà Lan là đội tuyển thành công nhất trong lịch sử của hạng mục này. Đội tuyển bóng chày Hà Lan từng 20 lần giành chức vô địch châu Âu. Các võ sĩ Kickboxing K1 Hà Lan từng 15 lần thắng giải K-1 World Grand Prix.
Trượt băng tốc độ Hà Lan giành chiến thắng trong 8/12 sự kiện, 23/36 huy chương vàng tại Thế vận hội Mùa đông 2014, là thành tích chiếm ưu thế nhất trong một môn thể thao của lịch sử Thế vận hội. Đua ô tô tại trường đua TT Assen có một lịch sử lâu dài. Assen là địa điểm duy nhất liên tục tổ chức một vòng đấu của giải vô địch ô tô thế giới từ khi hình thành vào năm 1949. Trường đua được xây dựng dành cho Dutch TT vào năm 1954, các sự kiện trước đó được tổ chức trên đường phố.
Max Verstappen thi đấu tại Công thức một, và là người Hà Lan đầu tiên thắng một giải Grand Prix. Khu nghỉ dưỡng ven biển Zandvoort tổ chức Dutch Grand Prix từ năm 1958 đến năm 1985. Đội tuyển bóng chuyền nam quốc gia Hà Lan từng giành huy chương vàng tại Thế vận hội Mùa hè 1996. Thành công lớn nhất của đội tuyển bóng chuyền nữ quốc gia Hà Lan là vô địch châu Âu năm 1995 và World Grand Prix vào năm 2007.

### Ẩm thực
Ban đầu, ẩm thực Hà Lan hình thành dựa theo hoạt động ngư nghiệp và nông nghiệp, bao gồm canh tác cây trồng và nuôi động vật được thuần hoá. Ẩm thực Hà Lan đơn giản và không phức tạp, gồm nhiều sản phẩm bơ sữa. Bữa sáng và bữa trưa điển hình là bánh mì phủ pho mát, hoặc là ngũ cốc cho bữa sáng. Theo truyền thống, bữa tối gồm có khoai tây, một phần thịt, và rau theo mùa. Món ăn Hà Lan có hàm lượng cacbohydrat và chất béo ở mức cao, phản ánh nhu cầu ăn của những người lao động vì văn hoá của họ định hình nên quốc gia. Món ăn Hà Lan không có nhiều sự tinh tế, mô tả tốt nhất là mộc mạc, song các loại đồ ăn đặc biệt được chuẩn bị cho nhiều ngày lễ. Trong thế kỷ 20, đồ ăn Hà Lan biến đổi và trở nên toàn cầu hơn, và hầu hết các nền ẩm thực toàn cầu có đại diện trong các thành phố lớn tại đây. Vào đầu năm 2014, Oxfam xếp hạng Hà Lan là quốc gia có đồ ăn bổ dưỡng, phong phú và tốt cho sức khoẻ nhất, khi so sánh trong số 125 quốc gia.

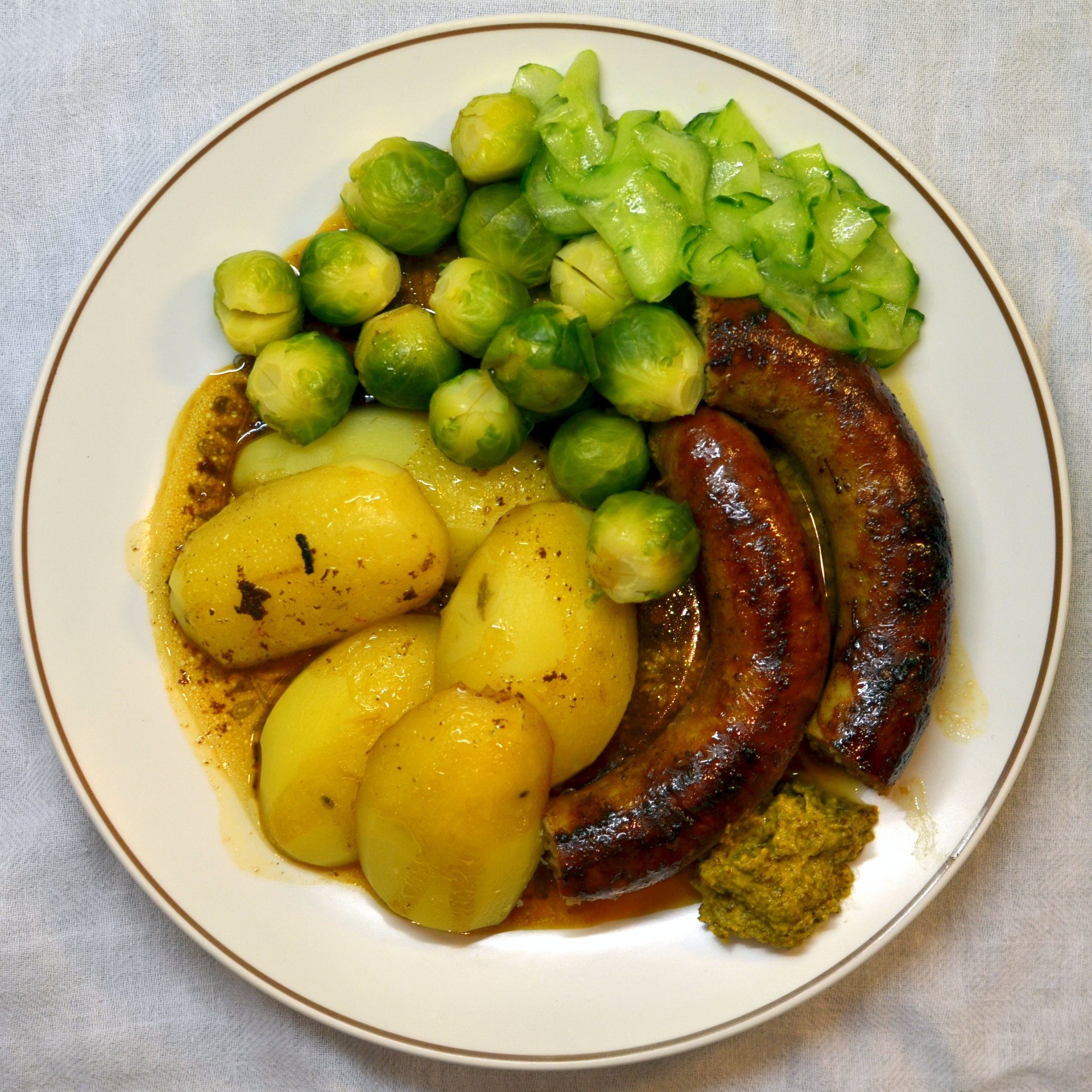
Một điển hình về bữa tối Hà Lan truyền thống: Cải Brussels, khoai tây và xúc xích kèm nước xốt

Các tác giả ẩm thực hiện đại phân biệt giữa ba thể loại khu vực tổng quát của ẩm thực Hà Lan. Các khu vực tại đông bắc Hà Lan, đại thể tương ứng với các tỉnh Groningen, Friesland, Drenthe, Overijssel và Gelderland là khu vực thưa dân nhất. Đây là khu vực phát triển nông nghiệp muộn, ẩm thực tại đây được biết đến với nhiều loại thịt, phong phú về săn bắt và chăn nuôi, song các món ăn gần bờ biển cũng có lượng lớn cá. Khu vực có các loại xúc xích khô khác nhau, thuộc nhóm metworst của xúc xích Hà Lan, và được đánh giá cao vì thường có vị rất mạnh. Xúc xích lớn thường được ăn kèm với stamppot, hutspot hay zuurkool (dưa cải Đức); còn xúc xích nhỏ thường là một loại đồ ăn đường phố. Các tỉnh này cũng là nơi sản xuất bán mì đen cứng, bánh ngọt, bánh quy, trong đó bánh quy có vị mạnh với gừng hoặc quả giầm nước đường hoặc gồm một ít thịt. Các đặc điểm đáng chú ý của Fries roggebrood (bánh mì đen Frisia) là thời gian nướng lâu (đến 20 tiếng), kết quả là vị ngọt và màu đen thẫm. Về đồ uống có cồn, khu vực này nổi tiếng với nhiều loại rượu bia đắng (như Beerenburg) và các loại rượu chưng chất có nồng độ cao hơn bia.
Các tỉnh Noord-Holland, Zuid-Holland, Zeeland, Utrecht và khu vực Betuwe của Gelderland thuộc khu vực ẩm thực miền tây Hà Lan. Do phong phú về nước và đất đồng cỏ, nên khu vực nổi tiếng với các sản phẩm bơ sữa trong đó có các loại pho mát như Gouda, Leyden, Edam, trong khi Zaanstreek tại Noord-Holland nổi tiếng với mayonnaise từ thế kỷ 16, các loại mù tạc nguyên hạt đặc trưng và sô-cô-la. Zeeland và Zuid-Holland sản xuất nhiều bơ, có lượng chất béo lớn hơn so với hầu hết các loại bơ khác tại châu Âu. Một sản phẩm phụ của quá trình làm bơ là karnemelk (sữa bơ), nó cũng được xem là đặc trưng cho khu vực này. Các món từ biển như cá trích dầm muối, trai, cá chình, hàu và tôm hiện diện phổ biến và đặc trưng cho khu vực. Kibbeling là một món ăn tinh tế của địa phương, gồm các miếng nhỏ cá thịt trắng, song nay trở thành một loại đồ ăn nhanh quốc gia. Các loại bánh ngọt trong khu vực này có xu hướng khá mềm nhão, và thường có lượng đường cao, oliebol và Zeeuwse bolus là những điển hình. Các loại bánh quy cũng được sản xuất với số lượng lớn và có xu hướng chứa nhiều bơ và đường như stroopwafel, hoặc được nhồi quả hạnh như gevulde koek. Các loại đồ uống có cồn truyền thống của khu vực này là bia và Jenever, một loại rượu mạnh hương bách xù. Advocaat là một ngoại lệ so với truyền thống Hà Lan, loại rượu này làm từ trứng, đường và brandy.
Ẩm thực miền nam Hà Lan gồm tỉnh Noord-Brabant và tỉnh Limburg, tương đồng với vùng Vlaanderen tại Bỉ. Khu vực này nổi tiếng do phong phú về các loại bánh ngọt, súp, các món hầm và rau. Đây là khu vực ẩm thực duy nhất tại Hà Lan phát triển ẩm thực cao cấp. Các loại bánh ngọt thường được làm với nhiều kem sữa trứng và quả. Các loại bánh như Vlaai từ Limburg và Moorkop cùng Bossche Bol từ Brabant là các loại bánh ngọt đặc trưng. Ngoài ra, còn có các loại bánh ngọt mặn, trong đó worstenbroodje là phổ biến nhất. Đồ uống có cồn truyền thống của khu vực này là bía. Có nhiều thương hiệu địa phương, như Trappist và Kriek. 5 trong số 10 nhà máy bia được Hiệp hội Luyện tâm Quốc tế công nhân là nằm tại khu vực văn hoá miền nam Hà Lan. Bia trong ẩm thực khu vực còn được dùng để nấu ăn, thường là trong các món hầm, giống như rượu vang trong ẩm thực Pháp.

### Di sản thuộc địa
Từ hoạt động khai thác của Công ty Đông Ấn Hà Lan trong thế kỷ 17, cho đến hoạt động thuộc địa hoá trong thế kỷ 19, các thuộc địa của Đế quốc Hà Lan liên tục được mở rộng, đạt đến mức độ cực đại khi thiết lập quyền bá chủ đối với Đông Ấn Hà Lan vào đầu thế kỷ 20. Đông Ấn Hà Lan, nay là Indonesia, là một trong các thuộc địa có giá trị nhất của thực dân châu Âu trên thế giới, và là thuộc địa quan trọng nhất đối với Hà Lan. Trên 350 năm di sản tác động tương hỗ đã để lại dấu ấn văn hoá quan trọng tại Hà Lan.
Trong Thời kỳ hoàng kim Hà Lan vào thế kỷ 17, Hà Lan tiến hành đô thị hoá ở mức độ đáng kể, hầu hết được lấy từ tiền thu nhập doanh nghiệp bắt nguồn từ độc quyền mậu dịch tại châu Á. Vị thế xã hội dựa trên thu nhập của thương nhân, làm suy yếu chế độ phong kiến và thay đổi đáng kể động lực của xã hội Hà Lan. Khi Hoàng gia Hà Lan được thành lập vào năm 1815, hầu hết của cải của họ đến từ mậu dịch thuộc địa.

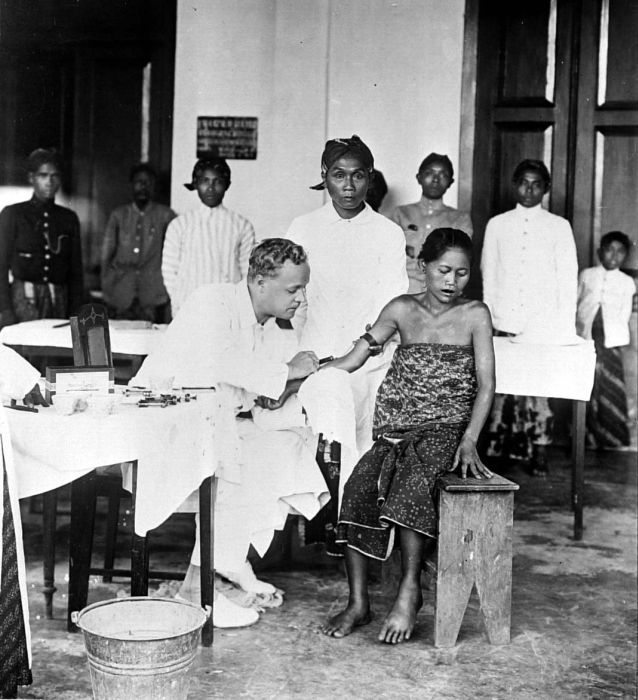
Một bác sĩ Hà Lan tiêm chủng cho bệnh nhân Indonesia.

Các đại học như Đại học Leiden thành lập vào thế kỷ 16 được phát triển thành các trung tâm kiến thức dẫn đầu về nghiên cứu Đông Nam Á và Indonesia. Đại học Leiden sản sinh các viện sĩ hàn lâm hàng đầu như Christiaan Snouck Hurgronje, và vẫn có các viện sĩ hàn lâm chuyên về ngôn ngữ và văn hoá Indonesia. Đại học Leiden và đặc biệt là KITLV là các thể chế giáo dục và khoa học cho đến nay chia sẻ cả quan tâm tri thức và lịch sử trong nghiên cứu Indonesia. Các viện khoa học khác tại Hà Lan gồm có Tropenmuseum Amsterdam, một bảo tàng nhân loại học với các bộ sưu tập đồ sộ về nghệ thuật, văn hoá, dân tộc học và nhân loại học Indonesia.
Truyền thống của Lục quân Hoàng gia Đông Ấn Hà Lan (KNIL) nay được duy trì bởi Trung đoàn Van Heutsz của Lục quân Hoàng gia Hà Lan. Một Bảo tàng Bronbeek chuyên biệt tồn tại ở Arnhem cho đến nay, đây vốn là nơi ở cũ của các binh sĩ KNIL xuất ngũ.
Một phân đoạn riêng biệt của văn học Hà Lan mang tên văn học Đông Ấn Hà Lan vẫn tồn tại và có các tác giả thành danh như Louis Couperus với "De Stille Kracht", lấy thời thuộc địa là một nguồn cảm hứng quan trọng. Một trong số các kiệt tác vĩ đại nhất của văn học Hà Lan là sách "Max Havelaar", do Multatuli viết vào năm 1860.
Đa số người Hà Lan hồi hương sau và trong Cách mạng Indonesia là người Indo (lai Á-Âu). Nhóm cư dân lai Á-Âu tương đối lớn này phát triển trong suốt 400 năm và được phân loại là thuộc cộng đồng tư pháp châu Âu theo pháp luật thuộc địa. Trong tiếng Hà Lan họ được gọi là Indische Nederlanders hay là Indo (rút ngắn của Indo-Âu). Nếu tính cả thế hệ thứ nhì, người Indo hiện là nhóm nhập cư lớn nhất tại Hà Lan. Năm 2008, Cục Thống kê Trung ương Hà Lan (CBS) đã đăng ký 387.000 người Indo thế hệ thứ nhất và thứ hai sống tại Hà Lan. Mặc dù được nhận định là hoàn toàn đồng hoá vào xã hội Hà Lan, có tư cách dân tộc thiểu số lớn tại Hà Lan, những người hồi hương này giữ một vai trò chủ chốt trong việc đưa các yếu tố văn hoá Indonesia vào văn hoá chủ lưu của Hà Lan.
Trong thực tế mọi đô thị tại Hà Lan đều có một "Toko" (cửa hàng người Hà Lan gốc Indonesia) hoặc cửa hàng Indonesia gốc Hoa và nhiều hội chợ 'Pasar Malam' (chợ đêm trong tiếng Indonesia) được tổ chức suốt năm. Nhiều món ăn và thực phẩm Indonesia trở nên phổ biến tại Hà Lan. Rijsttafel là một khái niệm nấu ăn thuộc địa, và các món như Nasi goreng và satay rất phổ biến tại Hà Lan.